# 国立中世美術館
国立中世美術館 ― クリュニー浴場および館 (こくりつちゅうせいびじゅつかん クリュニーよくじょうおよびやかた、Musée national du Moyen âge - Thermes et Hôtel de Cluny); 略称「国立中世美術館」; 通称「クリュニー美術館 (Musée de Cluny)」) は、パリ5区（カルティエ・ラタン）にある美術館で、中世の絵画、彫刻、宝飾品（金銀細工、象牙細工、琺瑯）、装飾写本、ステンドグラスなどの宗教美術品、タペストリー、家具などの工芸品を所蔵・展示している。特に6枚の連作タペストリー『貴婦人と一角獣』、『黄金のバラ』、ガロ＝ロマン時代の『船乗りの柱』、柱頭、磔刑像・預言者像などで知られる。敷地はガロ＝ロマン時代に建てられた浴場跡であり（クリュニー浴場）、クリュニー館と呼ばれる建物は13世紀にブルゴーニュのクリュニー修道会の修道院長の別邸として建てられ、15世紀に全面的に修復・改装され、ほぼ現在の形になった。浴場跡の一部は現在も展示室として使われ、建物外側にある部分はサン・ミシェル通りから見ることができる。常設展・企画展のほか、中世の楽器を使った音楽会なども行われている。

## 歴史

### クリュニー浴場
ガロ＝ロマン時代の西暦1世紀から2世紀にかけて、現在のサン・ミシェル通り、サン・ジェルマン大通りから聖ジュヌヴィエーヴの丘に至る一帯に約6,000 m²のクリュニー浴場が造られ、当時は、カルダリウム (熱温浴場)、テピダリウム (微温浴場)、フリギダリウム (冷水浴場) の3種類があり、運動場や池、回廊も備えていた。現在、美術館の敷地に残っているのはフリギダリウムであり、浴場の排水に使われていた丸天井の地下道もある。

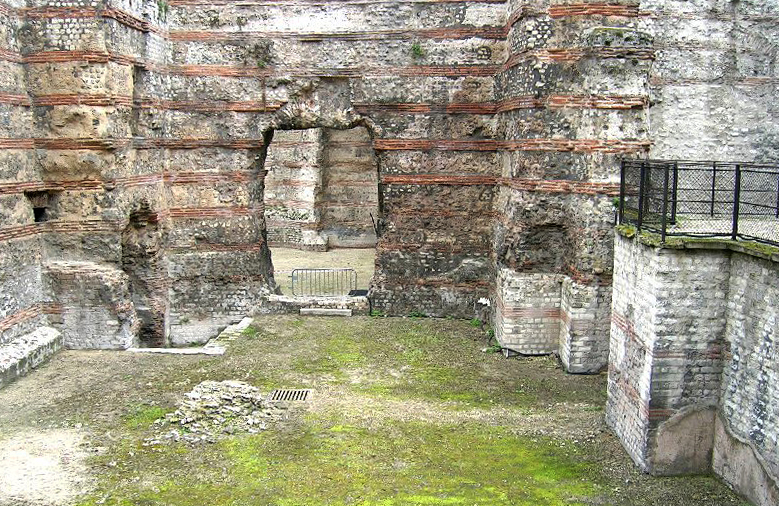
サン・ミシェル通りから見た浴場跡
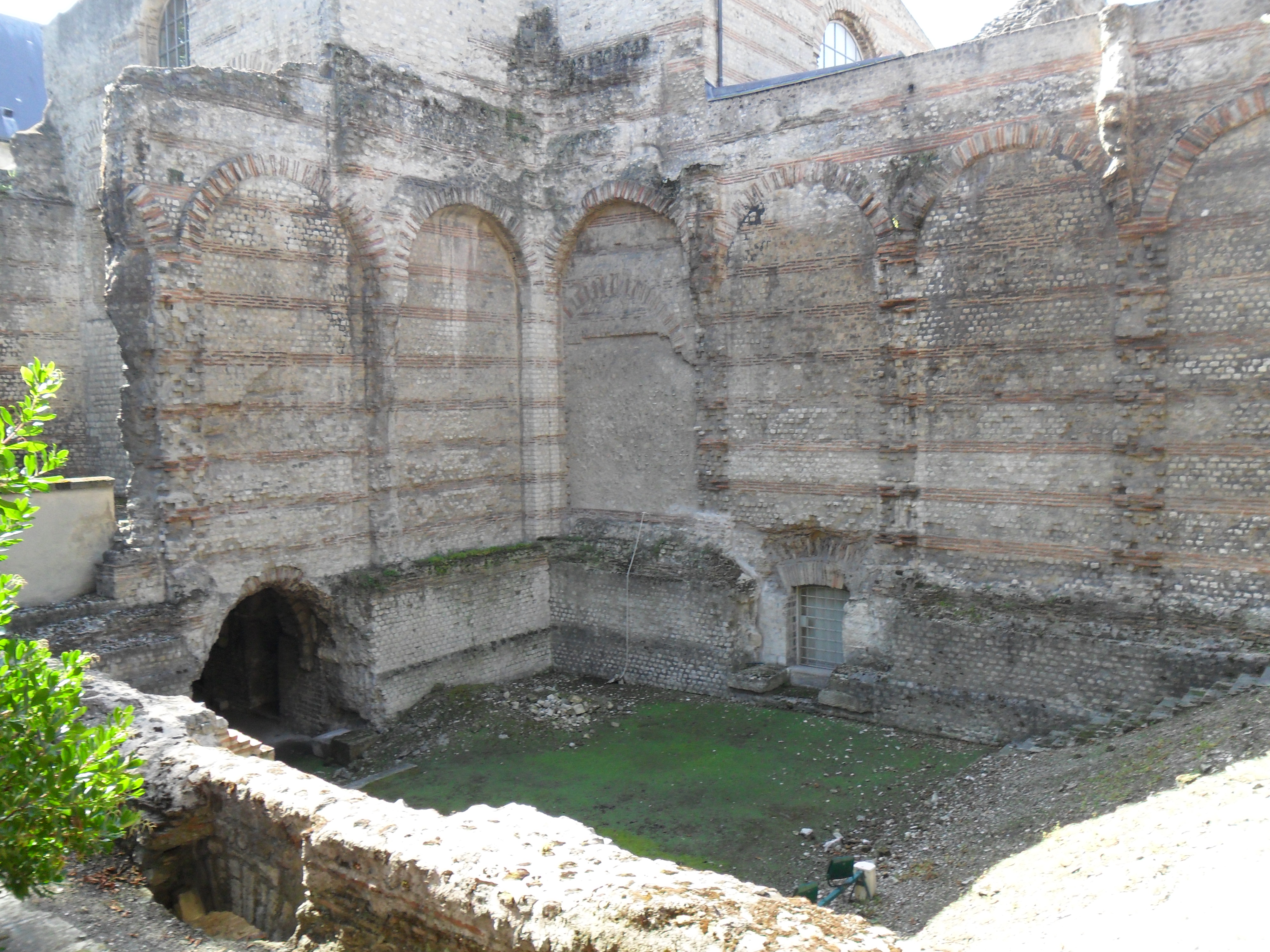
中世の庭から見た浴場跡
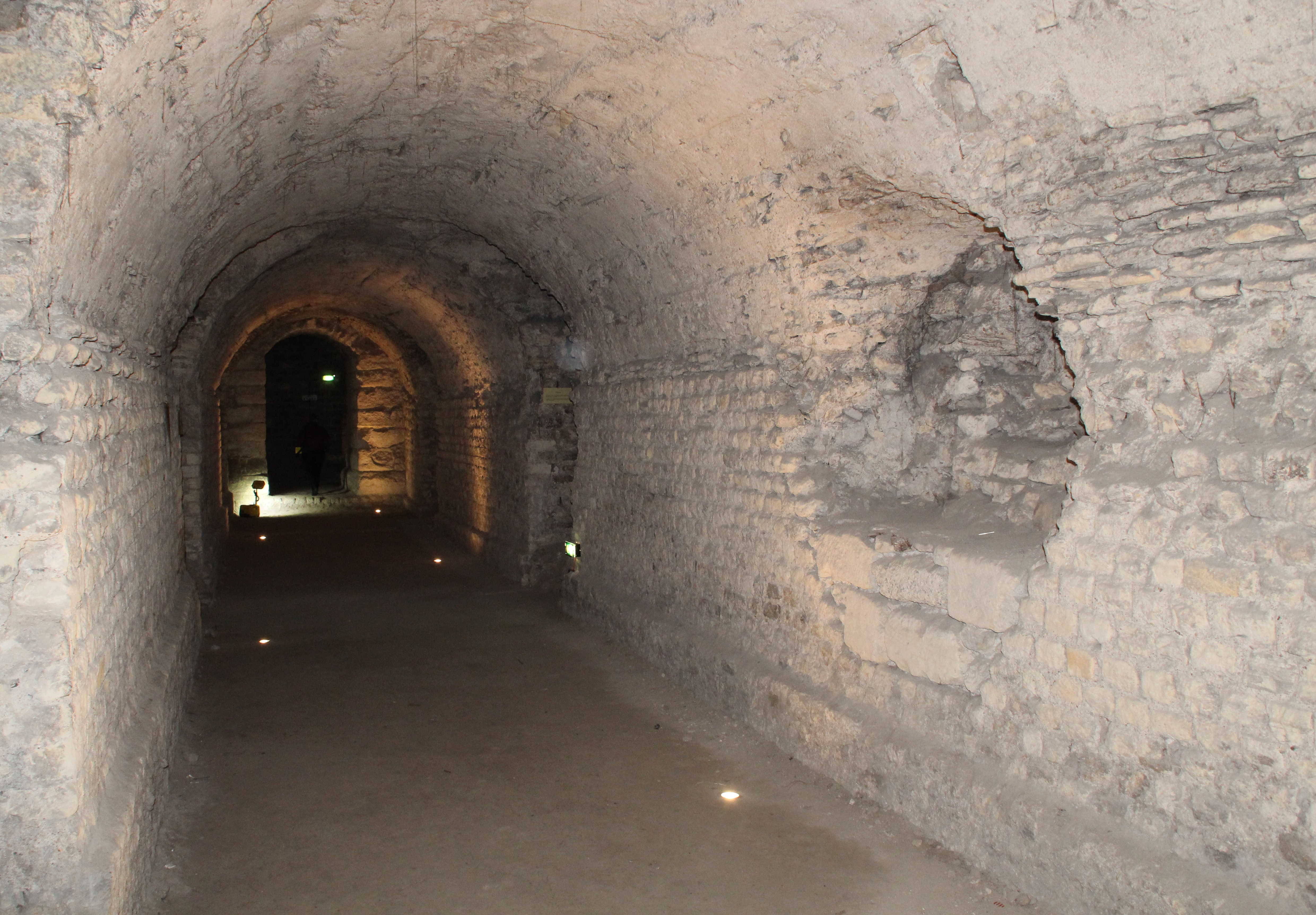
地下道
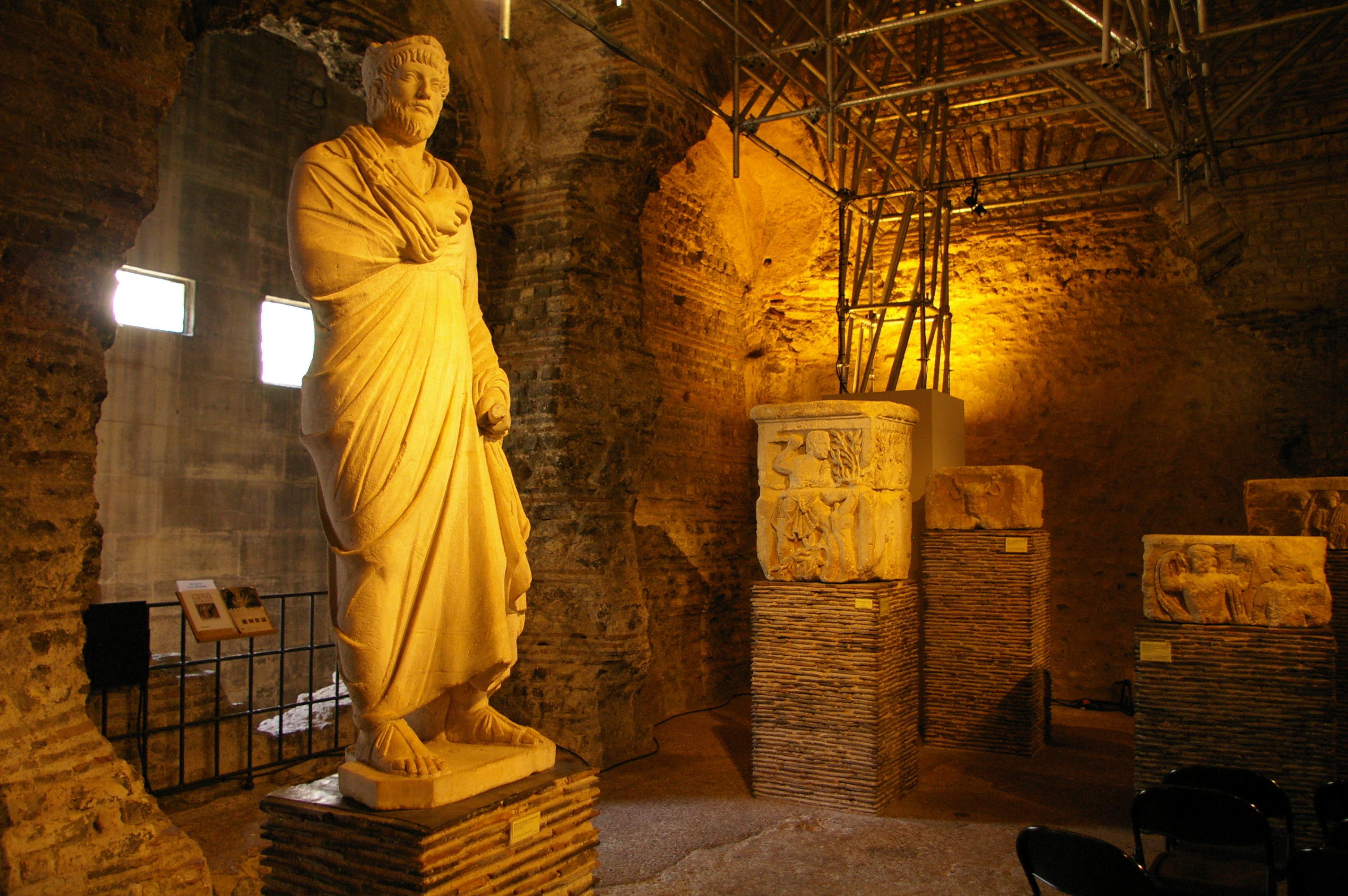
現在のフリギダリウム内部

### クリュニー館
クリュニー修道会は909年（または910年）にブルゴーニュ（当時のブルグント王国）に建設されたベネティクト派のクリュニー修道院を拠点とする修道会であり、貧民救済と典礼の重視を訴え、修道院改革（クリュニー改革）を推進した。教皇直属の修道会としてパリ、アヴィニョン、ドルへと勢力を拡大し、やがて欧州全土に分院が建設された。パリのクリュニー館は13世紀にクリュニー修道院長の別邸として建てられ、15世紀末にクリュニー修道院長ジャック・ダンボワーズにより全面的に修復・改装された。現在もクリュニー館の銃眼にジャック・ダンボワーズの紋章が残されている。建築様式は後期ゴシックのフランボワイアン（火焔）様式で、特に礼拝堂のヴォールトにその特徴がよく表れている。中庭にはガーゴイルと滑車の付いた15世紀の井戸がある。

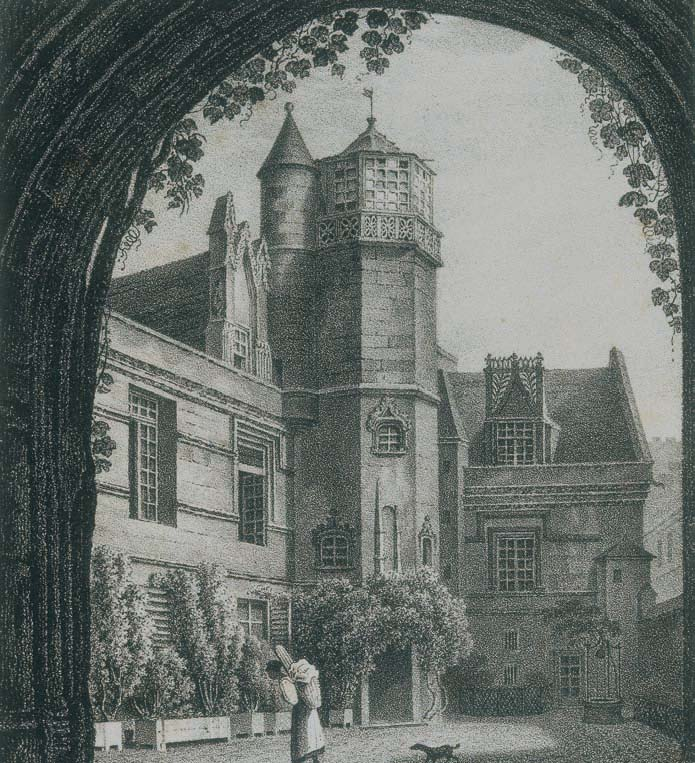
19世紀初頭のクリュニュー館
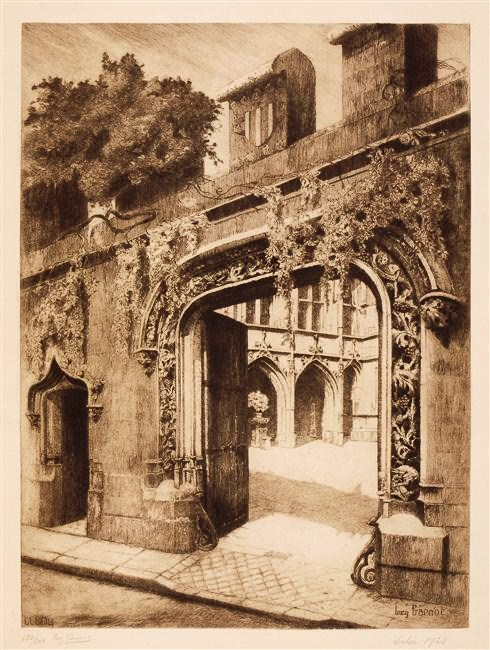
クリュニュー館の門
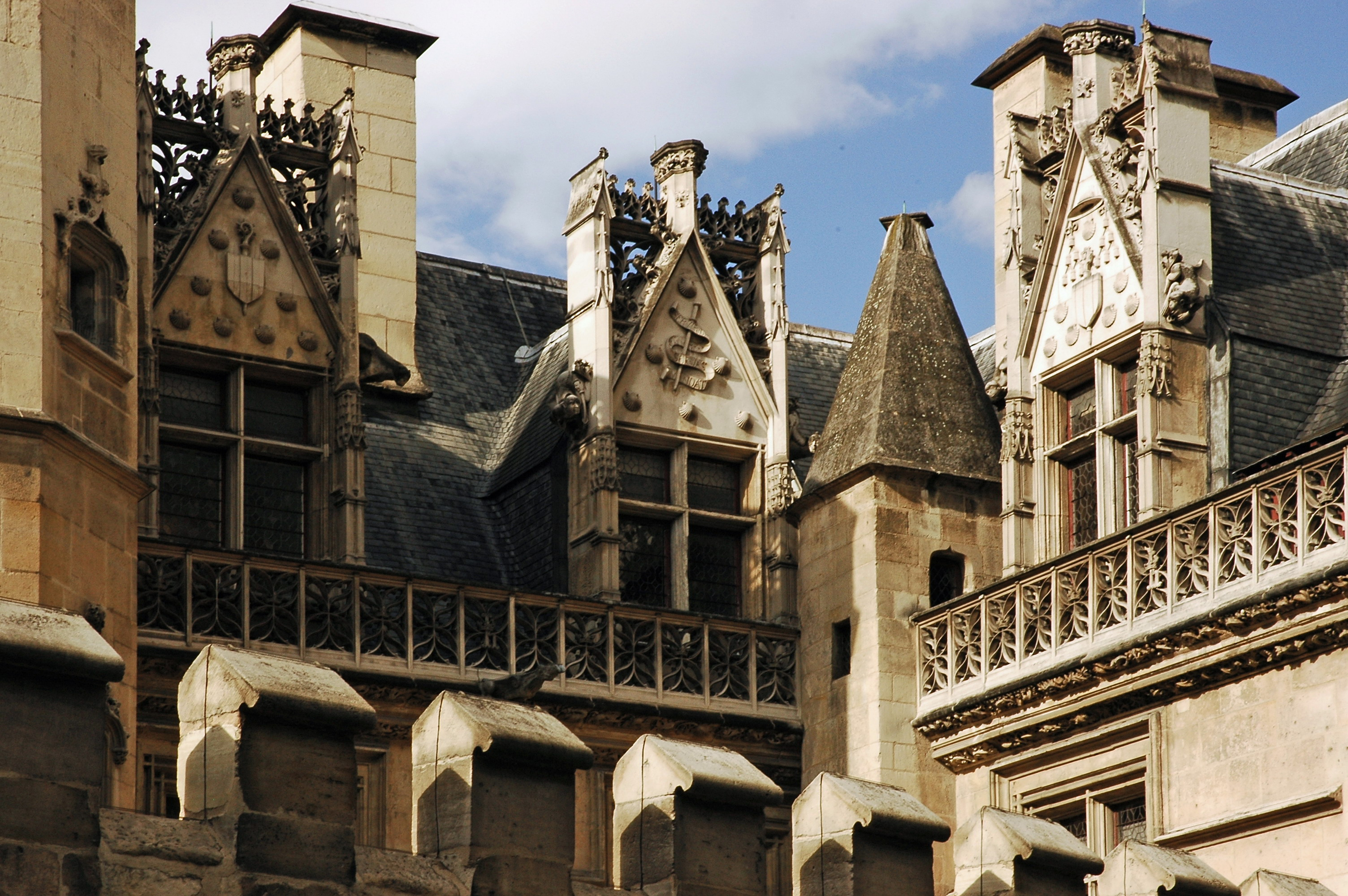
中庭から見た建物上部
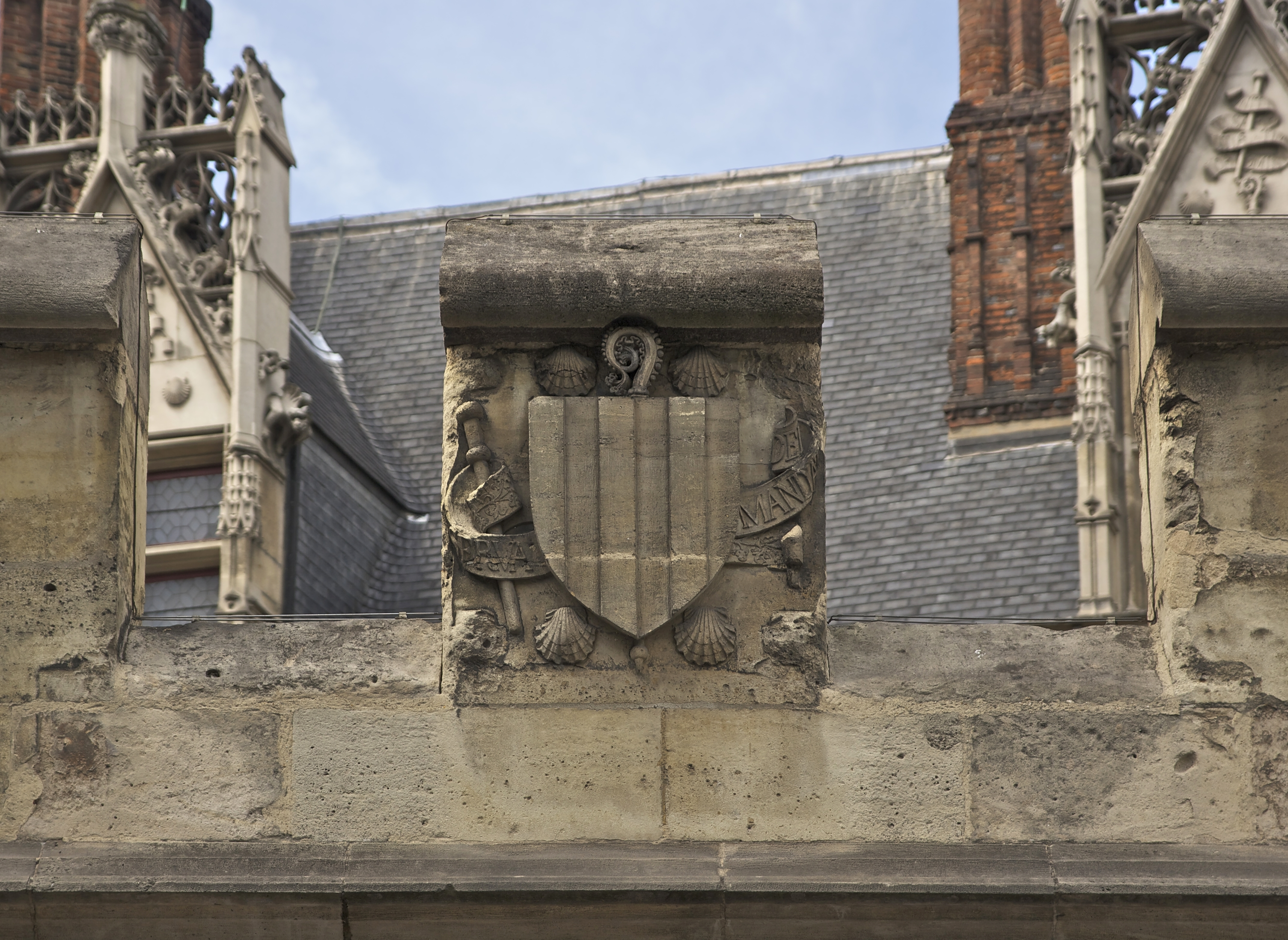
銃眼に残る修道院長ジャック・ダンボワーズの紋章
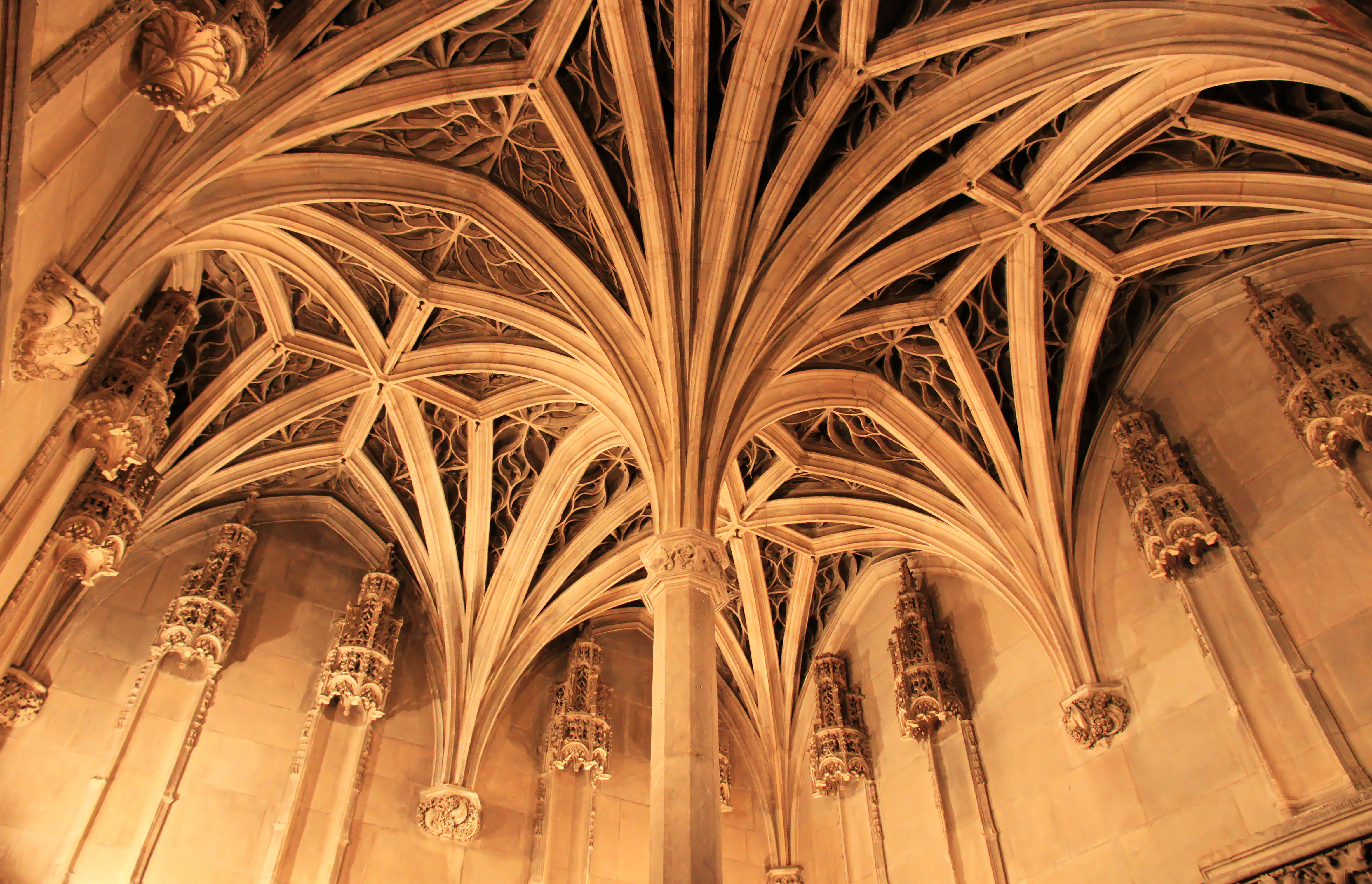
ゴシック様式の礼拝堂のヴォールト
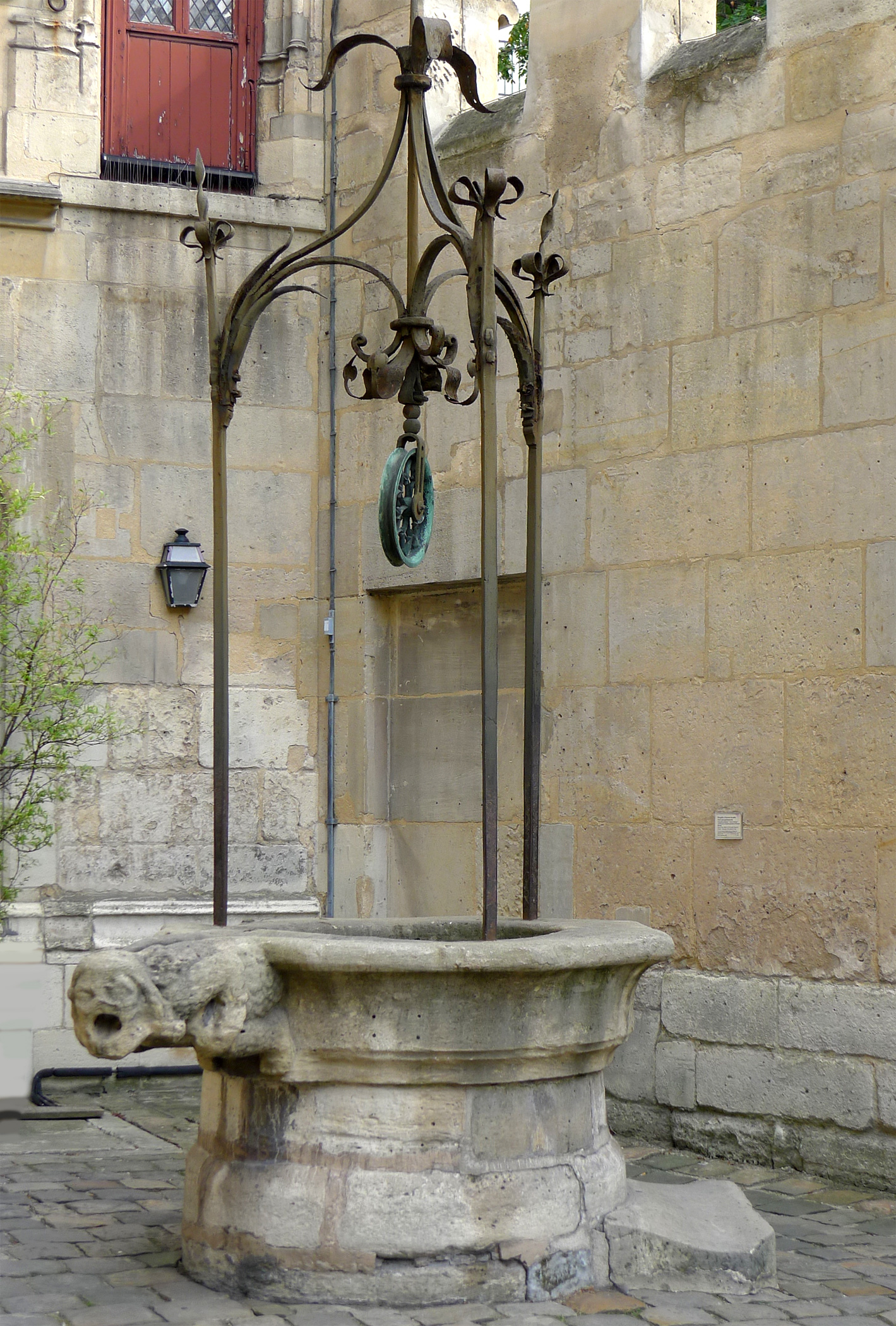
中庭の井戸 (15世紀)

クリュニー館は修復後、様々な用途に使われ、17世紀にはローマ教皇庁大使館が置かれていた。18世紀に入口正面の塔は天文台に使われ、天文学者のジョゼフ＝ニコラ・ドリル (1688-1768) 、ジェローム・ラランド (1732-1807) 、シャルル・メシエ (1730-1817) が天文官として観測を行っていた。

### クリュニー浴場および館の美術館

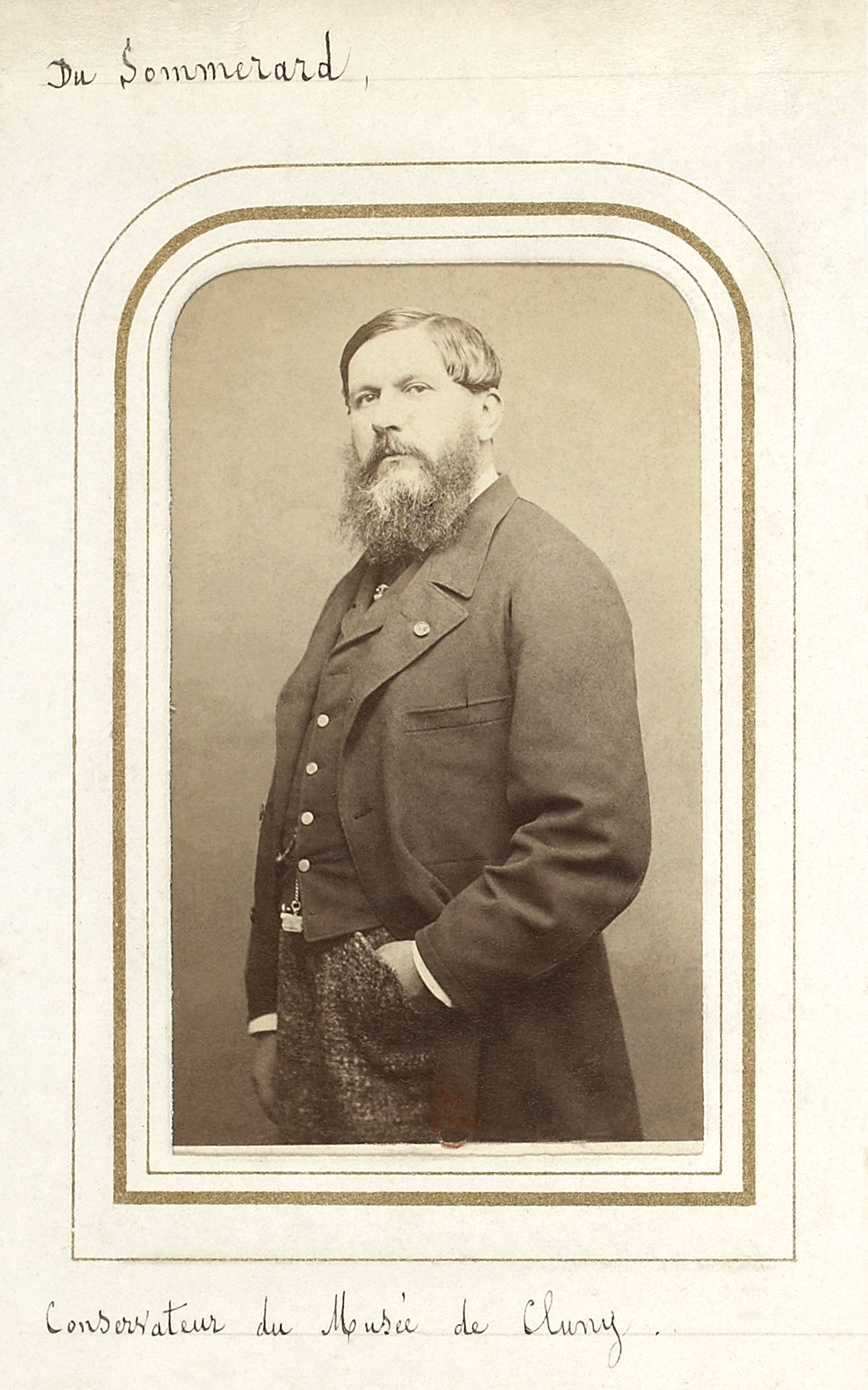
初代館長エドモン・ドュ・ソムラール (1865)

1832年、会計検査院の主任評定官で中世美術工芸の愛好家でもあったアレクサンドル・デュ・ソムラール(1779-1842) がクリュニー館の一部に居を構え、収集した作品をここに収蔵した。彼の死後、1843年に国がクリュニー館とデュ・ソムラールのコレクション約1,500点を買い取り、パリ市も国にガロ＝ロマン時代の浴場と『船乗りの柱』を含む彫刻や宝飾品を国に譲渡した。さらに、サント・シャペルの使徒像やステンドグラスを含む多くの作品を収集し、同年、「クリュニー浴場および館の美術館」が設立され、アレクサンドル・デュ・ソムラールの息子エドモン・デュ・ソムラールが初代館長に任命された。クリュニー館は建築家アルベール・ルノワール(1801-1891) により修復され、金具、門の錠前、塗装などはピエール・フランソワ・マリー・ブーランジェ (1813-1891) が手がけた。

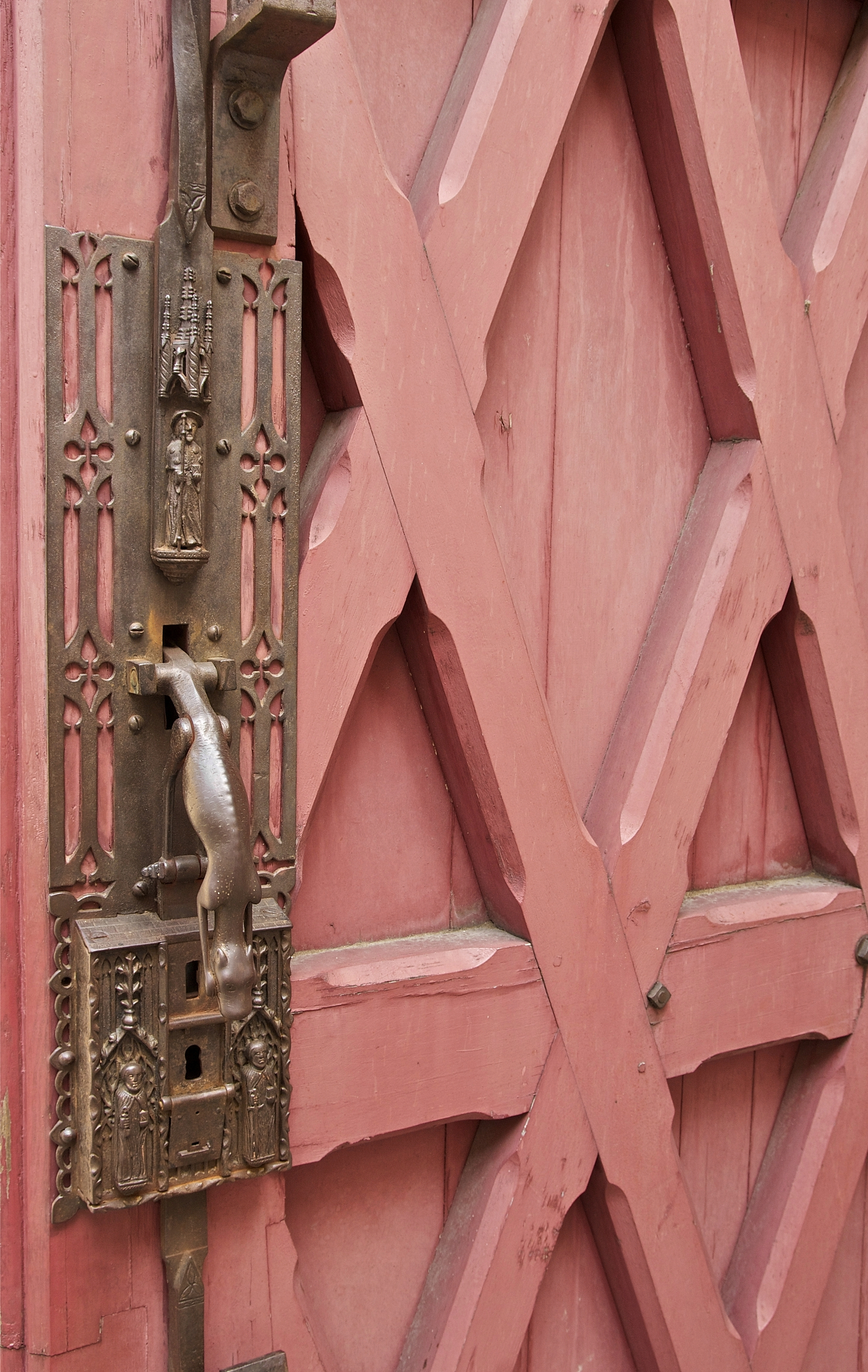
ピエール・ブーランジェの錠前

クリュニー浴場は1862年、クリュニー館は1846年にそれぞれ歴史的記念物に指定された。
エドモン・デュ・ソムラールはその後も『黄金のバラ』、バーゼル大聖堂の『アンテペンディウム』、『貴婦人と一角獣』、『荘園の暮らし』および『聖ステファノ伝』のタペストリー、グアラザールの宝物などを収集してコレクションを増やし、1885年に死去したときには約11,000点に達していた。後継者のアルフレッド・ダルセルとエドモン・サリオは中世の美術工芸品だけでなく、ルネサンス時代の装飾芸術品も収集したが、第二次世界大戦が勃発すると所蔵品はすべて倉庫に保管され、そのうち中世の作品群のみが戦後に再び展示され、ルネサンス時代のものは、アンドレ・マルロー文化相の提唱により、パリから北へ約15 kmのところにあるエクーアン城に移動し、国立ルネサンス美術館を開設することになった（1977年10月25日、開館）。
1992年、「クリュニー浴場および館の美術館」は「国立中世美術館 ― クリュニー浴場および館」に改名された。その後も改修工事が行われ、現在も一部（礼拝堂のある中世の館）改修中で2020年に完成する予定である。

## コレクション

### 概要
美術館の延床面積は3,500 m²。所蔵品は23,600点以上で、うち2,300点を展示している。展示室は23室あり、古代から初期中世、ロマネスク芸術、リモージュの琺瑯、ゴシック芸術、15世紀と時代ごとに分かれ、さらに、各時代について、コプト美術、初期の王国、ビュザンティオン、ローマ帝国、フランス、英国、イベリア半島、イタリア、スペイン、ゲルマン諸国、北欧諸国などの国・地域ごとに分かれている。タペストリー、ステンドグラスは専用の展示室がある。

### 古代、ビザンティン、初期中世の彫刻

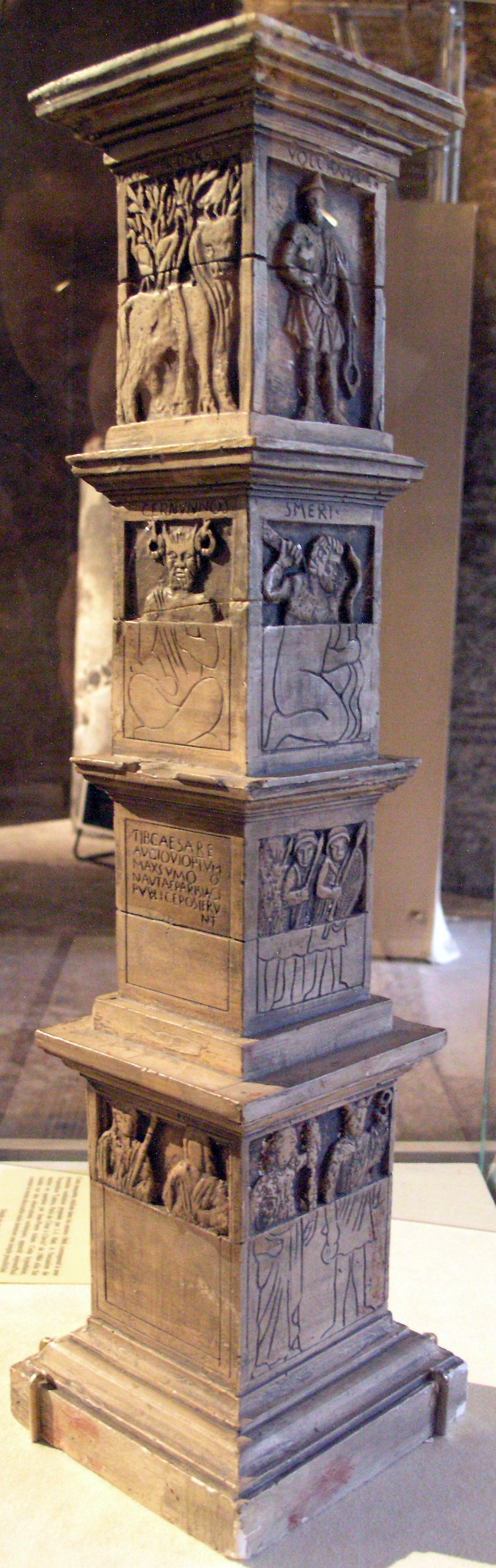
『船乗りの柱』― 復元模型

中世美術館だが中世だけでなく古代彫刻、特にルテティアの歴史の一端を知ることができる彫刻なども展示している。フリギダリウムに展示されている『船乗りの柱』はパリ最古の彫刻である。「船乗り (naute)」とはガロ＝ロマン時代にセーヌ川で船を使った運送に携わっていた人々であり、『船乗りの柱』は、西暦1世紀、ローマ帝国の第2代皇帝ティベリウスの治下（西暦14-37年）にルテティアの船乗りがユピテル（ローマ神話の主神）に献納したものだが、ユピテルやウルカヌス（火と鍛冶の神）などのローマ神話の神以外に、ケルヌンノス（狩猟の神・冥府神）、エスス（戦いの神）などのケルト神話の神も彫られており、シンクレティズム（混合主義）を示す例として重要である。この柱は18世紀にノートルダム大聖堂の聖歌隊席の下から発掘された。また、シテ島からも2世紀のパリ司教『聖ランデリクスの柱』の断片が1829年の修復工事の際に発見されたが、こちらはローマ神話の神のみが彫られている。
19世紀にパリで発見された像は長らくローマ皇帝ユリアヌス (361-363) の像として『背教者ユリアヌス』と呼ばれていたが、最近の研究からハドリアヌス皇帝 (117-138) の時代のものであることが判明し、無名の司教の像として『セラピス司教』と名づけられた。
サン＝ドニ大聖堂の鐘楼で発見された4世紀から5世紀の4つのコリント式柱頭にはこの様式の特徴であるアカンサスの葉が外側に飛び出すように彫られている。
さらに古代末期または初期ビザンティンの象牙浮き彫りのディプティカ（二連祭壇画）として、ローマのニコマコス家およびシンマクス家のものがあり、5世紀前半のニコマコス家のディプティカの一枚には（もう一枚はロンドンのヴィクトリア＆アルバート博物館が所蔵している）、祭壇の火を燃やし続ける若い女性が描かれている。頭上に松があることから大地母神キュベレー信仰を表わすものとされる。モンティエ＝アン＝デール（オート＝マルヌ県）の修道院の聖遺物箱の上に飾られていた。
アレオビンドゥスが506年にコンスタンティノポリスの執政官に選出された際に作られた象牙浮き彫りの装飾板には、執政官アレオビンドゥスと補佐、下方には猛獣と戦う剣奴（剣闘士奴隷）が描かれ、アレオビンドゥスが闘技開始の合図をしている。

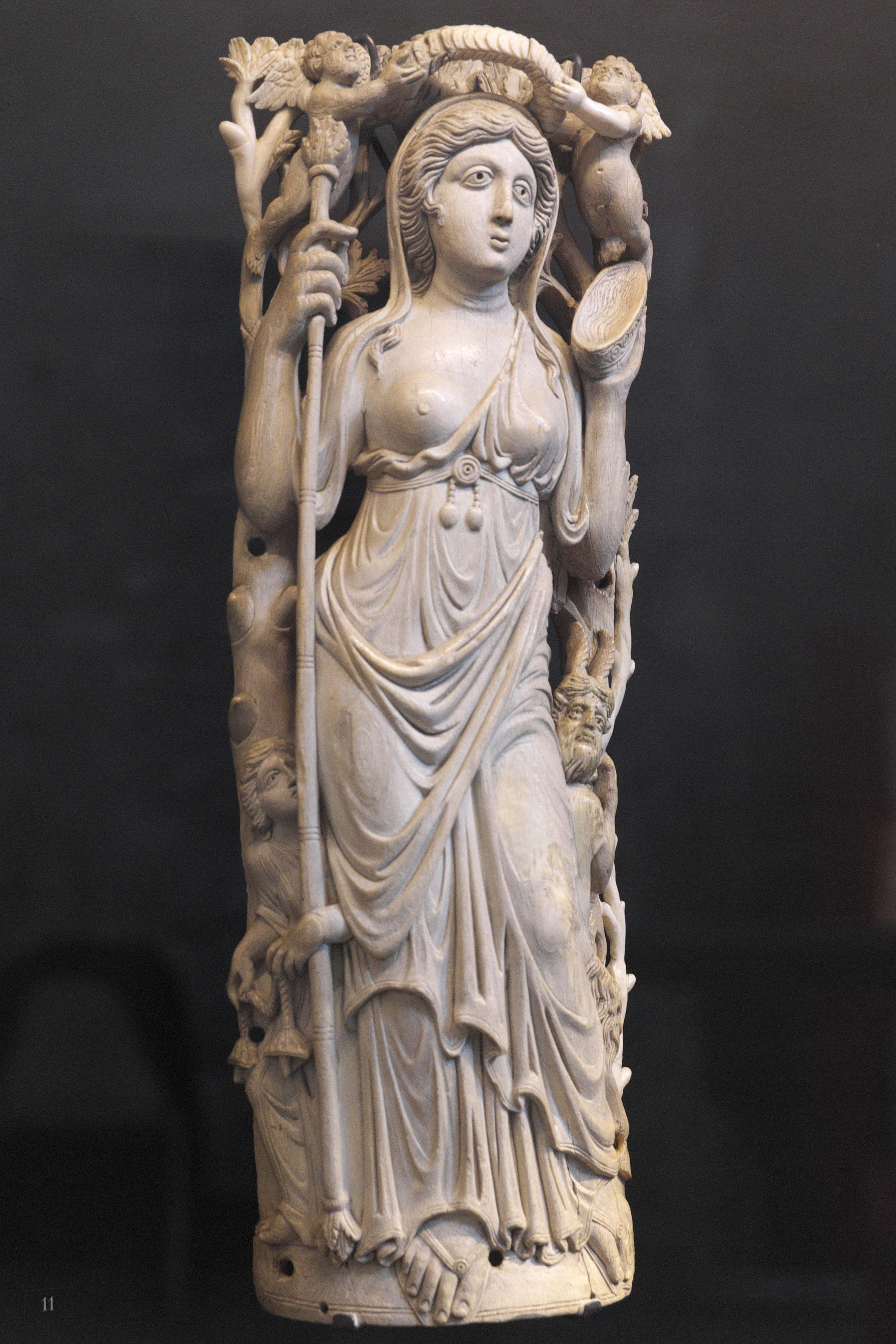
象牙の像『アリアドネ、マイナス、サテュロス、愛の神』(6世紀)

ディオニュソス（ギリシア神話の酒神バッカス）の妻アリアドネをハイレリーフ（高浮き彫り）で表わした象牙の像『アリアドネ、マイナス、サテュロス、愛の神』は、6世紀にコンスタンティノポリスで彫られ、ライン渓谷で水晶のライオンの頭像とともに発見された。頭上で愛の神クピードーが冠を捧げ、両脇にディオニュソス神の女性信奉者マイナスと半人半獣のサテュロスがいる。
『トレビゾンド』（現在のトルコの都市トラブゾン）と名づけられた象牙板（6世紀前半）もディプティカの一枚であり、中央にキリスト、両側に使徒パウロとペテロ、下方の十字架の両側に天使が彫られている。ルーヴル美術館の『バルベリーニの象牙板』と同様に、キリストの図像とビザンティン皇帝像の組み合わせが認められる。フランス銀行のメセナにより2014年に国が取得し、国立中世美術館に収蔵された。
『手箱 ― 神話と戦闘の場面』は、コンスタンティノポリスで紀元千年頃（マケドニア王朝の皇帝がコンスタンティノポリスを支配していた頃）に作られた約40の手箱の一つである。フリーズの装飾にはロゼット（バラ形紋様）と幾何学文様が交互に彫られ、両側の象牙板にはローマ・ギリシア神話の場面（ヘラクレスの英雄譚、ガニュメデスの誘拐、デイアネイラ）やアンフィテアトルム（円形競技場）または戦場の戦いの場面、蓋には戦車や砦が描かれている。
カロリング朝時代の象牙浮き彫り『装丁板 ― 使徒』には、トーガを着て巻物を持った頭光のある人物が彫られている。胸に手を当てて膝を軽く折る姿勢は、使徒がキリストに会ったときに取る姿勢であることから『使徒』と題された。人物像を取り巻くフリーズにはアカンサスの葉が彫られ、かつては宝石が象嵌されていたと思われる。
『神聖ローマ皇帝オットー2世と皇后テオファノに冠を授けるキリスト』（10世紀末）に彫られた皇帝と皇后はビザンツの服飾をまとっている。キリストによる戴冠は、皇帝の権力を神聖なものとするビザンティン世界の伝統的なイメージであった。

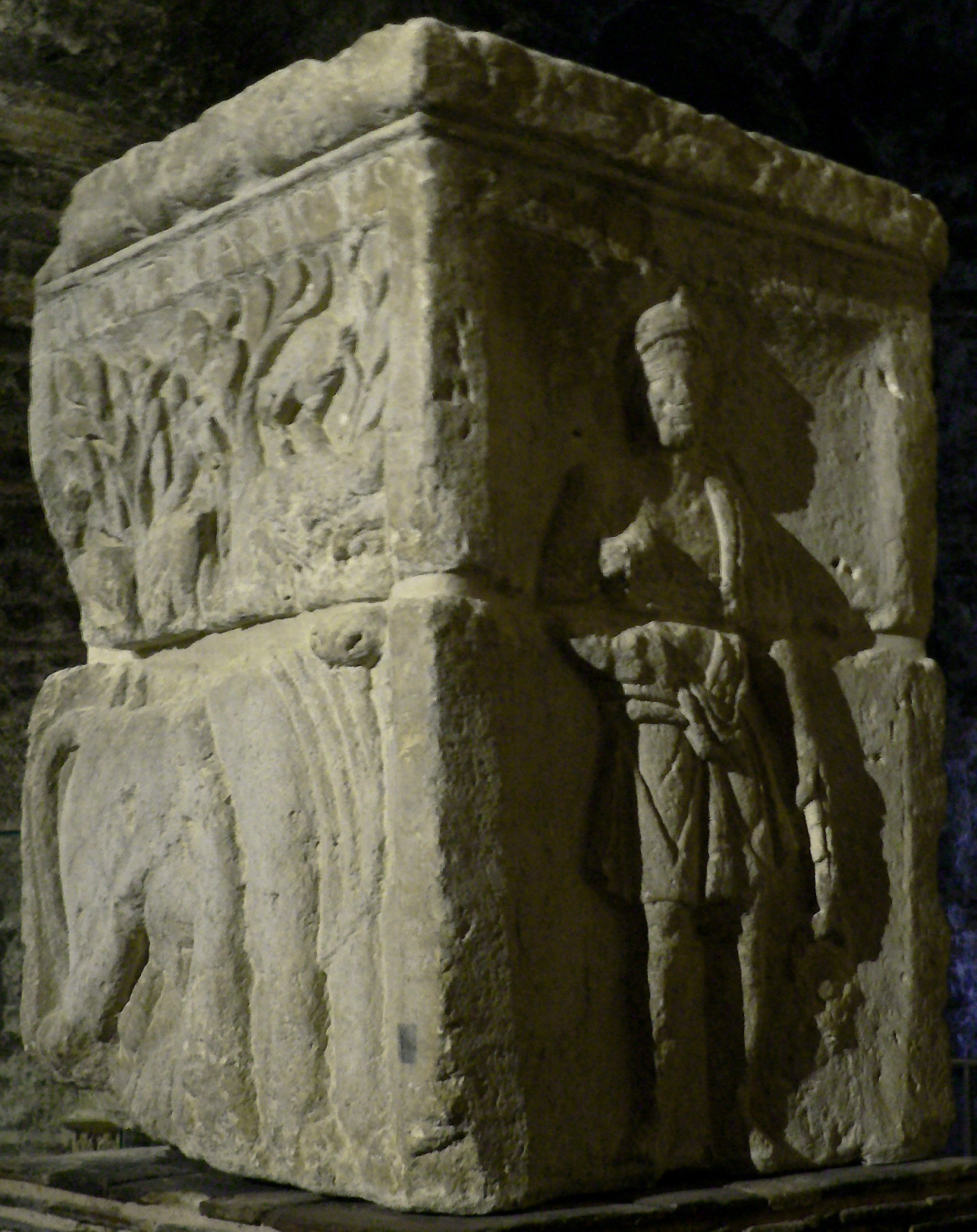
船乗りの柱: ローマ神話のウルカヌス (火と鍛冶の神) (1世紀)
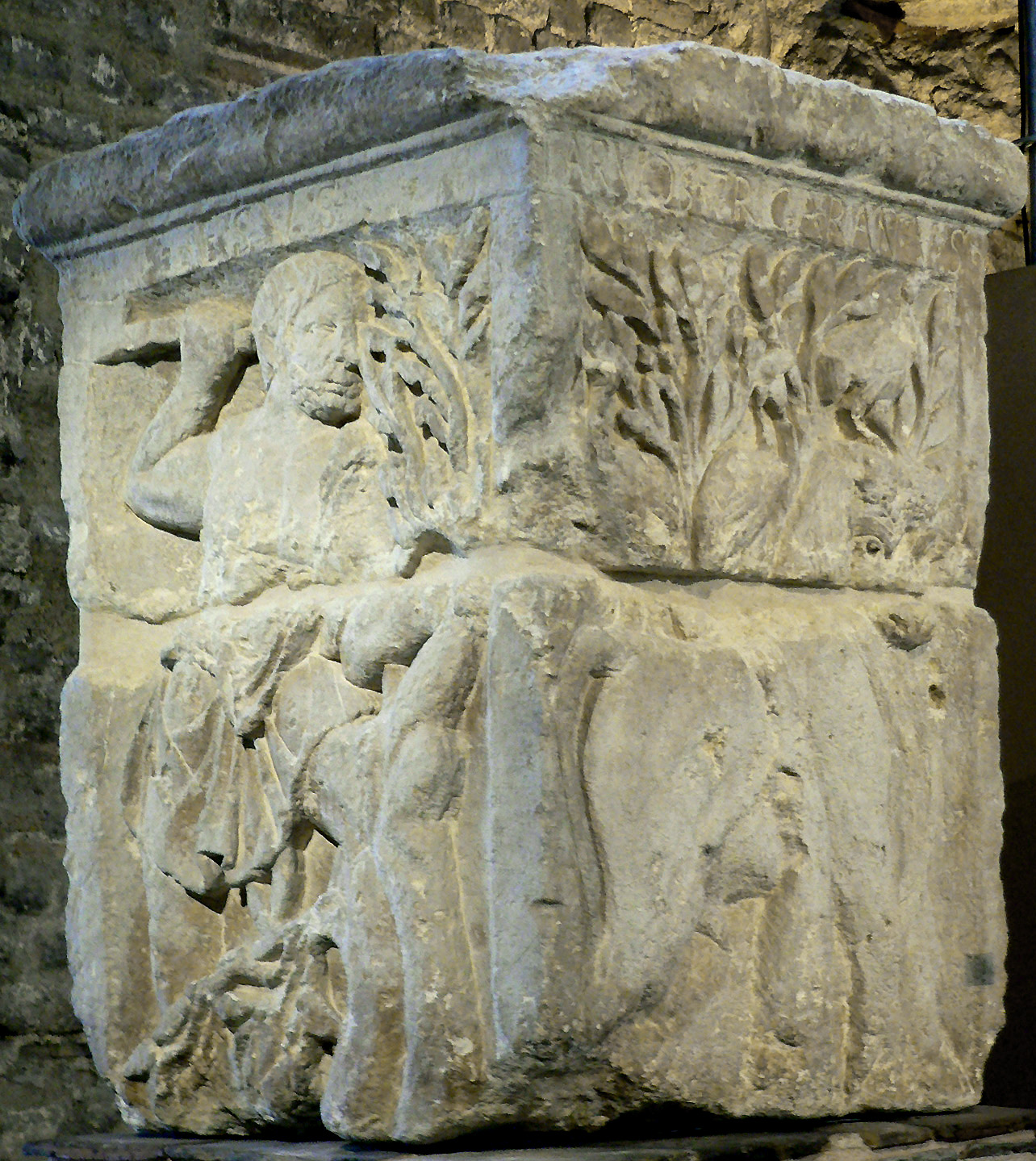
船乗りの柱: ケルト神話のエスス (戦いの神) (1世紀)
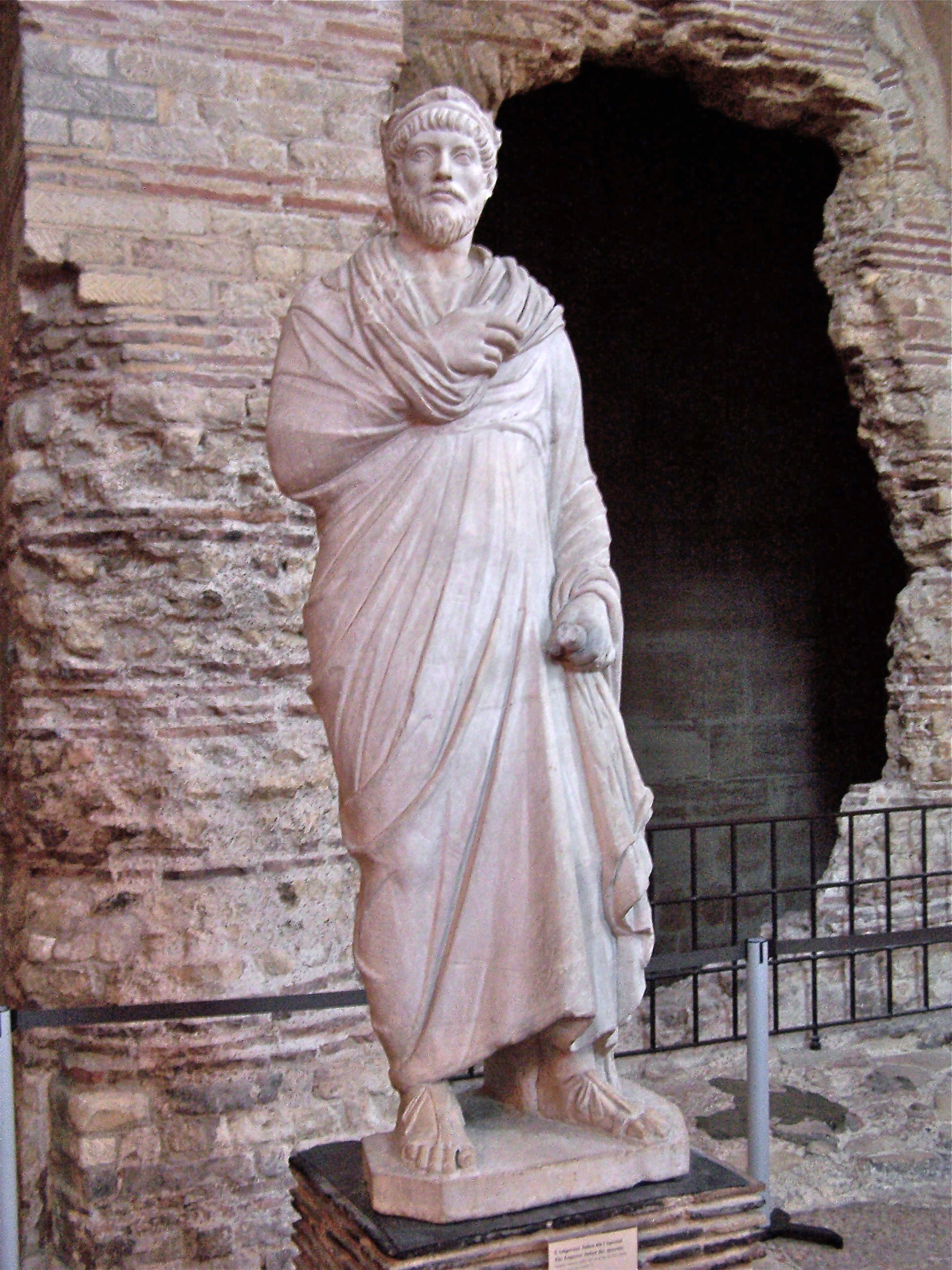
かつて『背教者ユリアヌス』とされていた『セラピス司教』(2世紀)
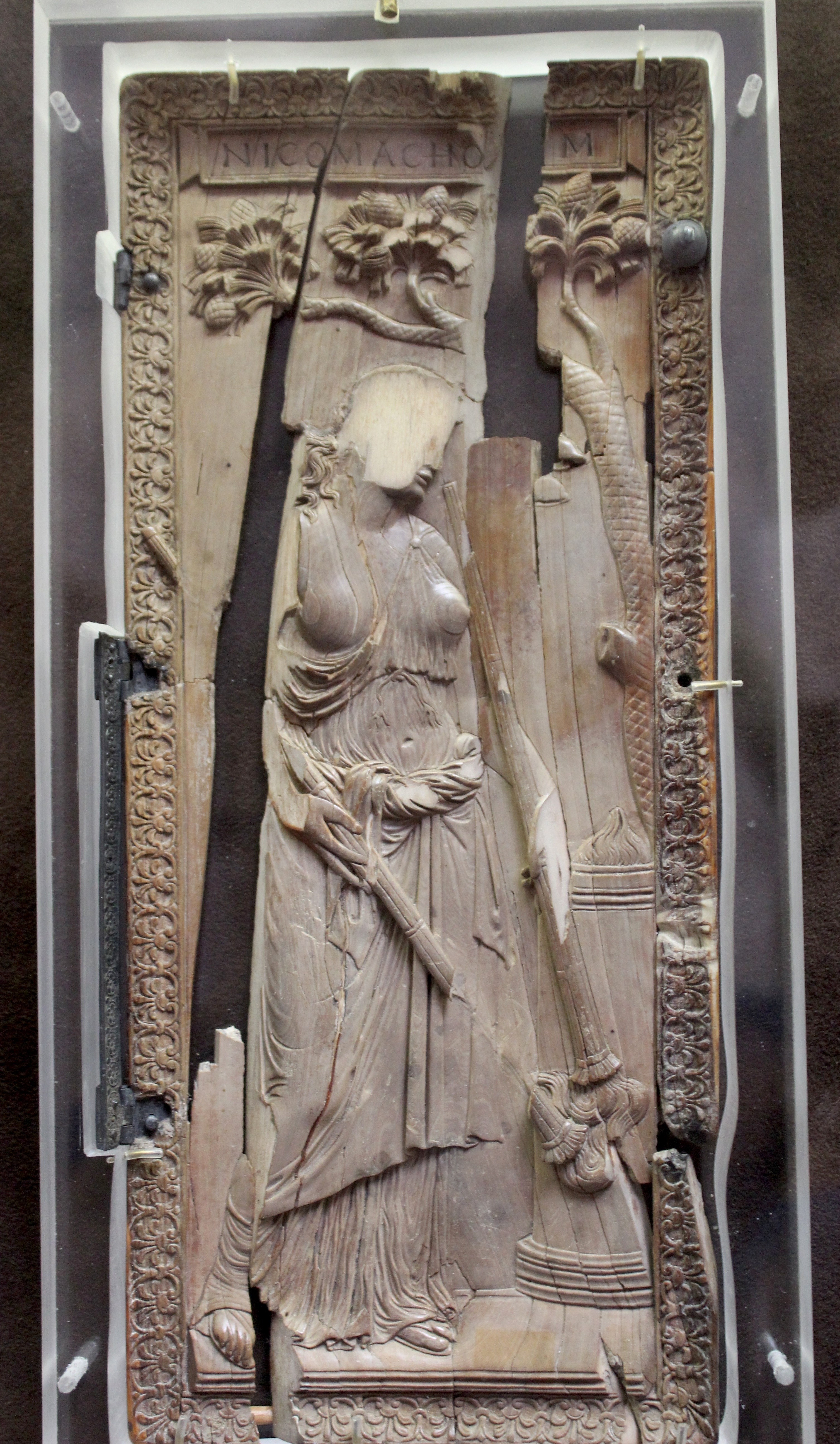
ビザンティン美術: ニコマコス家の象牙浮き彫りのディプティカ (二連祭壇画) (5世紀前半)
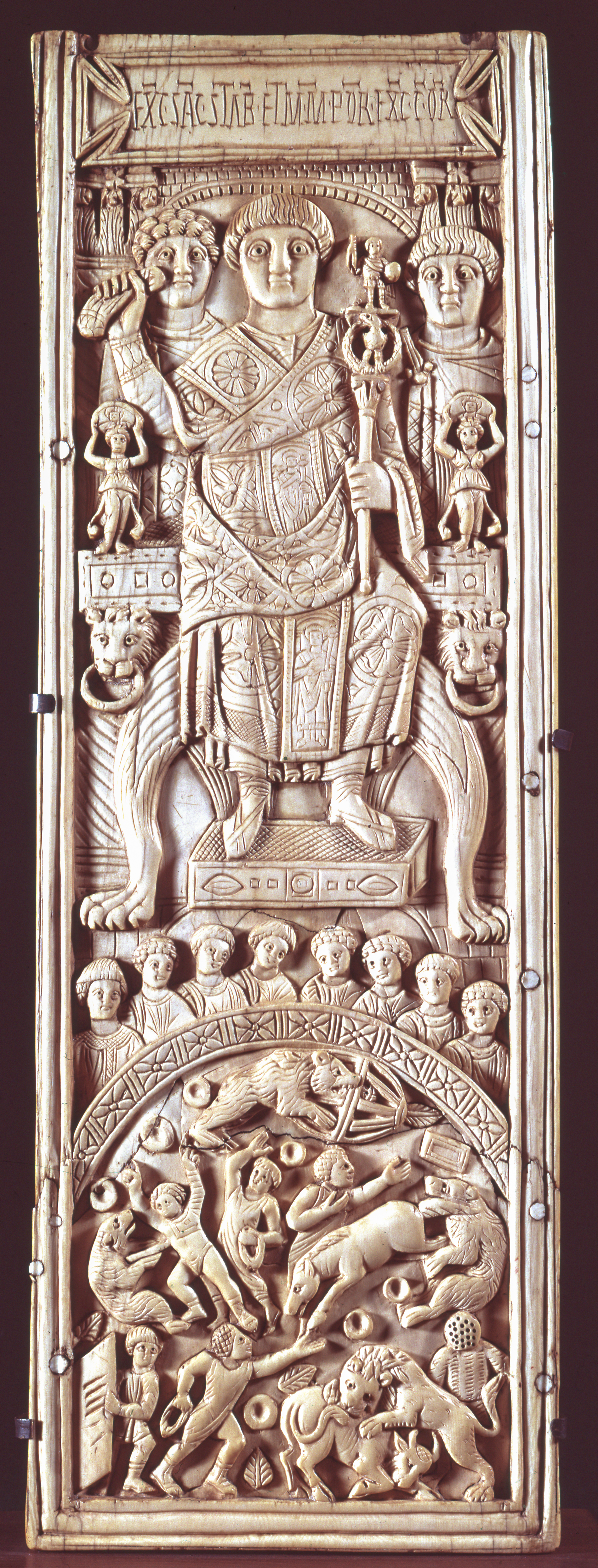
コンスタンティノポリス執政官アレオビンドゥスの象牙浮き彫りの装飾板 (506年)
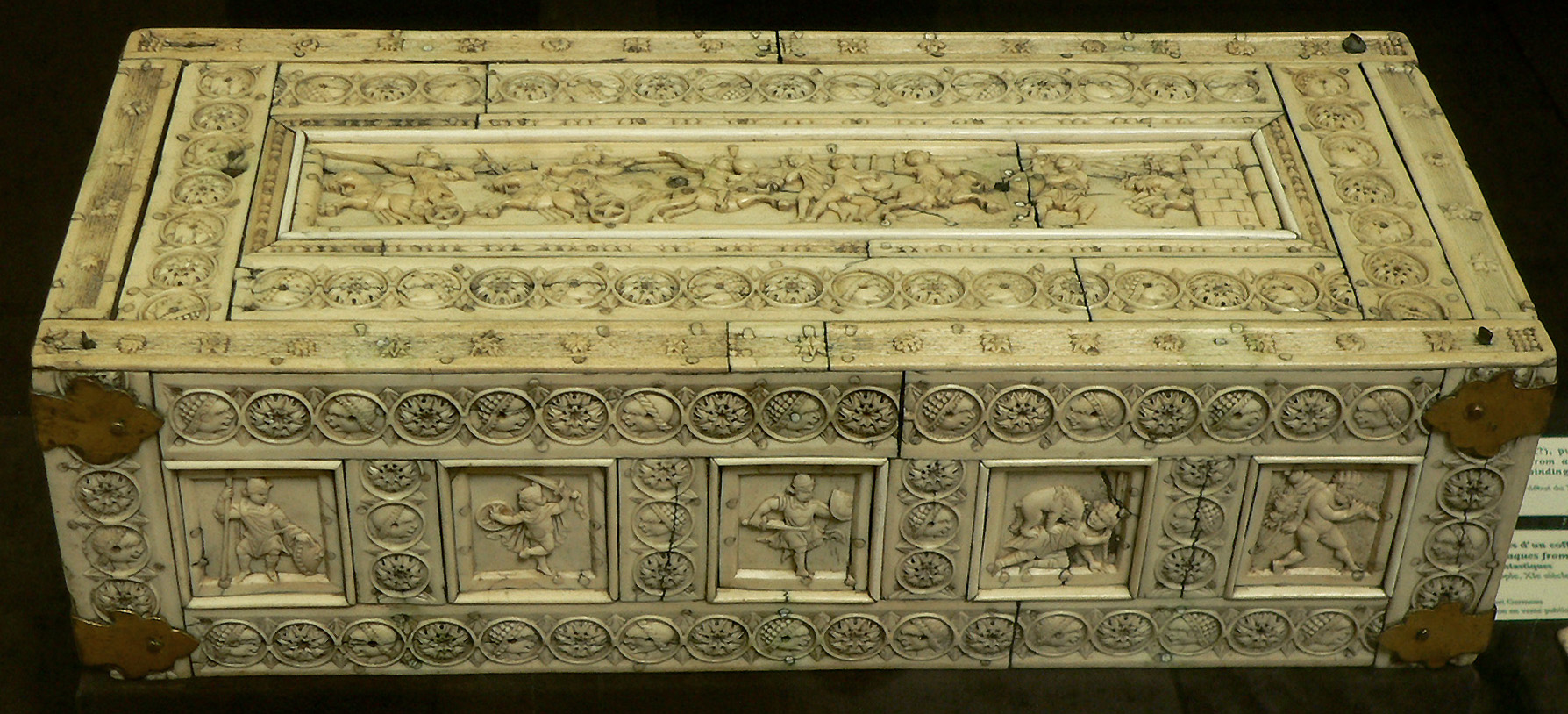
『手箱 ― 神話と戦闘の場面』(10世紀末)
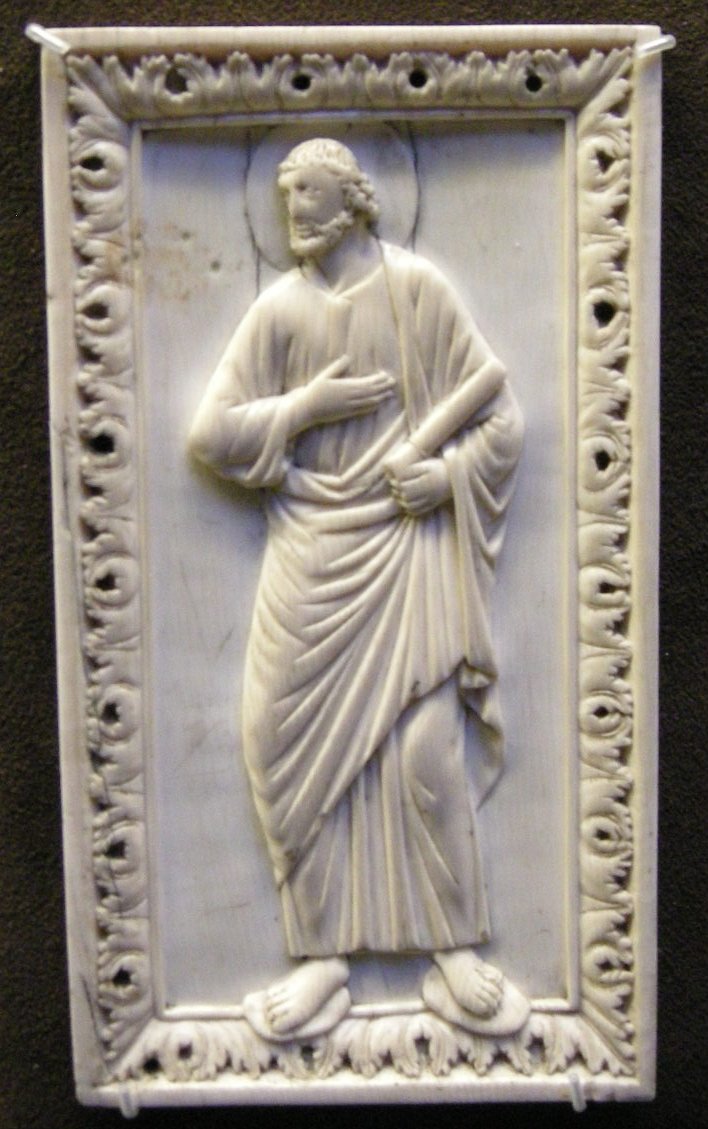
カロリング朝時代の象牙浮き彫り『装丁板 ― 使徒』(9世紀末)
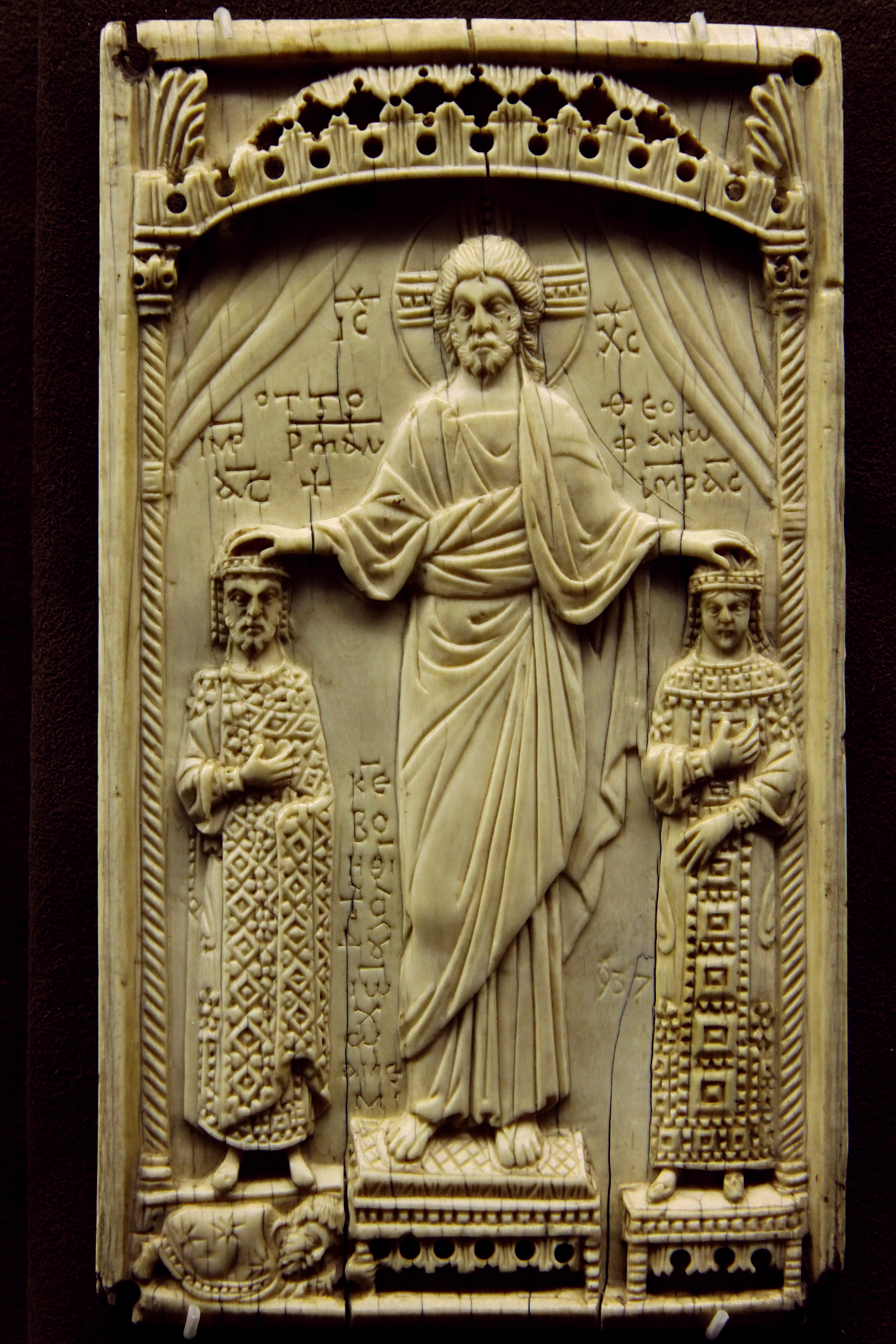
『神聖ローマ皇帝オットー2世と皇后テオファノに冠を授けるキリスト』(10世紀末)

### 11～12世紀の彫刻

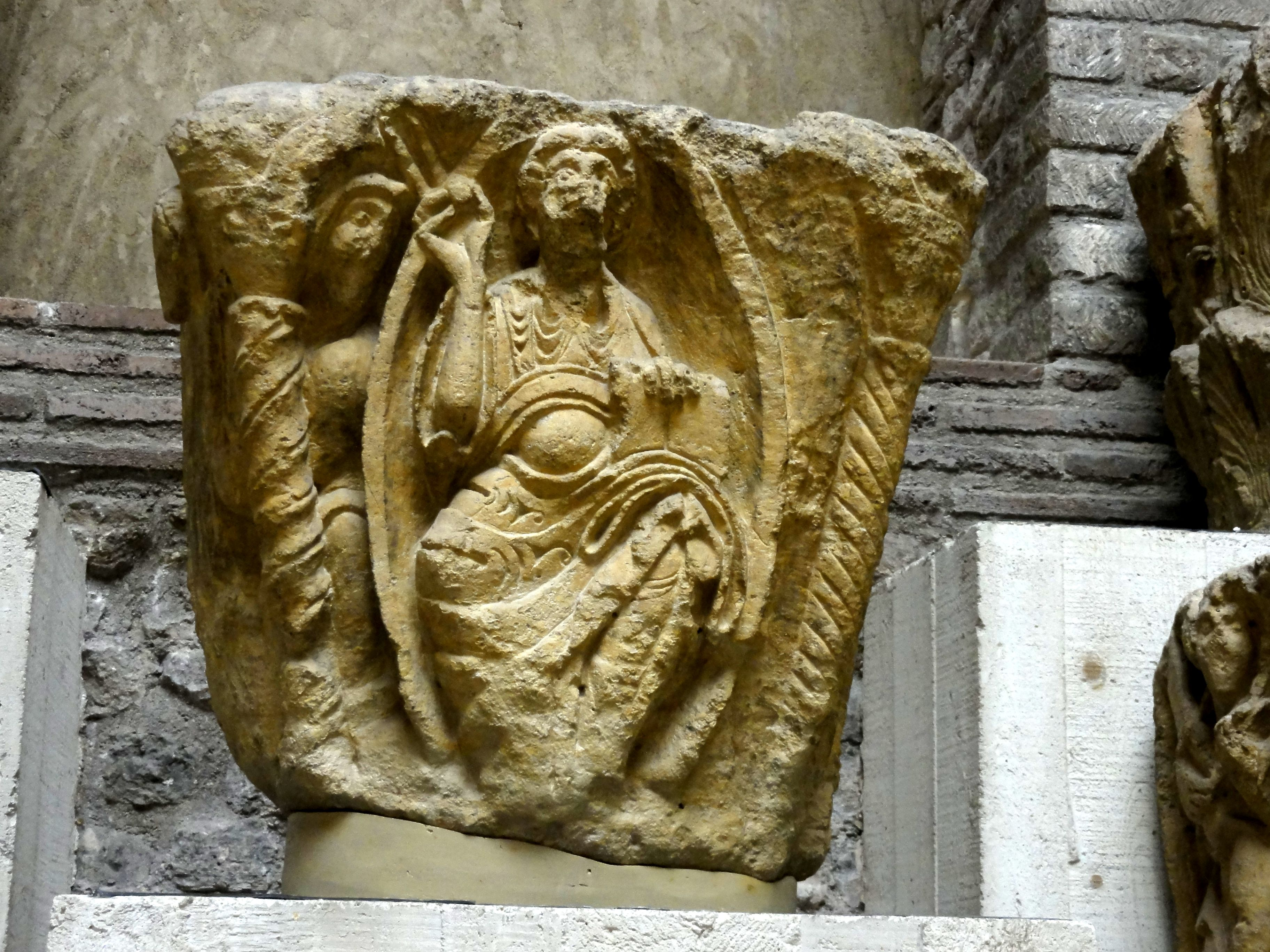
サン＝ジェルマン＝デ＝プレ修道院の柱頭 (11世紀初頭)

国立中世美術館のロマネスク彫刻のコレクションには、パリの歴史に関する作品が数多く含まれる。特に（現存するサン＝ジェルマン＝デ＝プレ教会を含む）サン＝ジェルマン＝デ＝プレ修道院の12の柱頭（11世紀初頭）、フランス革命によりほとんど破壊された聖ジュヌヴィエーヴ修道院の4つの柱頭（1100-1110年頃）、さらにイル＝ド＝フランス地域圏の初期ゴシック彫刻として、サン＝ドニ大聖堂の西側ファサードのシバの女王、モーセおよび預言者を表わす人像柱（1137-1140年頃）やサン＝ドニ大聖堂の回廊にあった向かい合わせの2つのセイレーン（半人半鳥）像の柱頭（1140-1145年頃）、ノートルダム大聖堂のサンタンヌ門の人像柱（1150年頃）などがある。
フランス以外のロマネスク彫刻としては、カタルーニャのものが多く、バル・デ・ボイ（ボイ渓谷）で作られた木製の聖女像（1120-1140年）、サン・ペドロ・デ・ローダ修道院の8つの柱頭（12世紀末）などがあり、これらの柱頭のうち一つはノアの生涯、もう一つはアブラハムの生涯を描いている。
オーヴェルニュ地方の木製の磔刑像（12世紀末から13世紀初め）はエルマン聖母教会（ピュイ＝ド＝ドーム県）のものだが、特に腰布の部分に残る色彩は北フランスで作られたことを示している。
その他、欧州の様々な地域で作られた象牙またはセイウチ牙の彫刻として、11世紀末のチェスの駒、ヤコブ（イスラエル）の12人の子を起源とする『イスラエル十二部族の象牙板』、ゾウの牙にキリスト昇天の場面が刻まれた『角笛』（11世紀後半）などがあり、セイウチ牙とカバ牙を使った司教杖（12世紀中頃）には、唐草模様に竜、ライオン、鷲が彫られている。

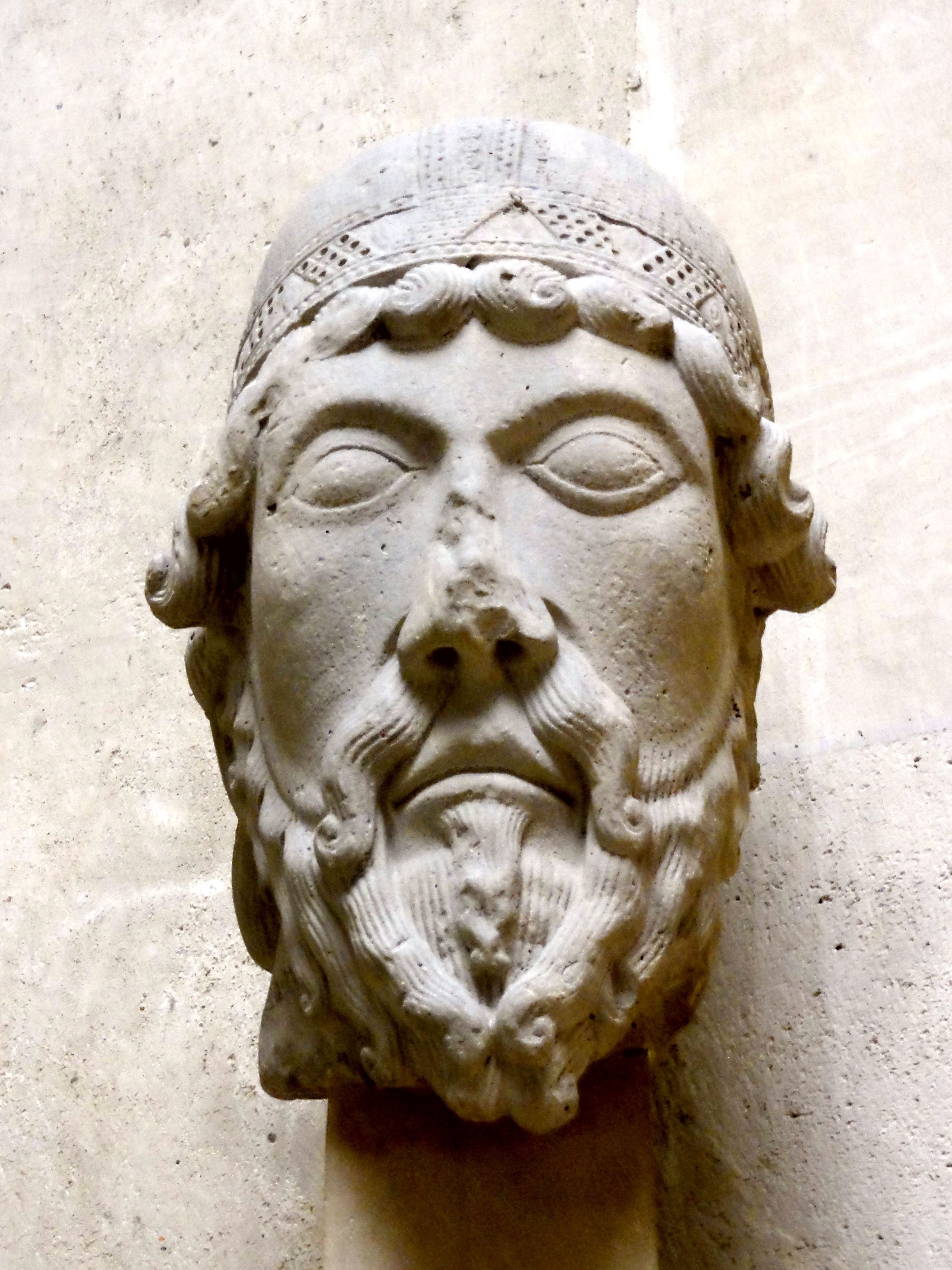
サン＝ドニ大聖堂の人像柱の『預言者』(1137-1140年頃)
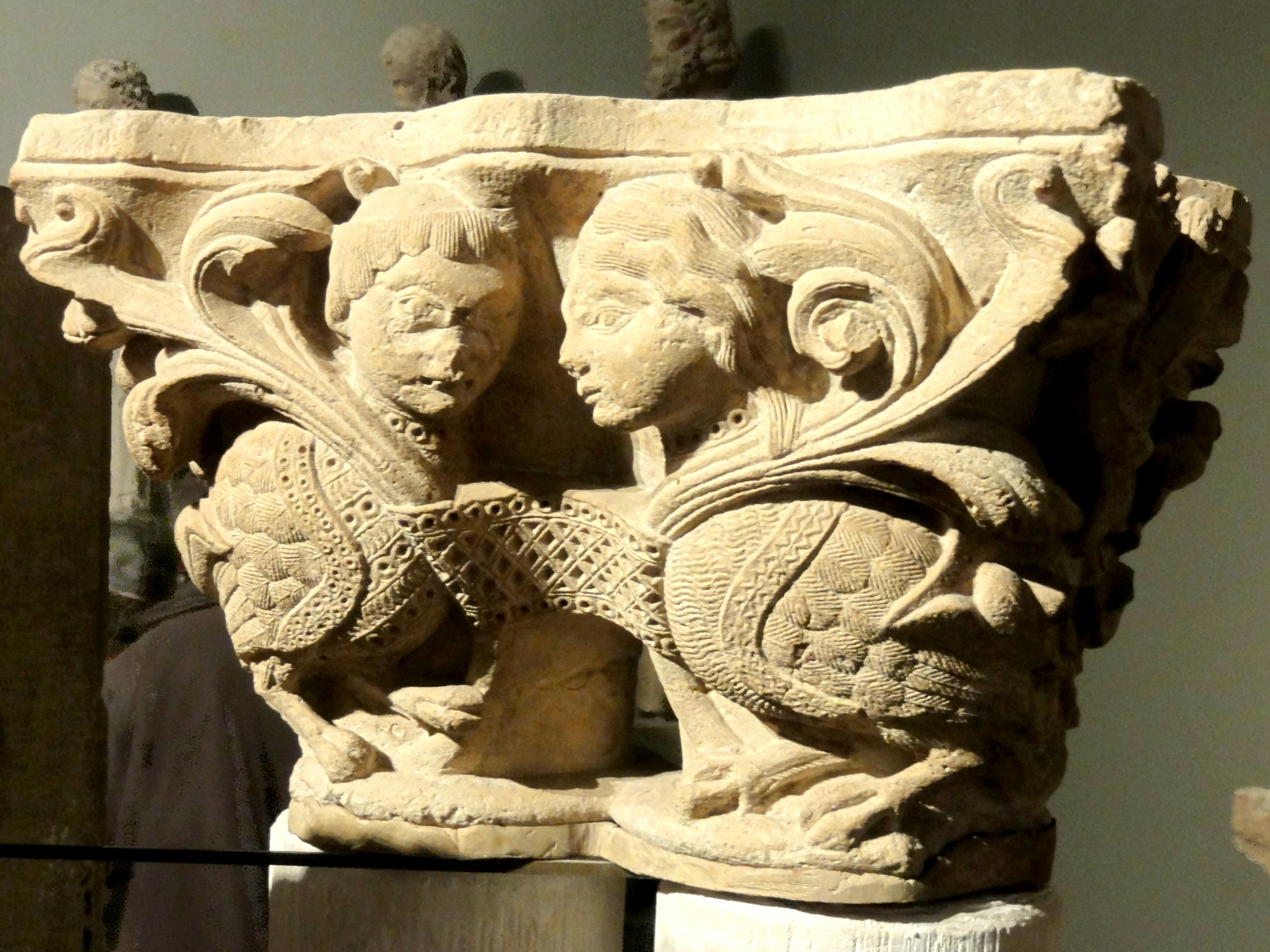
サン＝ドニ大聖堂のセイレーン（半人半鳥）像の柱頭 (1140-1145年頃)
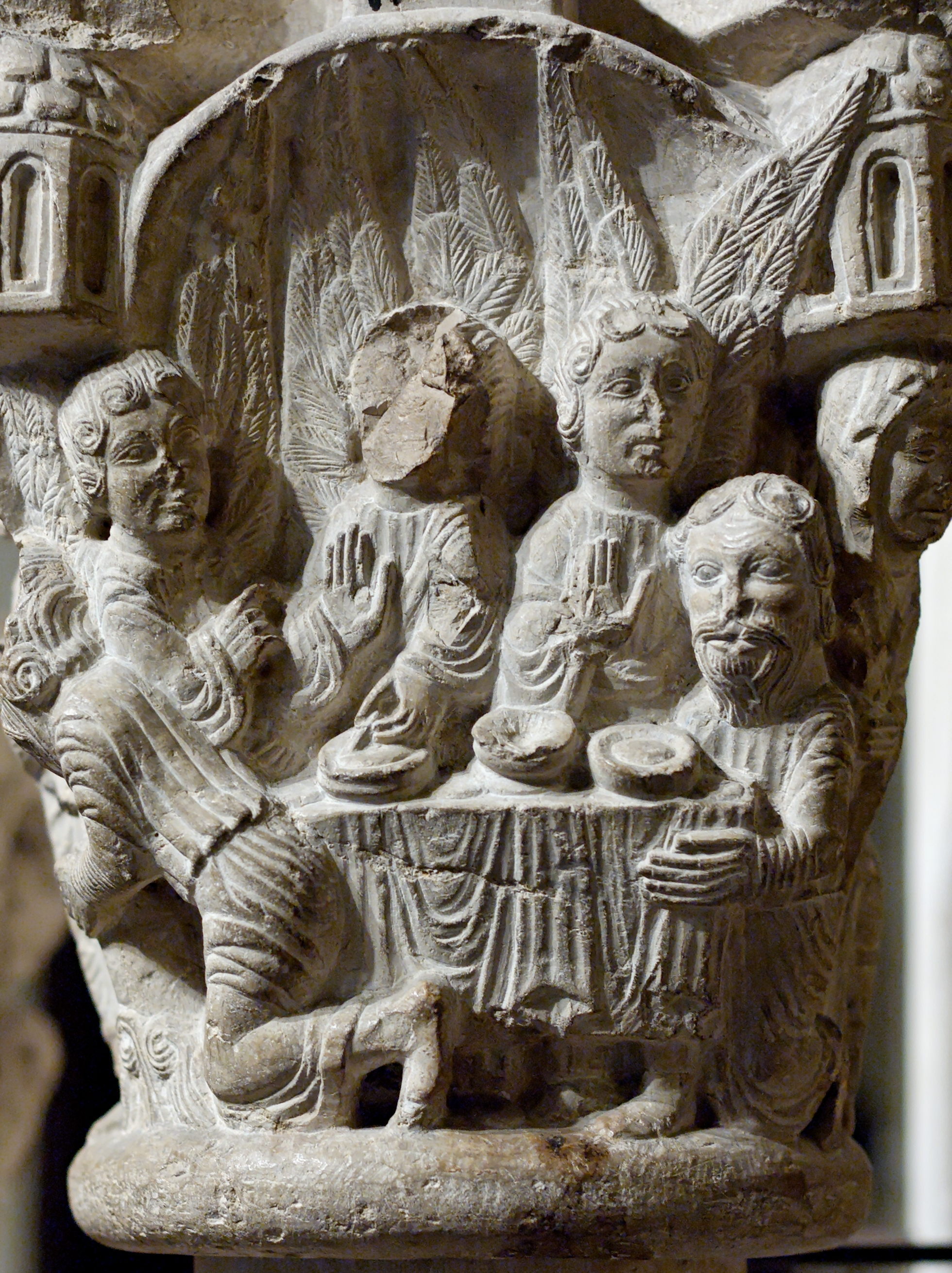
サン・ペドロ・デ・ローダ修道院のアブラハムの生涯を描いた柱頭 (12世紀末)
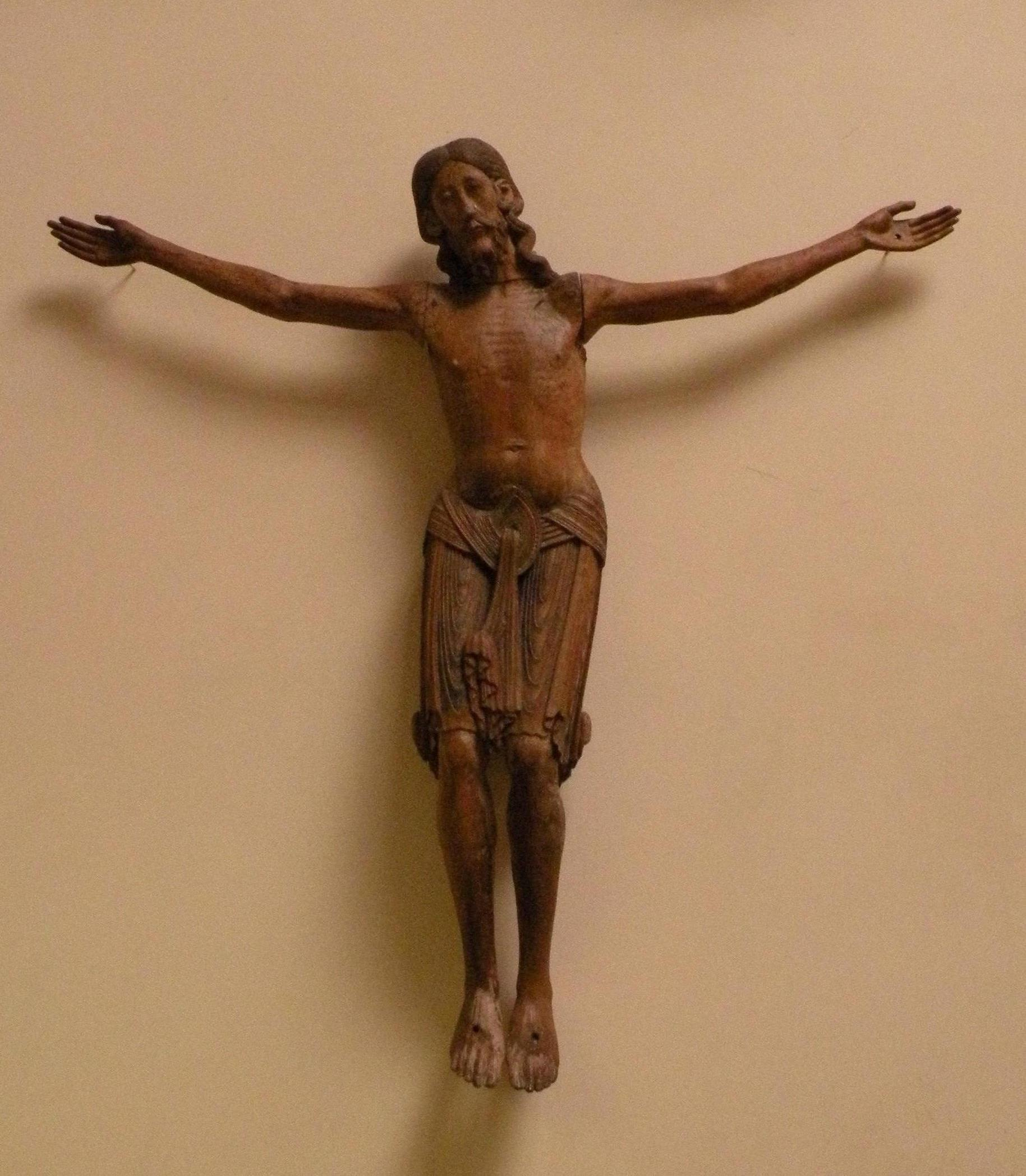
オーヴェルニュ地方の木製の磔刑像 (12世紀末頃)
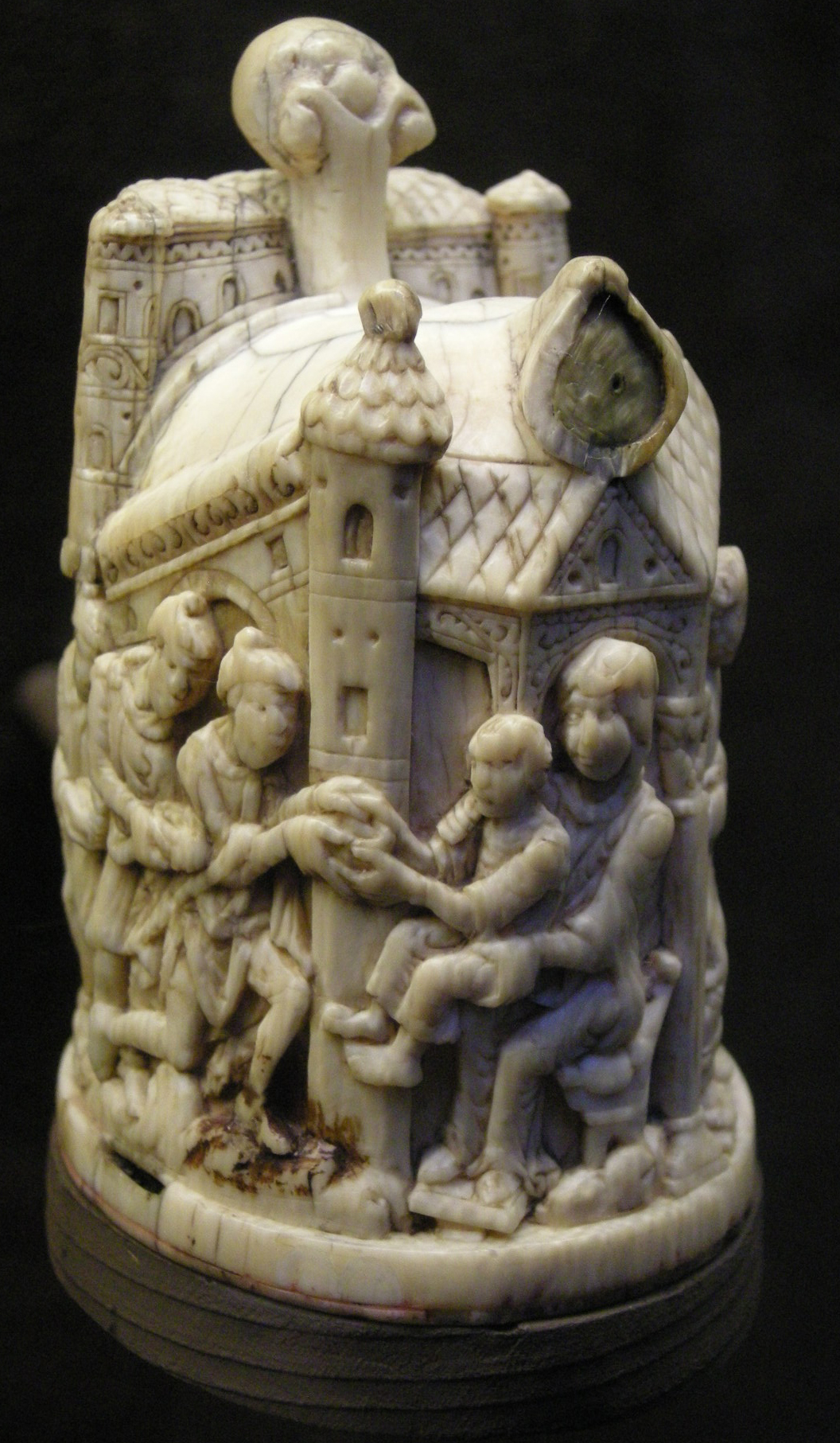
チェスの駒 (クイーン) (11世紀末)
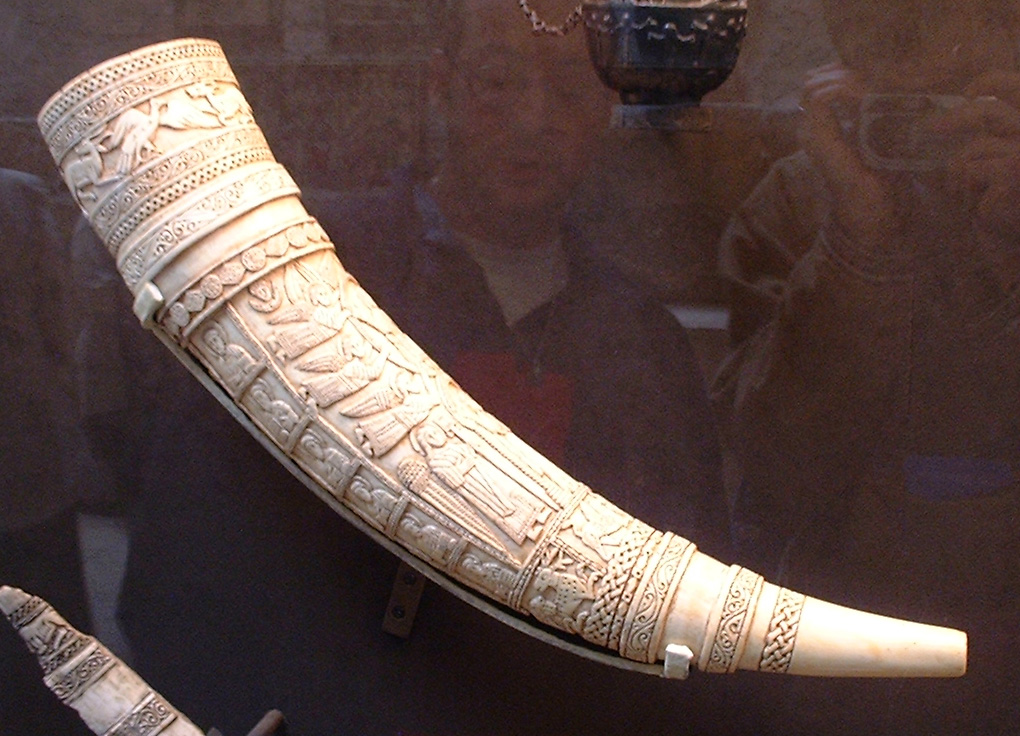
ゾウの牙にキリスト昇天の場面が刻まれた角笛 (11世紀後半)
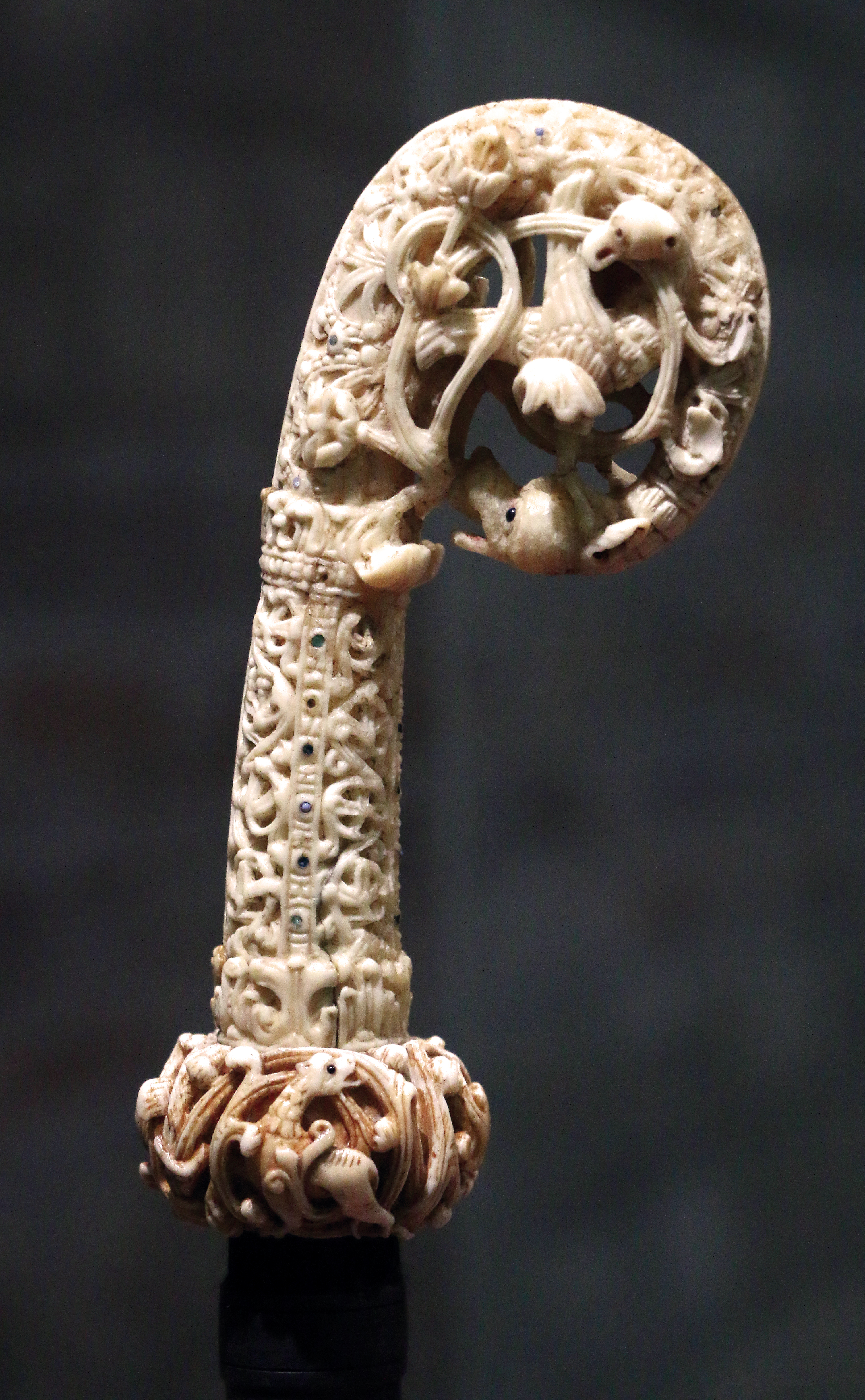
セイウチ牙とカバ牙を使った司教杖（12世紀中頃）

### 13～15世紀の彫刻
この時代の彫刻もパリまたはイル＝ド＝フランス地域圏で収集されたものが多く、ノートルダム大聖堂のリンテル（まぐさ石）の一部『（最後の審判での）死者の復活』（13世紀前半）、ノートルダム大聖堂の翼廊の南側入口にあったがフランス革命時に国立中世美術館に収蔵した『アダム像』（13世紀中頃）、同じくフランス革命時に収蔵した、ルイ9世時代の「古典的」ゴシック彫刻の特徴がよく表れているサント・シャペルの十二使徒像、特に『聖ヨハネ』と使徒名が特定できない『哲学者の頭像』、『悲しげな使徒』（1243-1248年頃）があり、これら以外の使徒像は現在のパリ1区にあった巡礼者サン＝ジャック（聖ヤコブ）病院の教会に置かれていたものである。
イル＝ド＝フランス地域圏全体では、端麗王フィリップ4世が祖父ルイ9世の列聖（1297年）の直後に建てたポワシー・サン＝ルイ修道院の3体の天使像があり、天使はキリストの受難の象徴であるラッパ（大部分が破壊）といばらの冠を持っている。ポワシー・サン＝ルイ修道院の彫刻は他にも『アランソン伯ピエール像』があり、ルイ9世の6人の子の像の一つである。

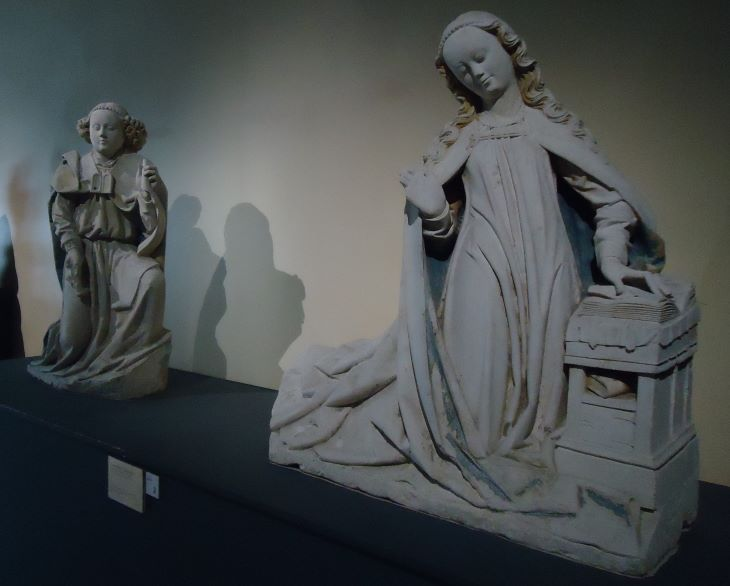
ボワ＝エルー城（ノルマンディー）の『受胎告知』(15世紀後半)

ピカルディ地方のサン＝ジェルメール＝ド＝フリ修道院の聖母礼拝堂の石造りの背障（祭壇の背後にある衝立; 1265年頃）には新約聖書の場面が描かれている。
この時期のイタリアの彫刻も多く、プラート大聖堂（トスカーナ州の都市プラートにあるロマネスク様式の大聖堂）の聖母像と聖ヨハネ像はキリストの受難像 (1220-1230年頃) の一部であった。アンドレア・ピサーノの息子
ニーノ・ピサーノ作の『受胎告知の天使（ガブリエル）』（14世紀後半）、聖ウルスラの1万1千人の処女の殉教者の一人とされる『サント・マビーユの胸像・聖遺物箱』（14世紀後半; シエナ）などがある。
小規模な象牙彫刻も多く、サン＝シュルピス＝ドゥ＝タルヌのトリプティカ（三連祭壇画）にはキリストの生涯が描かれている（13世紀末）。一方、剣の橋を渡るランスロット、トリスタンとイゾルデなどの宮廷風恋愛の場面を描いた『愛の城の襲撃』と題する手箱（14世紀初期）、同じくトリスタンとイゾルデを描いた、鏡を入れる容器の蓋（14世紀中頃）などは、パリの世俗的な装飾品に分類されている。
最後に、中世末期（15世紀）の彫刻として、近年、ボワ＝エルー城（セーヌ＝マリティーム県, ノルマンディー地域圏）の『受胎告知』（15世紀後半）を所蔵した。

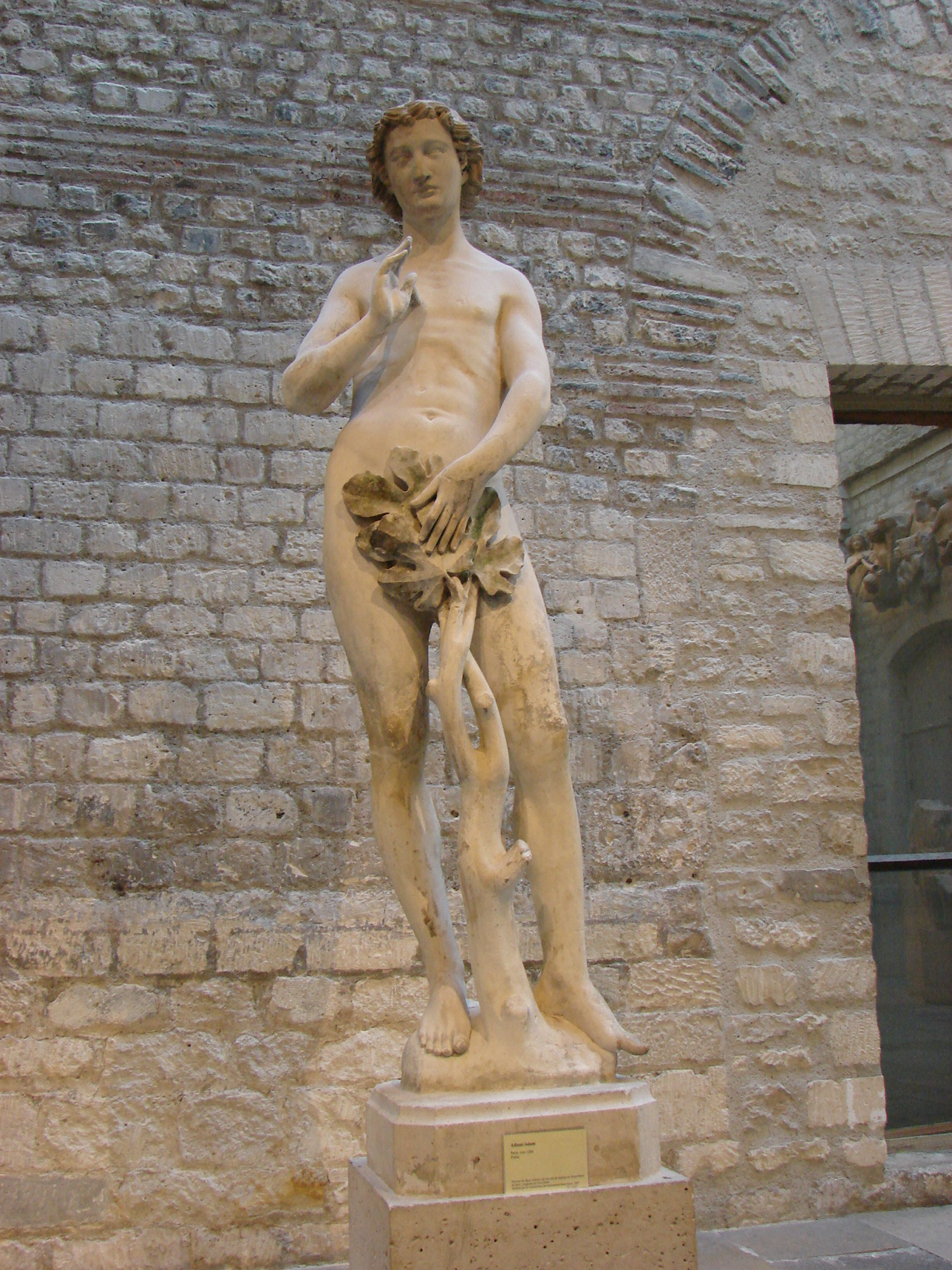
ノートルダム大聖堂の『アダム像』(13世紀中頃)
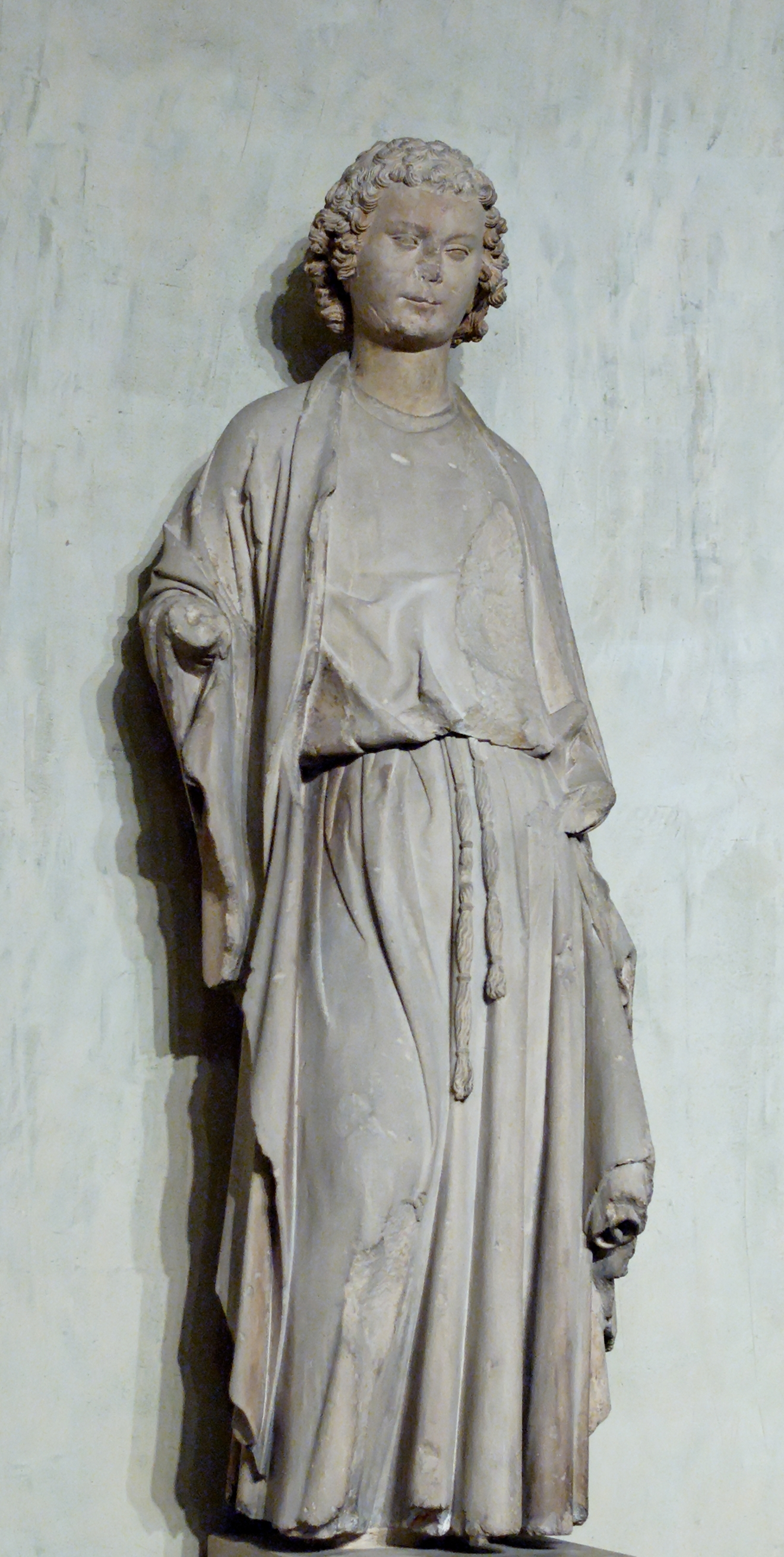
サント・シャペルの『聖ヨハネ』(1243-1248年頃)
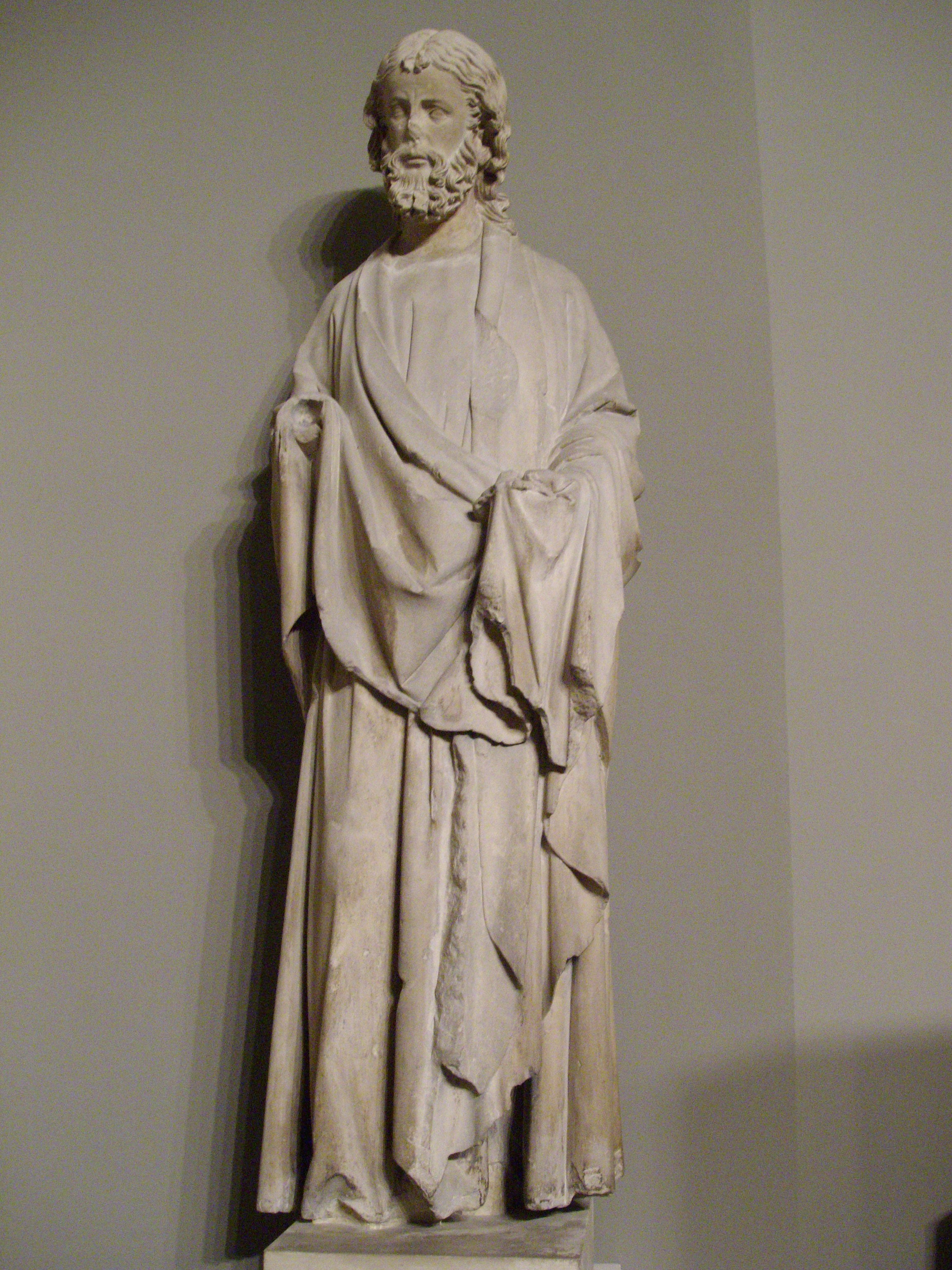
サント・シャペルの『悲しげな使徒』(1243-1248年頃)
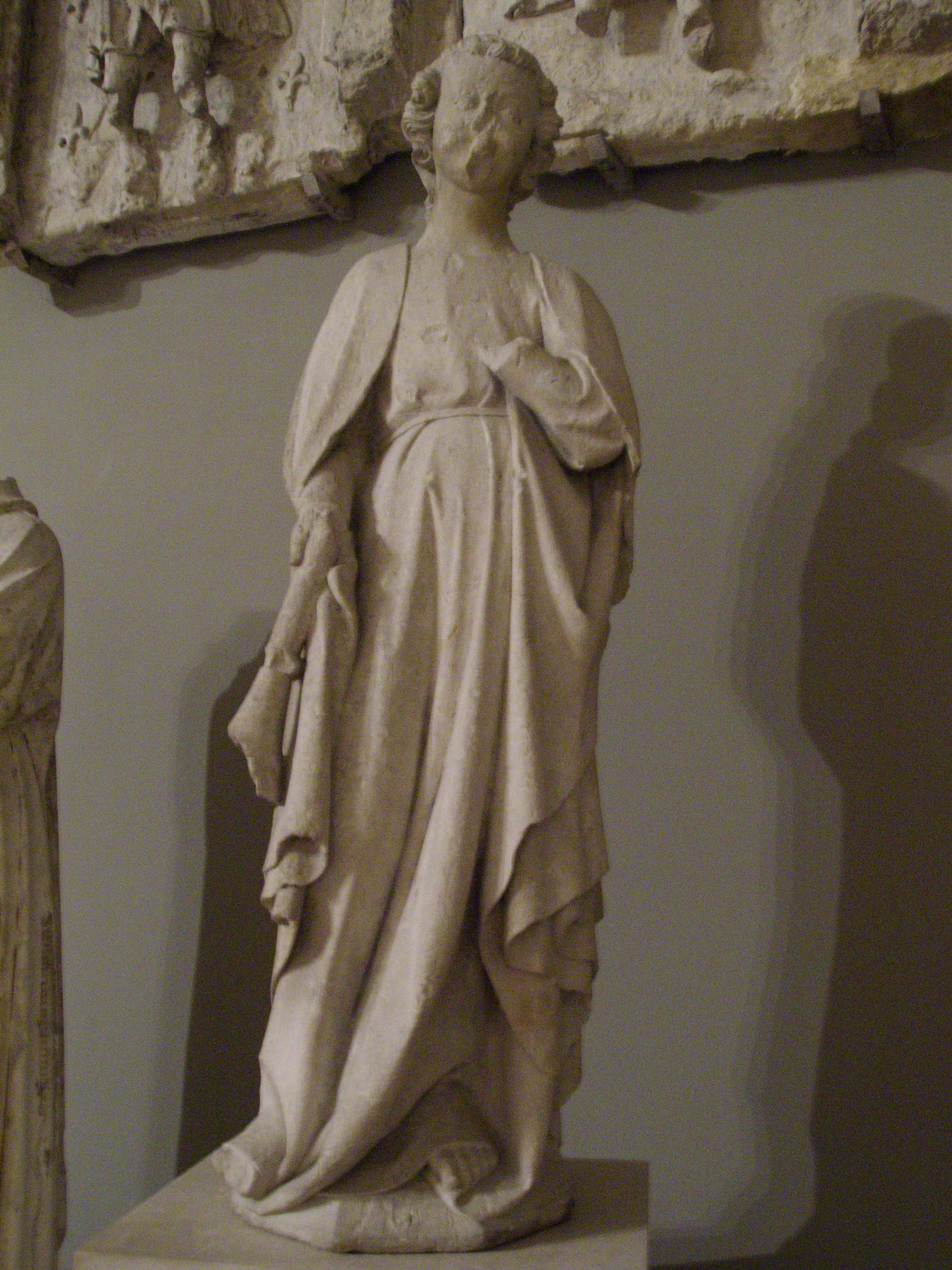
ポワシー・サン＝ルイ修道院のラッパ（大部分が破壊）を吹く天使像 (13世紀末)
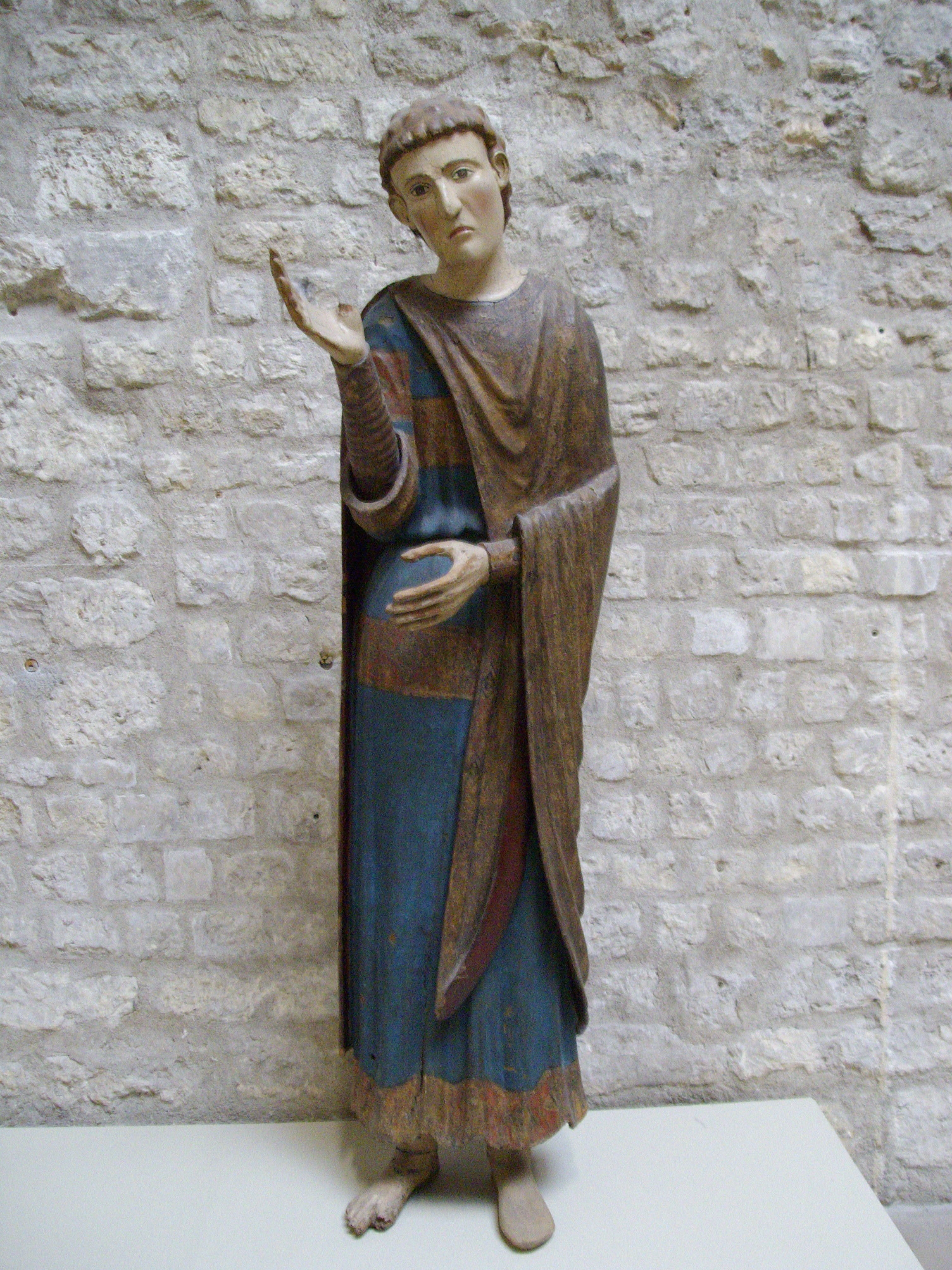
プラート大聖堂（トスカーナ）の聖ヨハネ像 (1220-1230年頃)
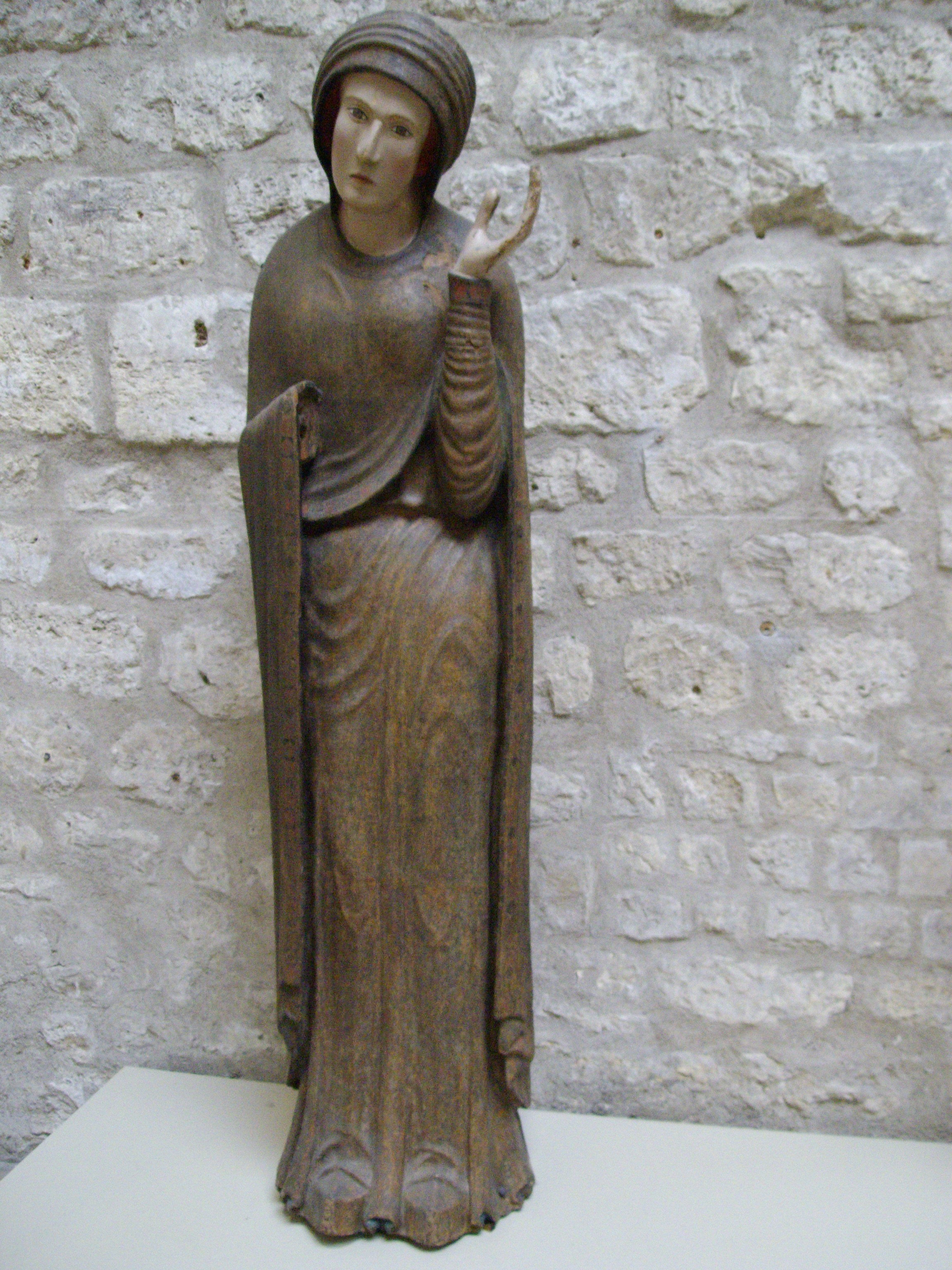
プラート大聖堂（トスカーナ）の聖母像 (1220-1230年頃)
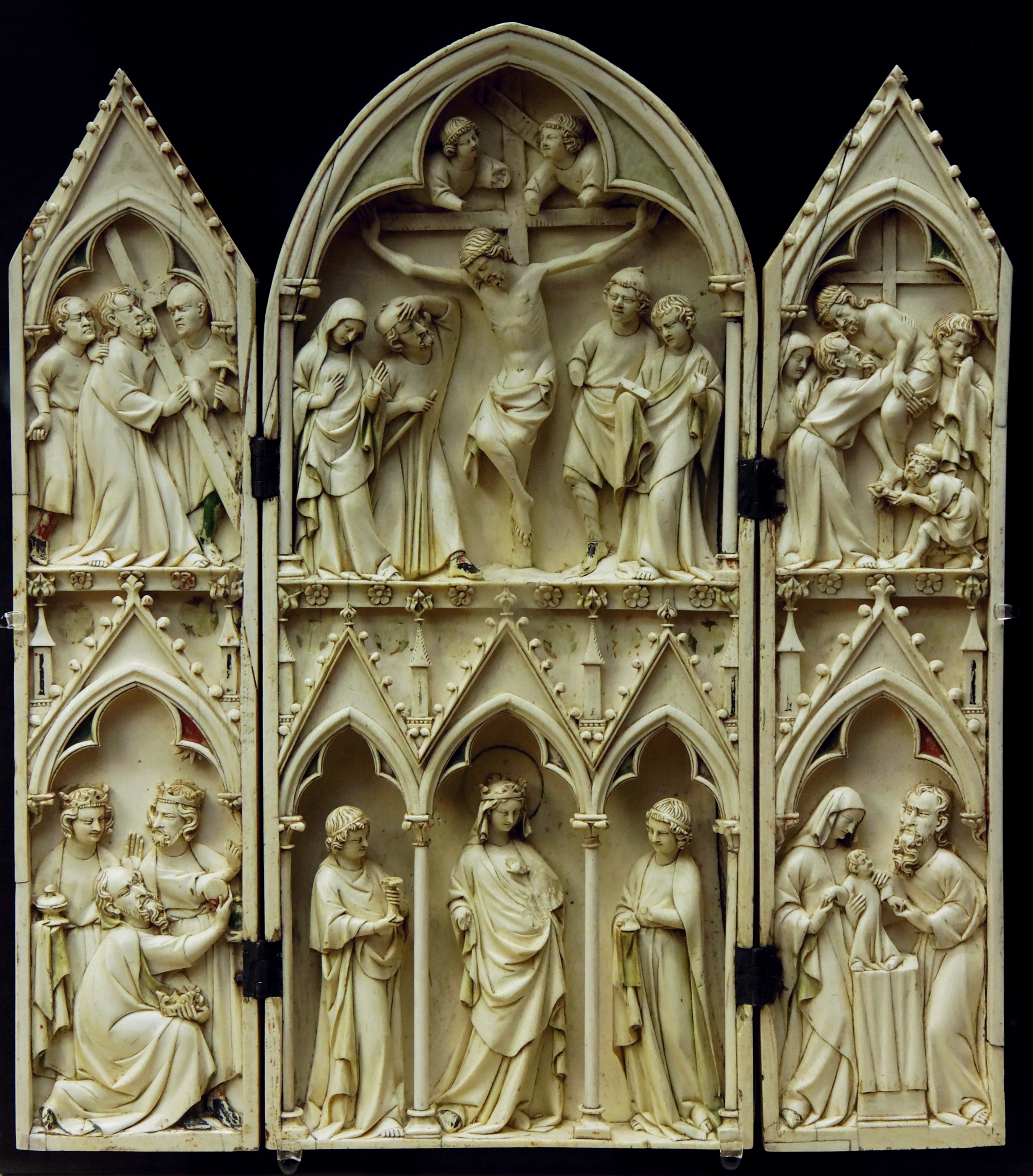
キリストの生涯を描いたサン＝シュルピス＝ドゥ＝タルヌのトリプティカ（三連祭壇画）(13世紀末)
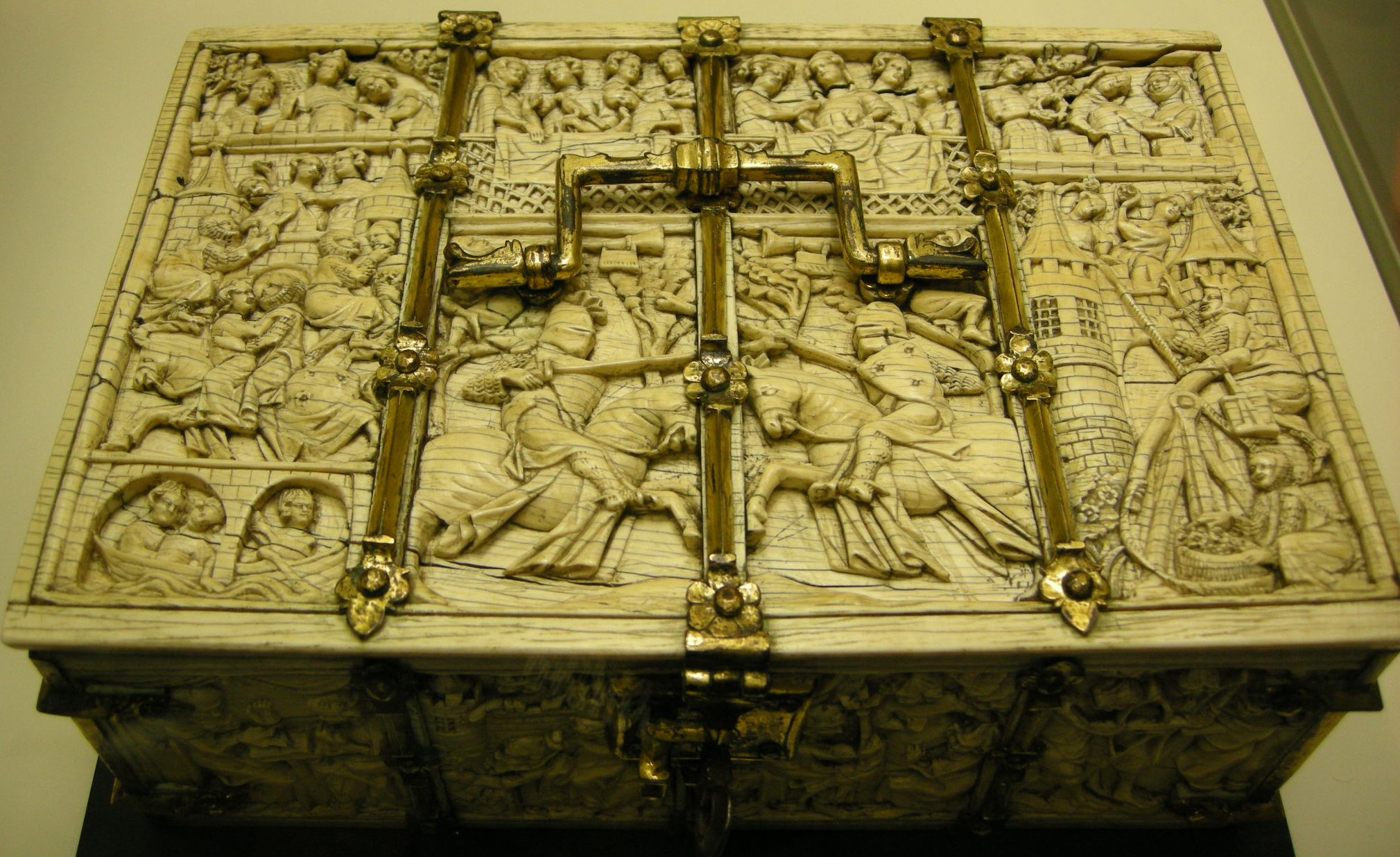
宮廷風恋愛の場面を描いた『愛の城の襲撃』(14世紀初期)
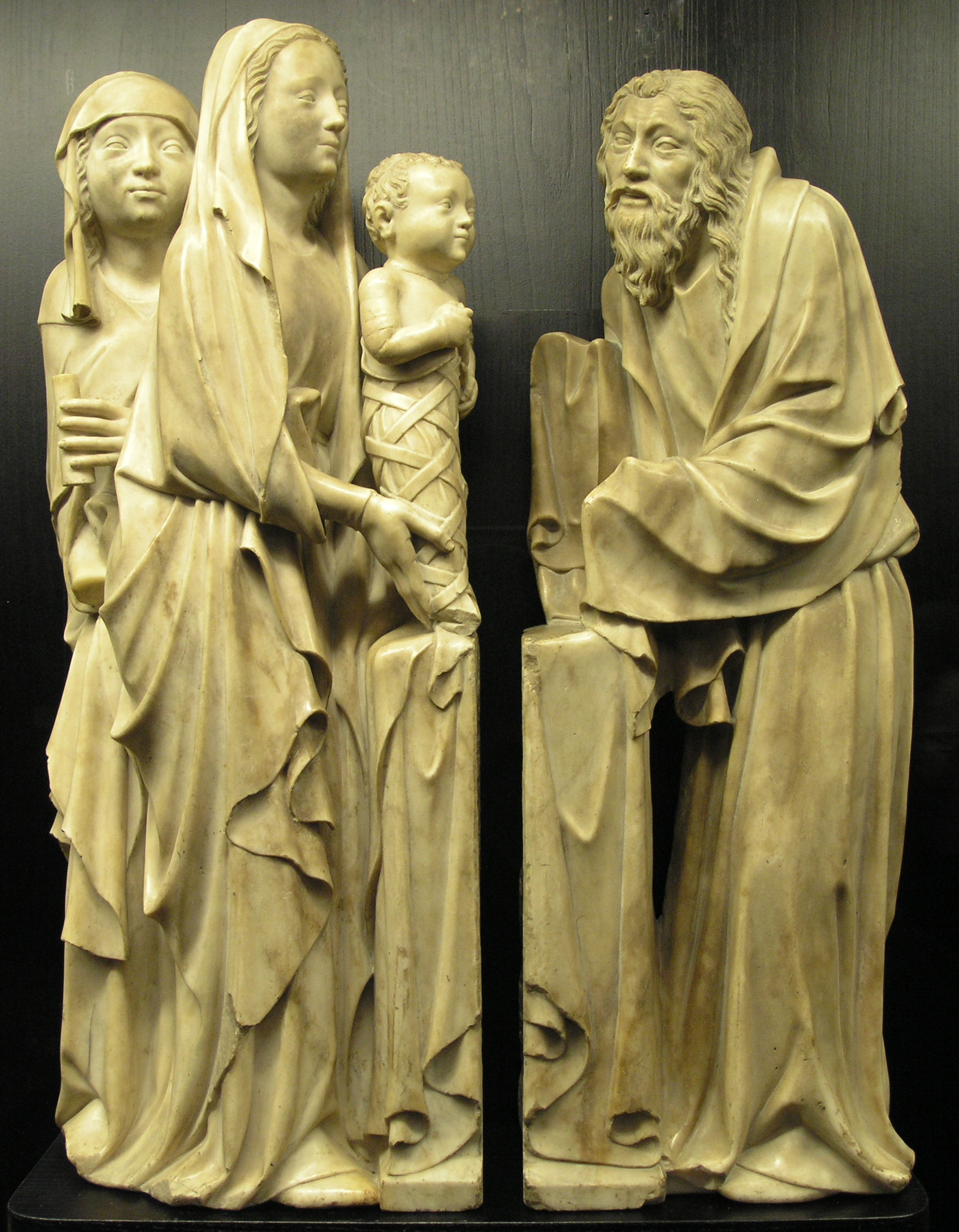
神殿奉献の群像 (ブルゴーニュ, 14世紀末)

### ステンドグラス
国立中世美術館はフランスで最も豊富なステンドグラスのコレクション（12世紀から16世紀までのステンドグラスの作品230点）を所蔵している。特にサント・シャペルのステンドグラス、すなわち、12世紀から13世紀のステンドグラスの最盛期といわれる時代の作品がコレクションのかなりの部分を占めている。2000年から2004年にかけて、フランス・ガス財団のメセナにより、これらのステンドグラスが修復され、2006年10月18日から2007年1月15日まで「光の筆」と題する企画展が開催された。教会の高い位置にある大きなステンドグラスではなく小品だが、間近で鑑賞することができる。

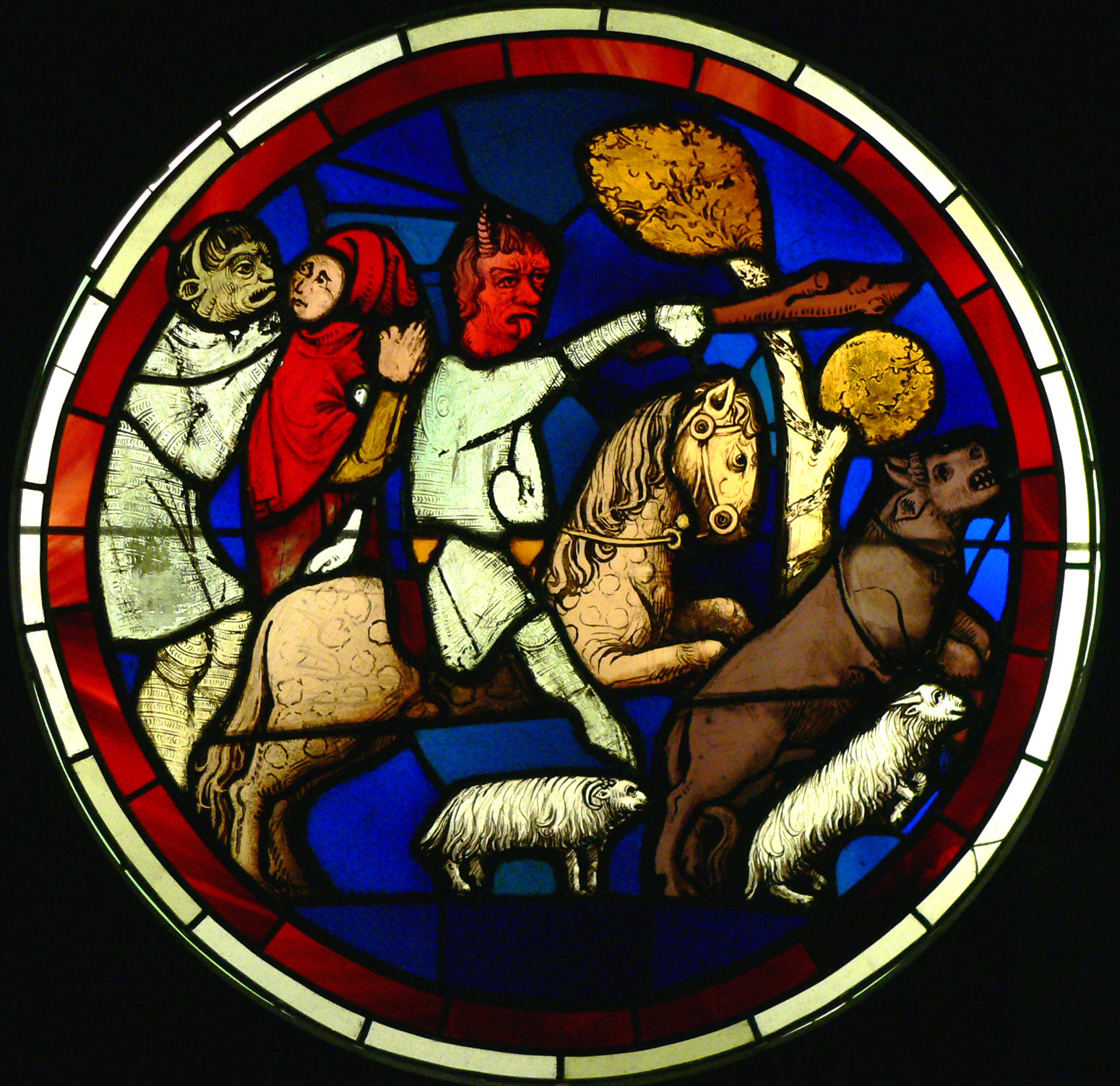
ヨブ (サント・シャペル, 12世紀前半)
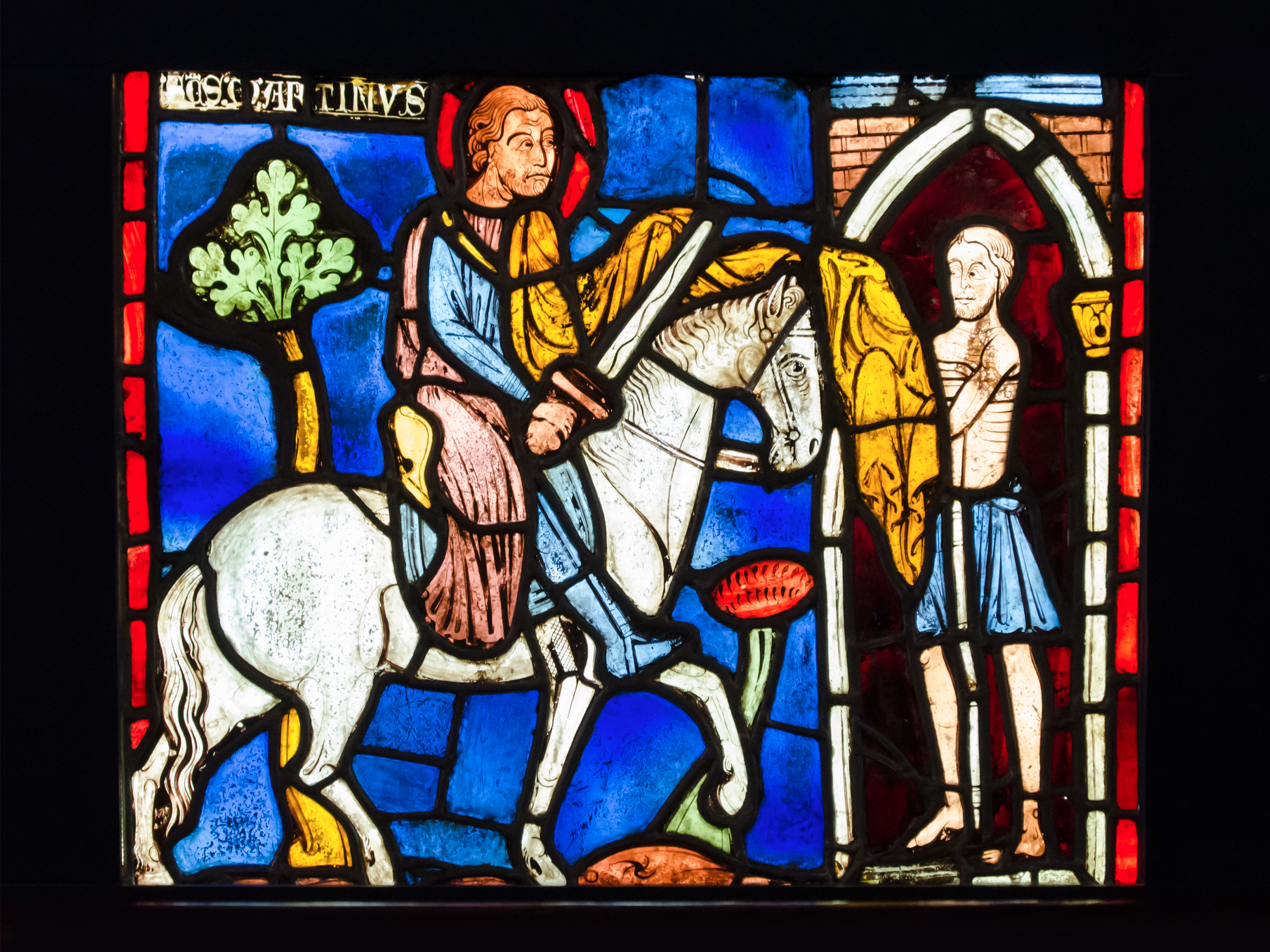
聖マルティヌスと乞食 (サント・シャペル, 12世紀前半)
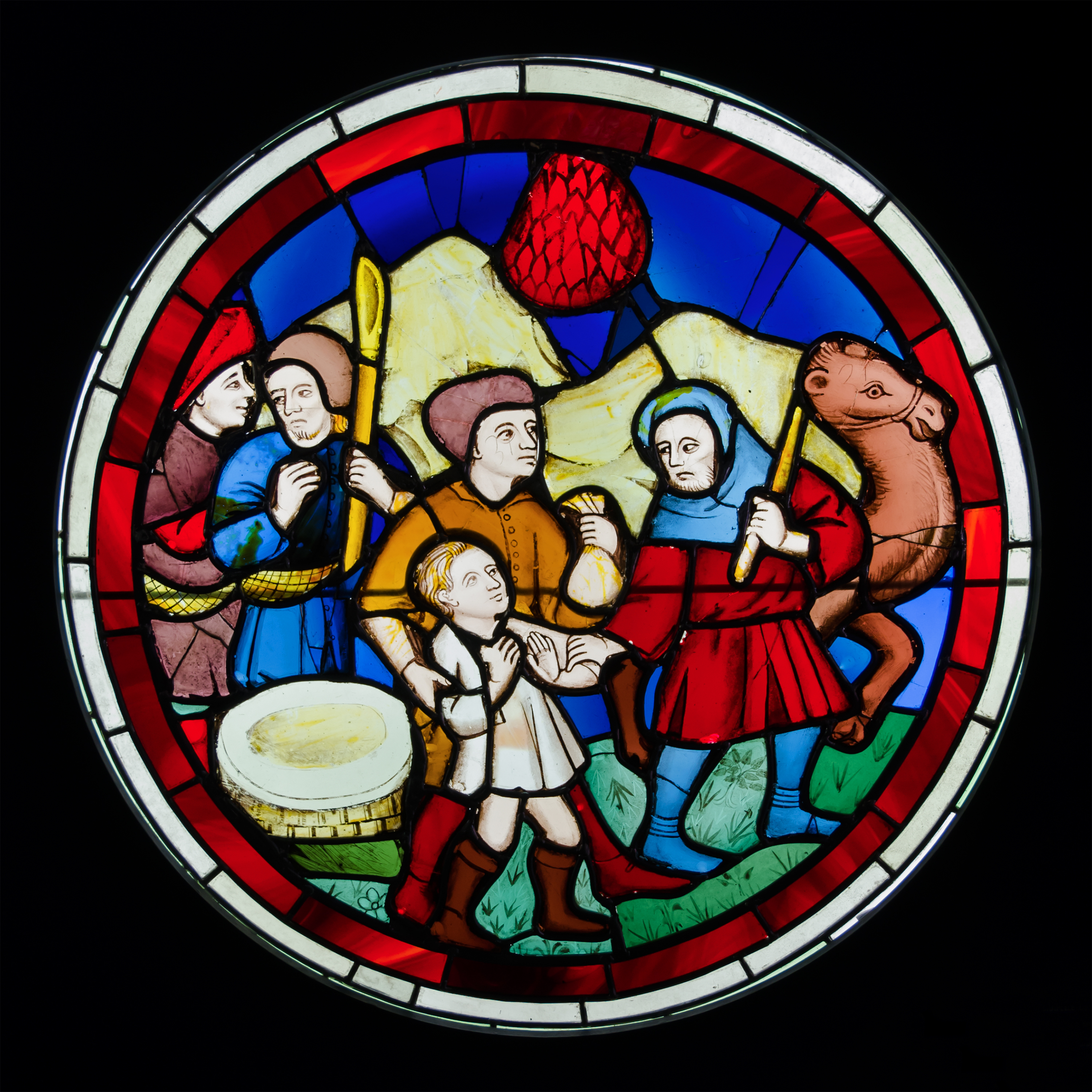
兄弟たちに売られるヨセフ (サント・シャペル, 12世紀前半)
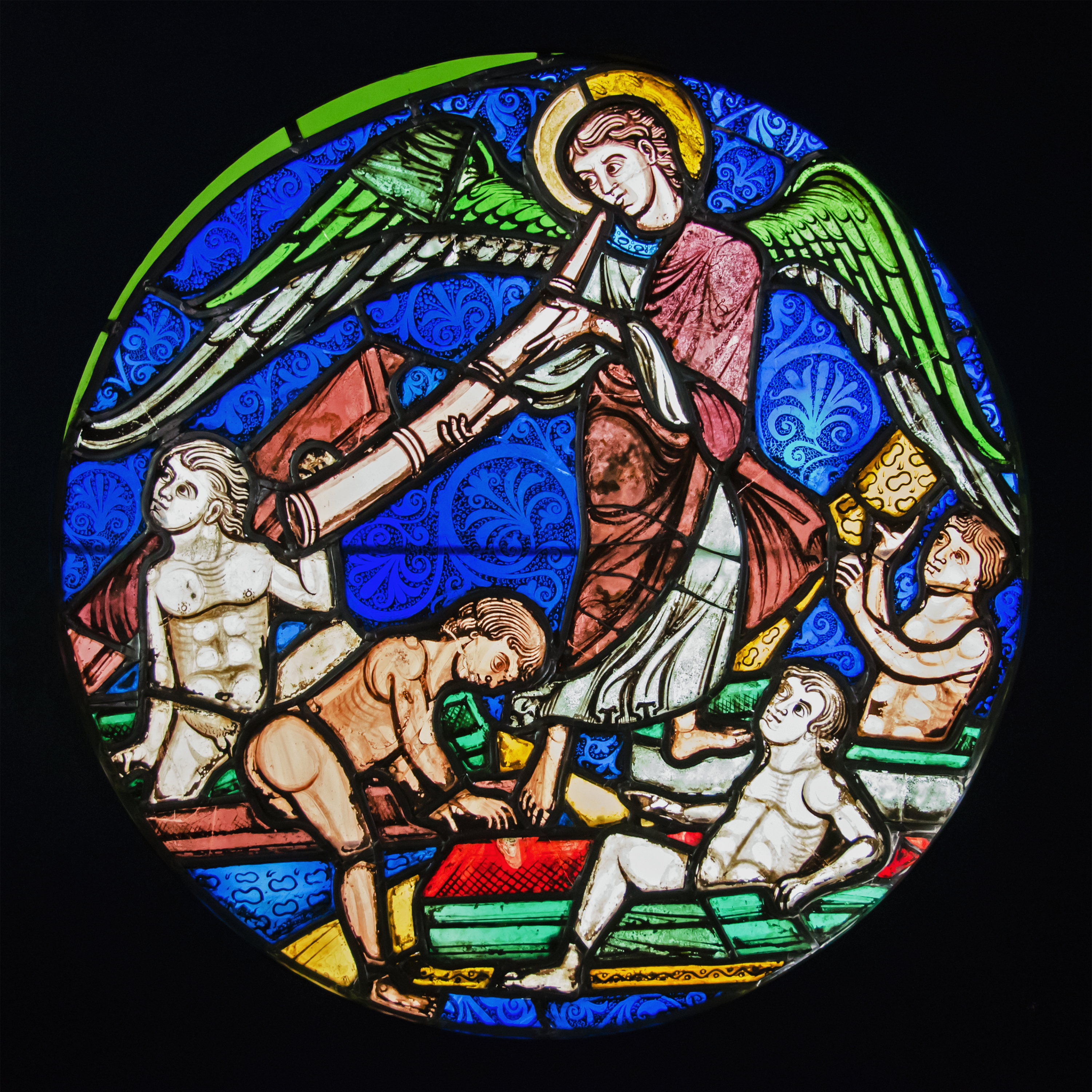
死者の復活 (サント・シャペル, 12世紀前半)
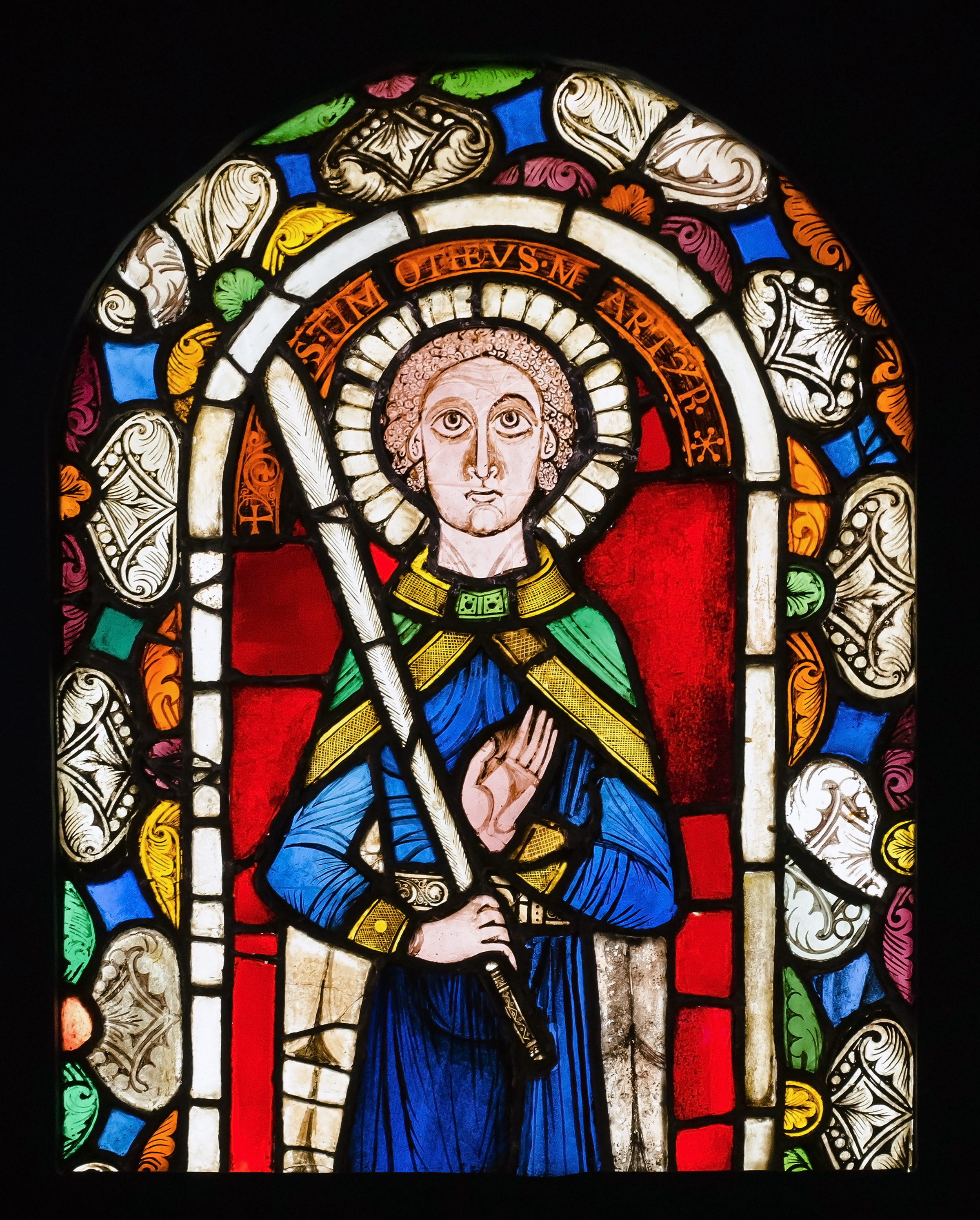
聖テモテ (サント・シャペル, 12世紀前半)
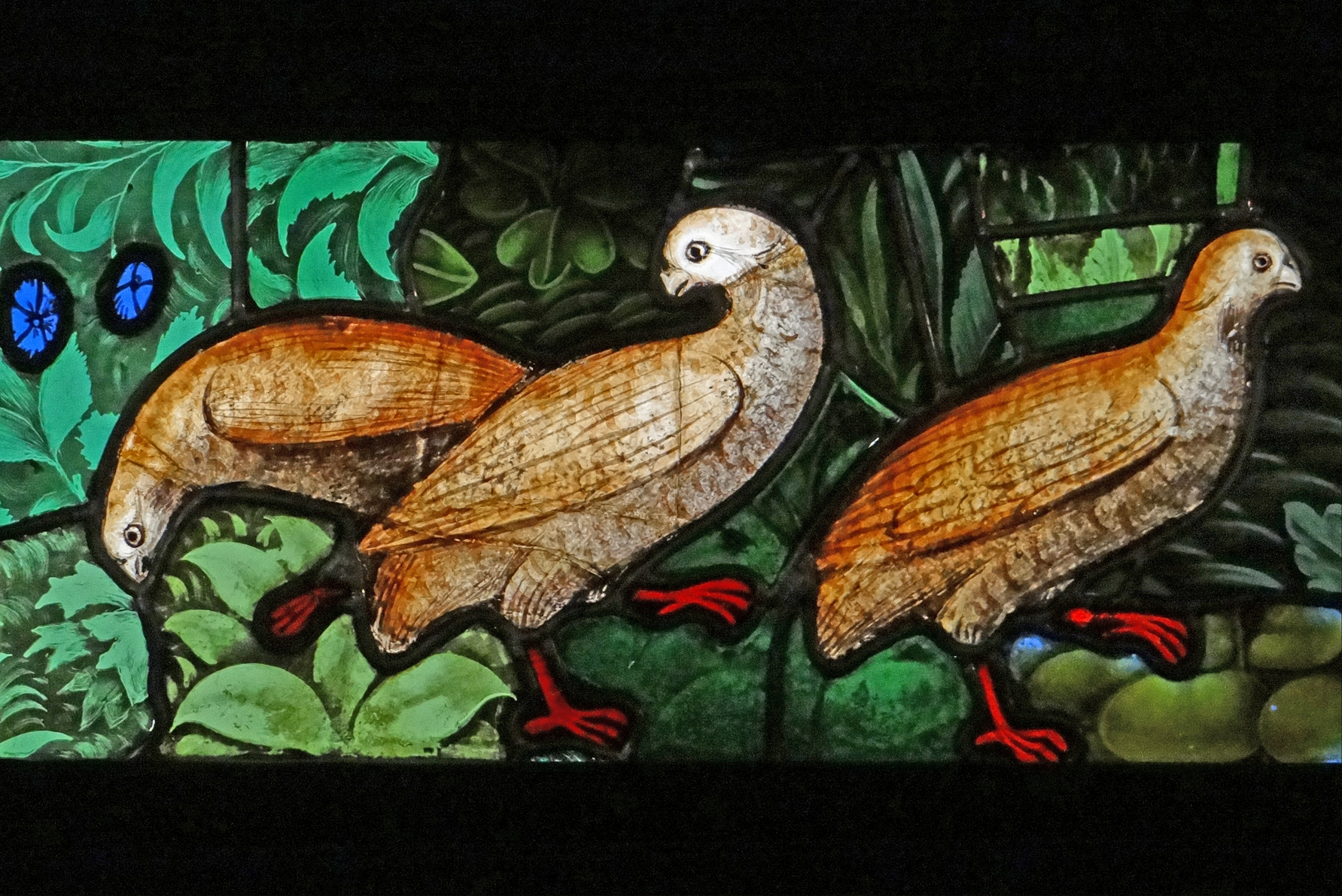
やまうずら (ノルマンディー, 1500年頃)
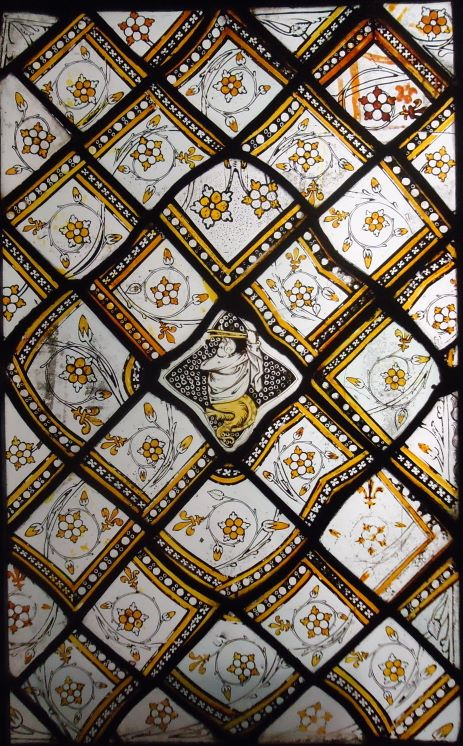
サン＝ドニ大聖堂のグリザイユ (14世紀前半)

### 金銀細工、エマイユ（七宝焼、琺瑯）
国立中世美術館は中世の聖遺物箱、リモージュ琺瑯、宝飾品などの金銀細工、エマイユの作品を多数所蔵している。特に19世紀にトレドの近くのグアラザールで発見された「グアラザールの宝物」は、スペインの西ゴート族の王がローマ・カトリック教会に奉納した26の冠や黄金の十字架などが含まれる。国立中世美術館にあるグアラザールの冠は7世紀のものとされる。

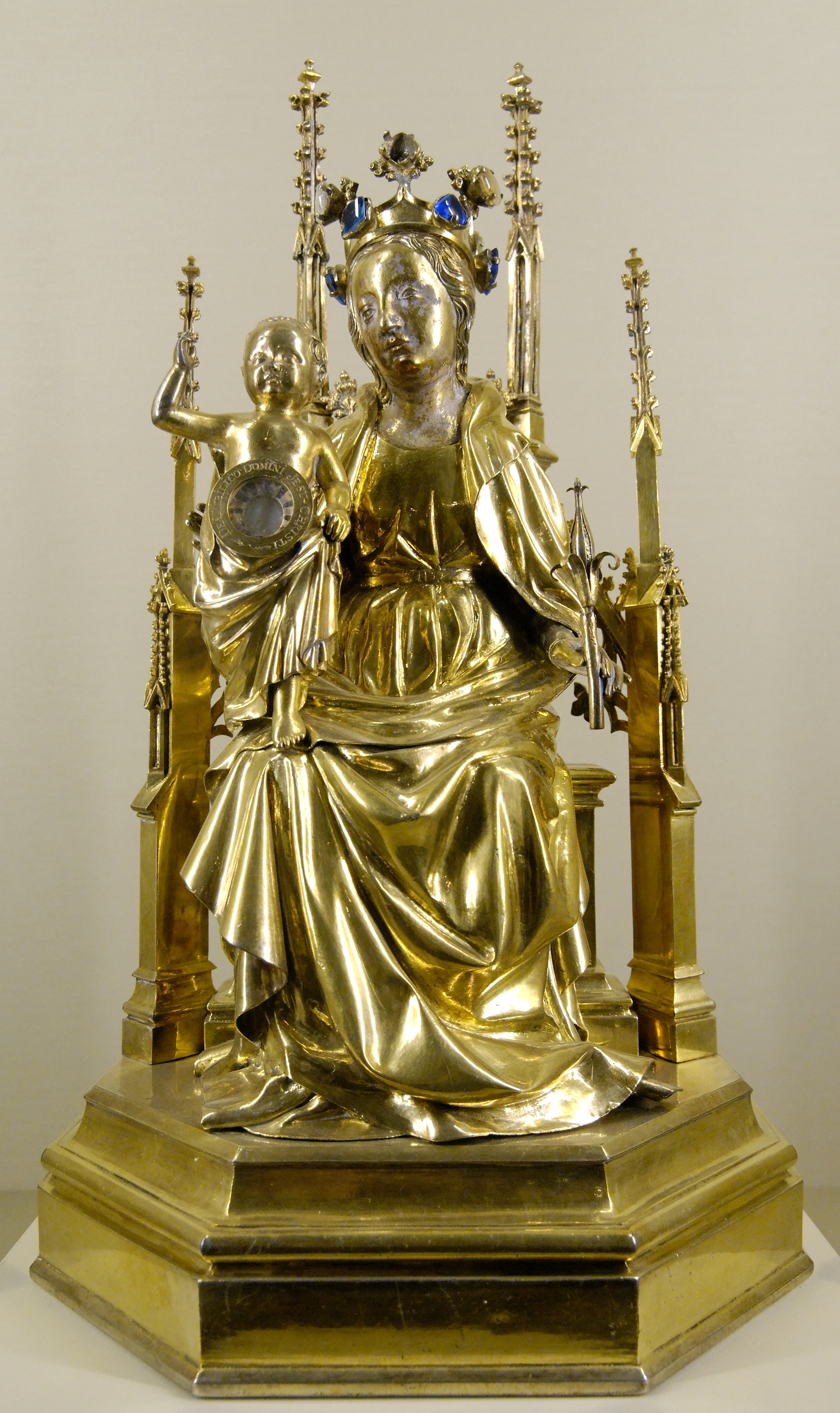
キリストの聖遺物箱（聖母子像）(15世紀初頭)

バーゼル大聖堂の『アンテペンディウム』（11世紀前半）はローレリーフ（浅浮き彫り）の彫金作品で、大天使と聖ベネディクトに囲まれたキリストを描いている。

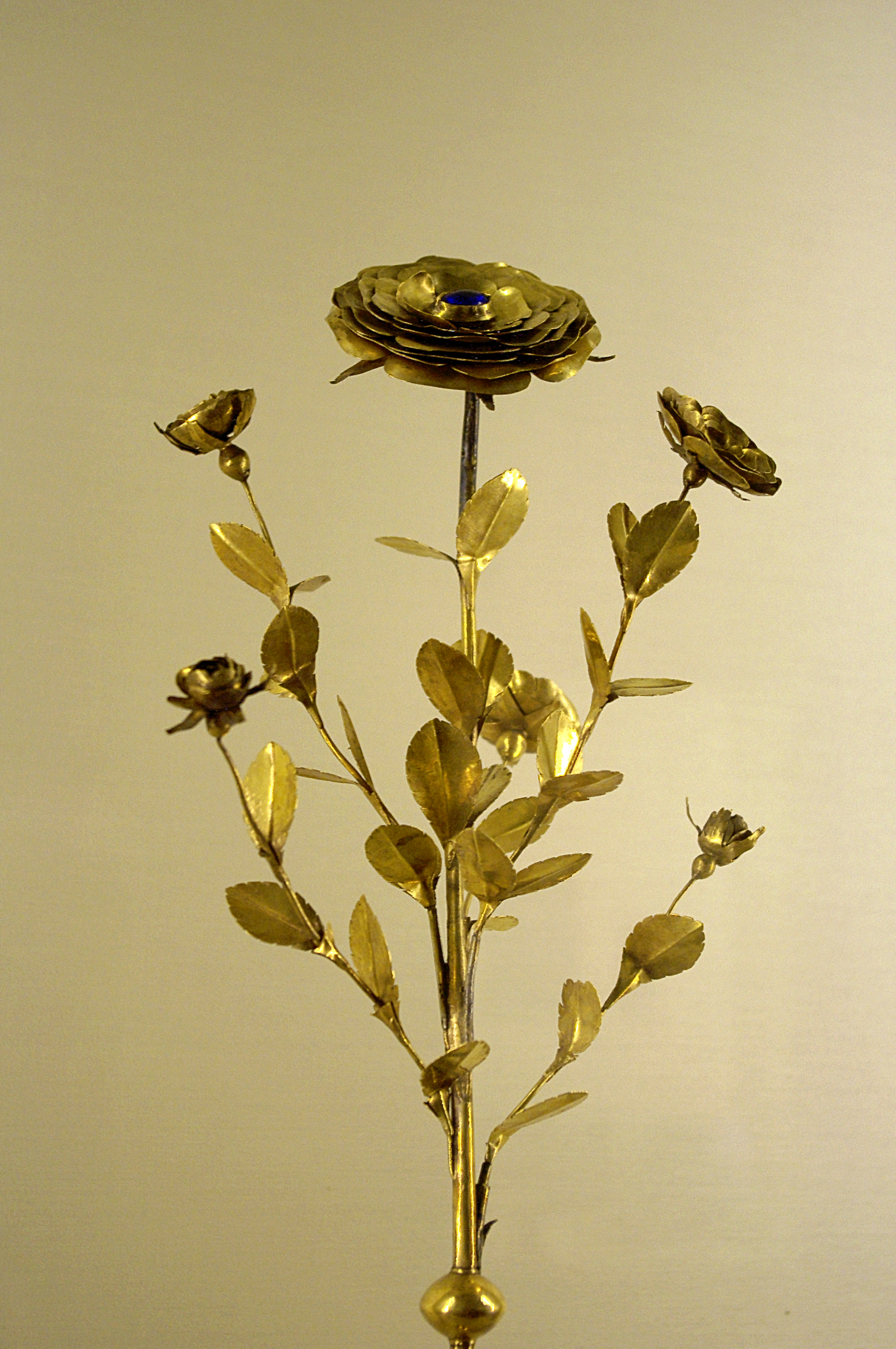
黄金のバラ (1330年)

教皇は毎年、四旬節の第4日曜日に宗教的または政治的に特に優れた信奉者に黄金のバラを授ける。黄金のバラはキリストの受難と復活の象徴である。国立中世美術館の『黄金のバラ』は、1330年に教皇ヨハネス22世がヌーシャテル伯に授けたもので、最も古い黄金のバラである。バチカンの古文書により、作者はシエナの金銀細工師で、アヴィニョンで活動していたミヌッチオであることが判明した。

#### リモージュ琺瑯
リモージュは12世紀中頃から13世紀末にかけてシャンルヴェ技法（土台の金属を彫りこんで、できたくぼみをエナメルで埋めて装飾する技法）による琺瑯（エマイユ）製造の中心地であり、リモージュの琺瑯製品は欧州全土に普及し、宗教美術品にも幅広く用いられるようになった。理由の一つは金や銀より安価な銅の容器を使用しながらも、質の高い琺瑯製品を生み出したからである。また、13世紀初めに教皇インノケンティウス3世がサン・ピエトロ大聖堂内にリモージュ琺瑯製品を使った「禁域」（クラウズーラ：俗人禁制の場所）を設置し、1229年にはウィンチェスターの教会会議でシャンルヴェ技法による琺瑯の使用が許可されるなどにより、さらに普及に拍車がかかった。国立中世美術館には、シャンルヴェ技法による琺瑯製品として、背障の一部として残存する『東方三博士の礼拝』（12世紀末期）、使徒と天使を描いたシャス (美術)（13世紀前半）などがあるほか、リモージュ琺瑯の歴史に関する史料も所蔵している。

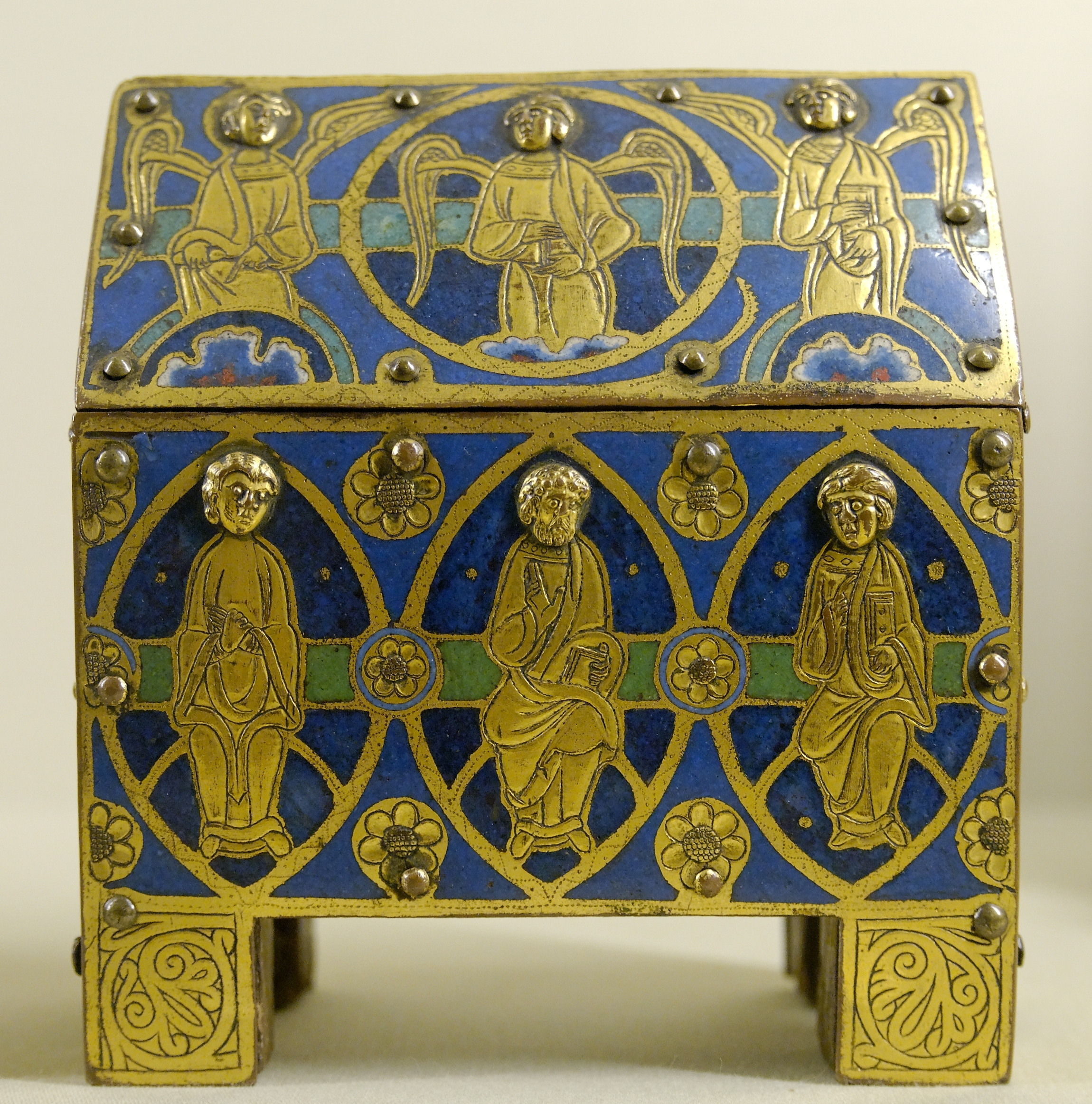
使徒と天使を描いたシャス（棺を含む広義の聖遺物箱）(シャンルヴェ技法によるリモージュ琺瑯製品; 13世紀前半)
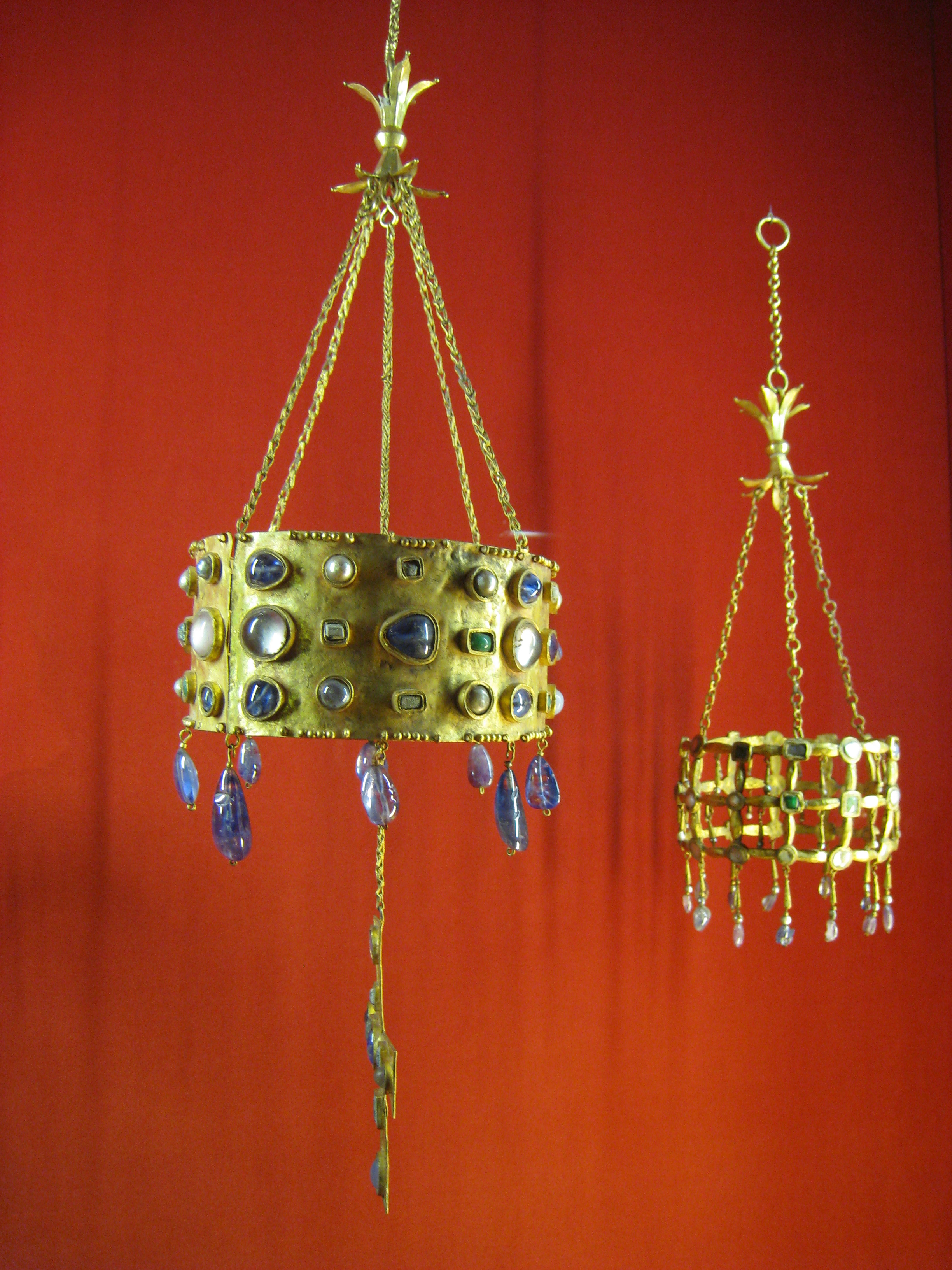
グアラザールの冠 (7世紀)
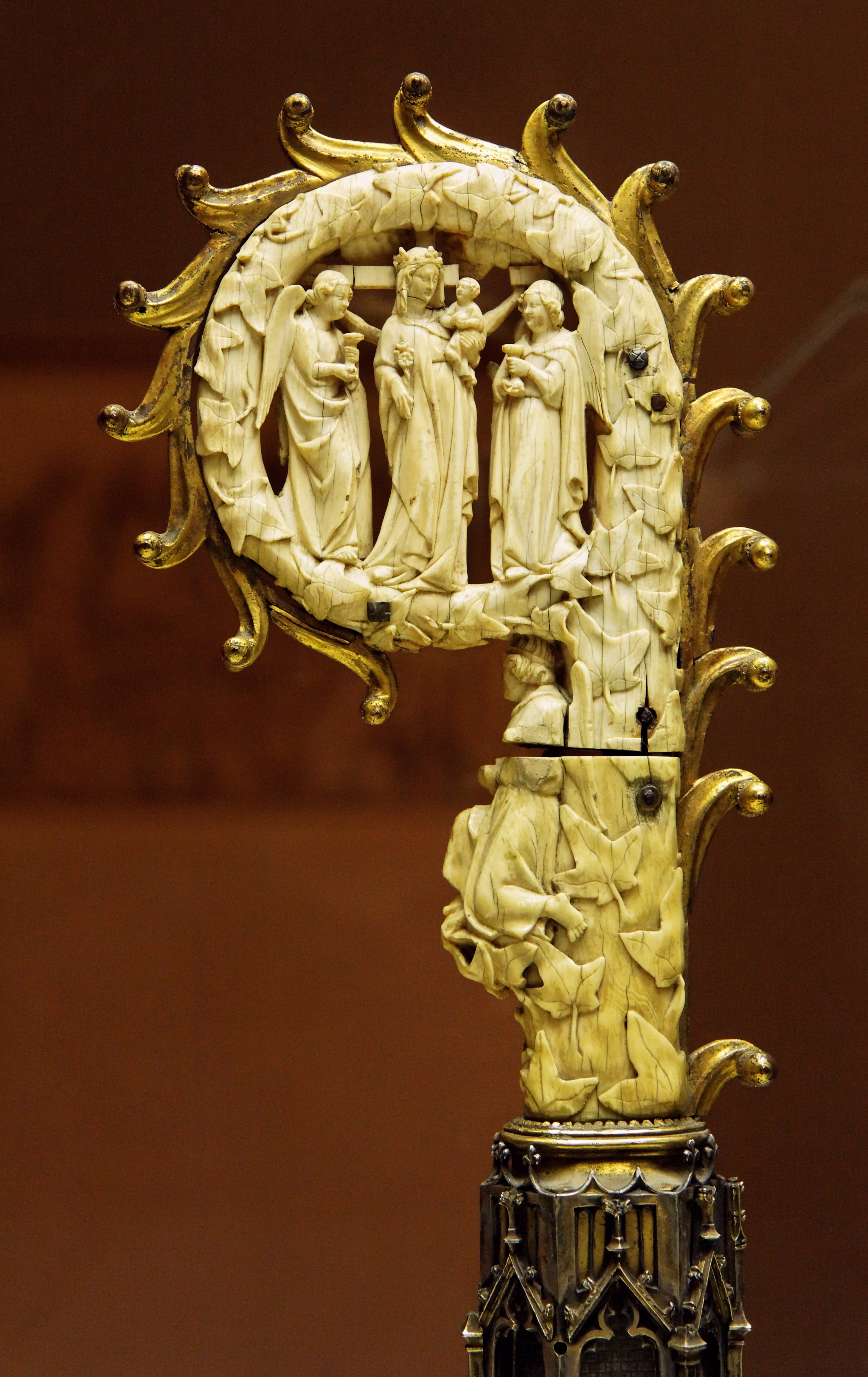
聖母子と天使が彫られた象牙の司教杖 (1300年頃)
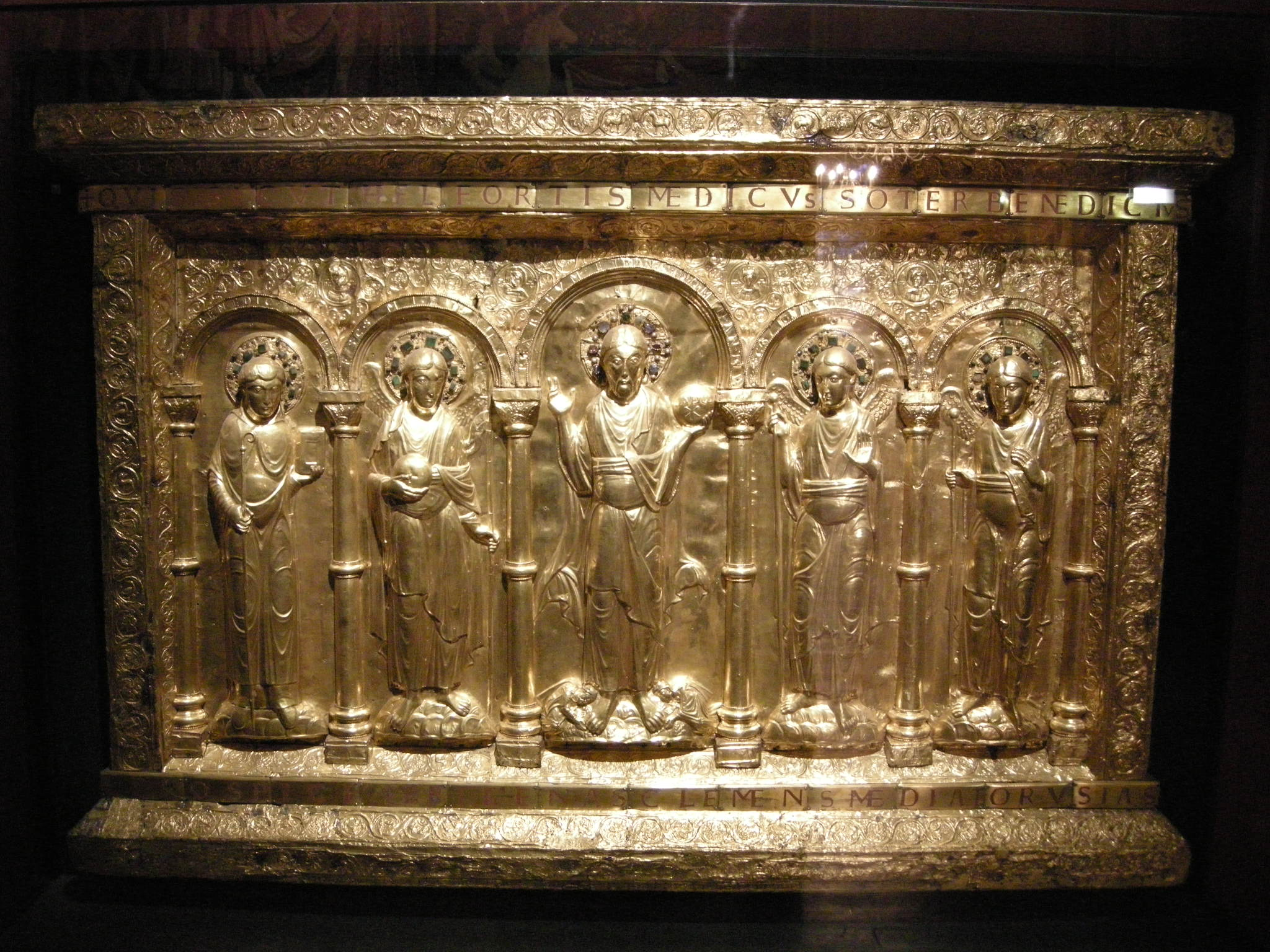
バーゼル大聖堂の『アンテペンディウム』(11世紀前半)

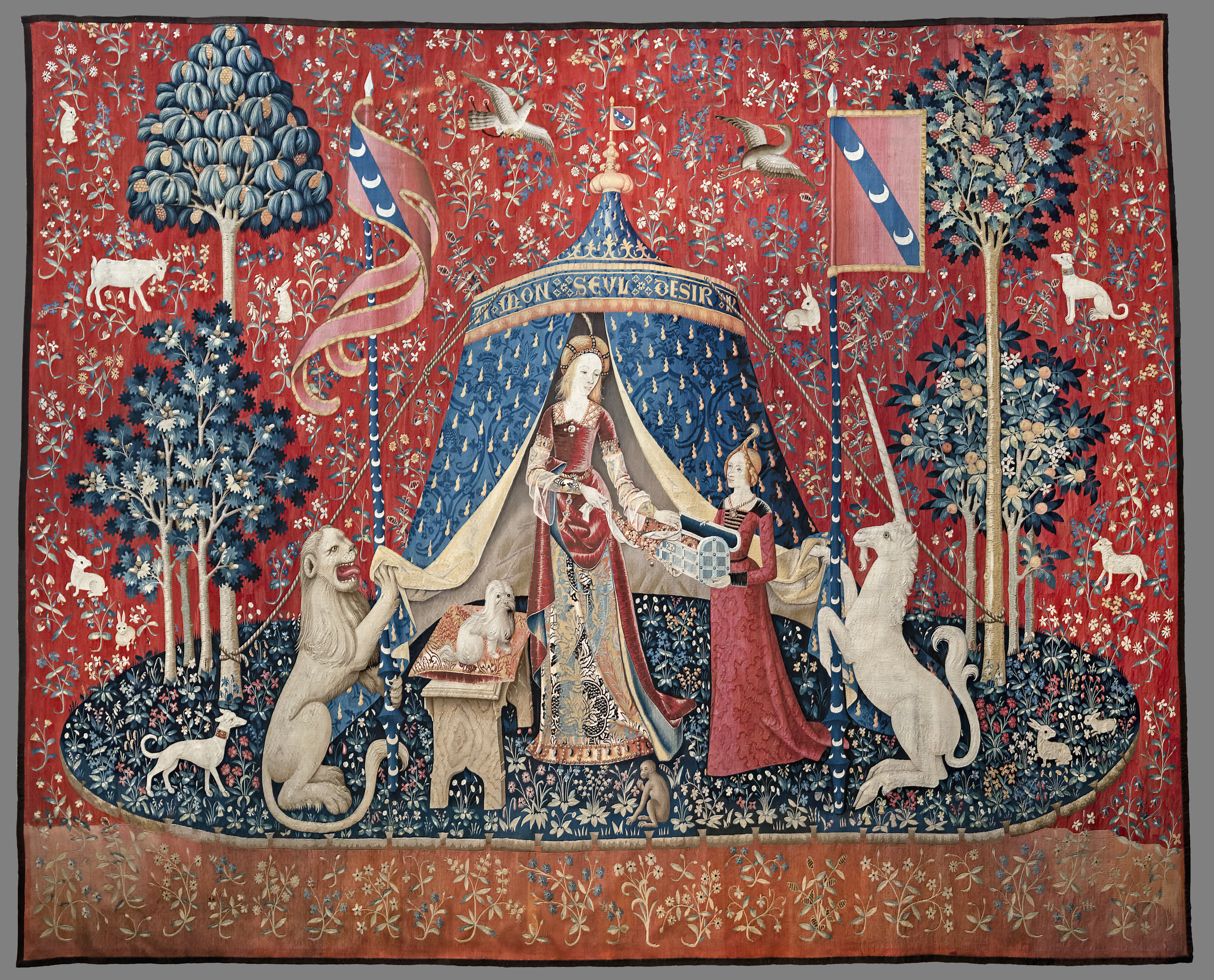
我が唯一の望みに

### タペストリー
国立中世美術館は特に6枚の連作タペストリー『貴婦人と一角獣』を所蔵していることで知られるが、他にも『荘園の暮らし』、『聖ステファノ伝』などの大きなタペストリーがある。パリでデザインされ、15世紀末のフランドルで織られたこのタペストリーは、1841年、歴史的記念物監督官であった小説家のプロスペル・メリメによりブーサック城（現在のクルーズ県）で発見された。生地を守るために光量を落とした円形の特別室に展示された6枚のタペストリーはすべて千花模様（ミルフルール）を背景に貴婦人と一角獣が描かれ、うち5枚はそれぞれ「視覚」「聴覚」「味覚」「嗅覚」「触覚」の寓意を示している。最後の1枚は「我が唯一の望みに」と題されているが、「我が唯一の望み」とは何なのか、その意味はいまだ謎に包まれている。

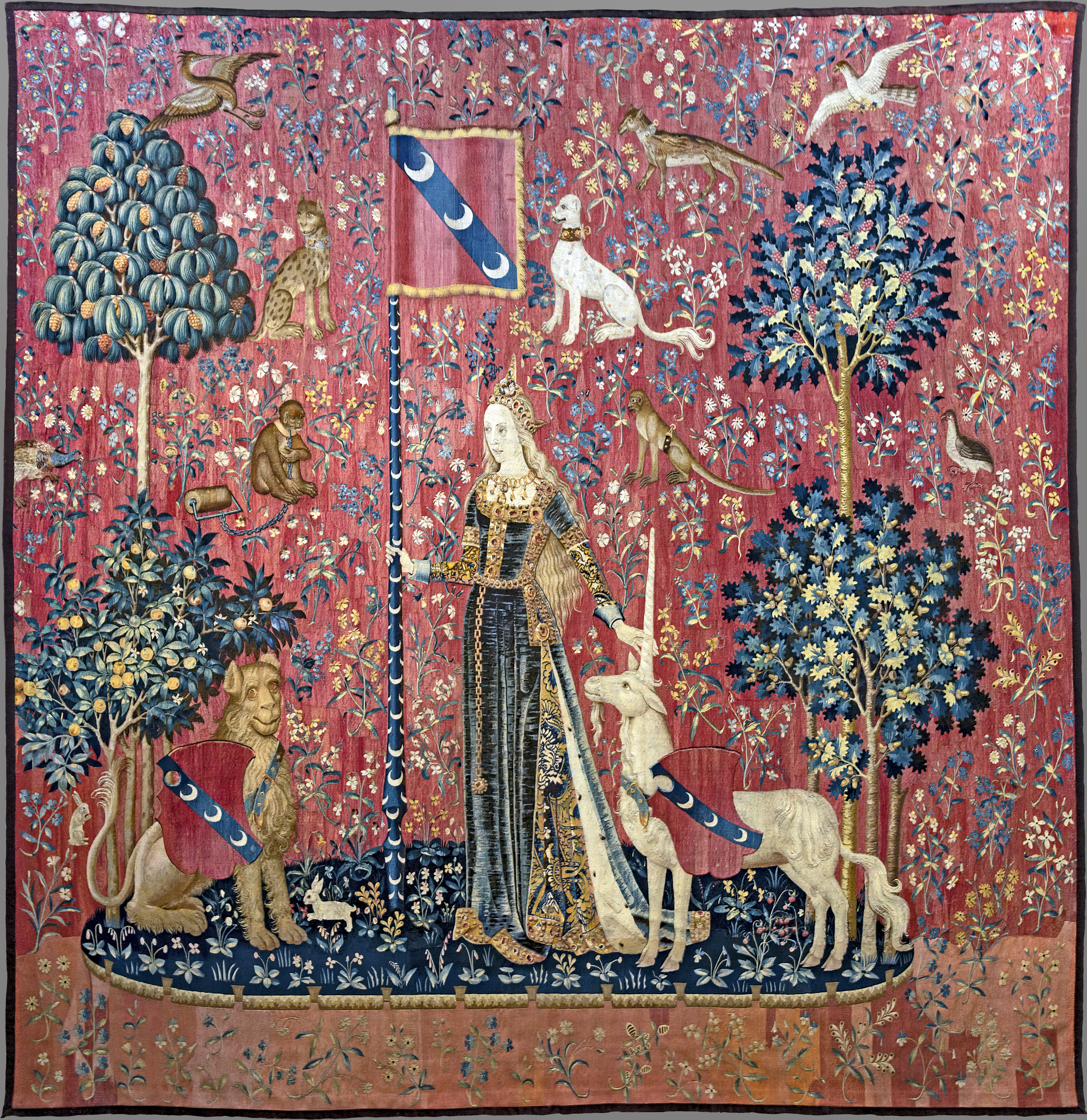
触覚
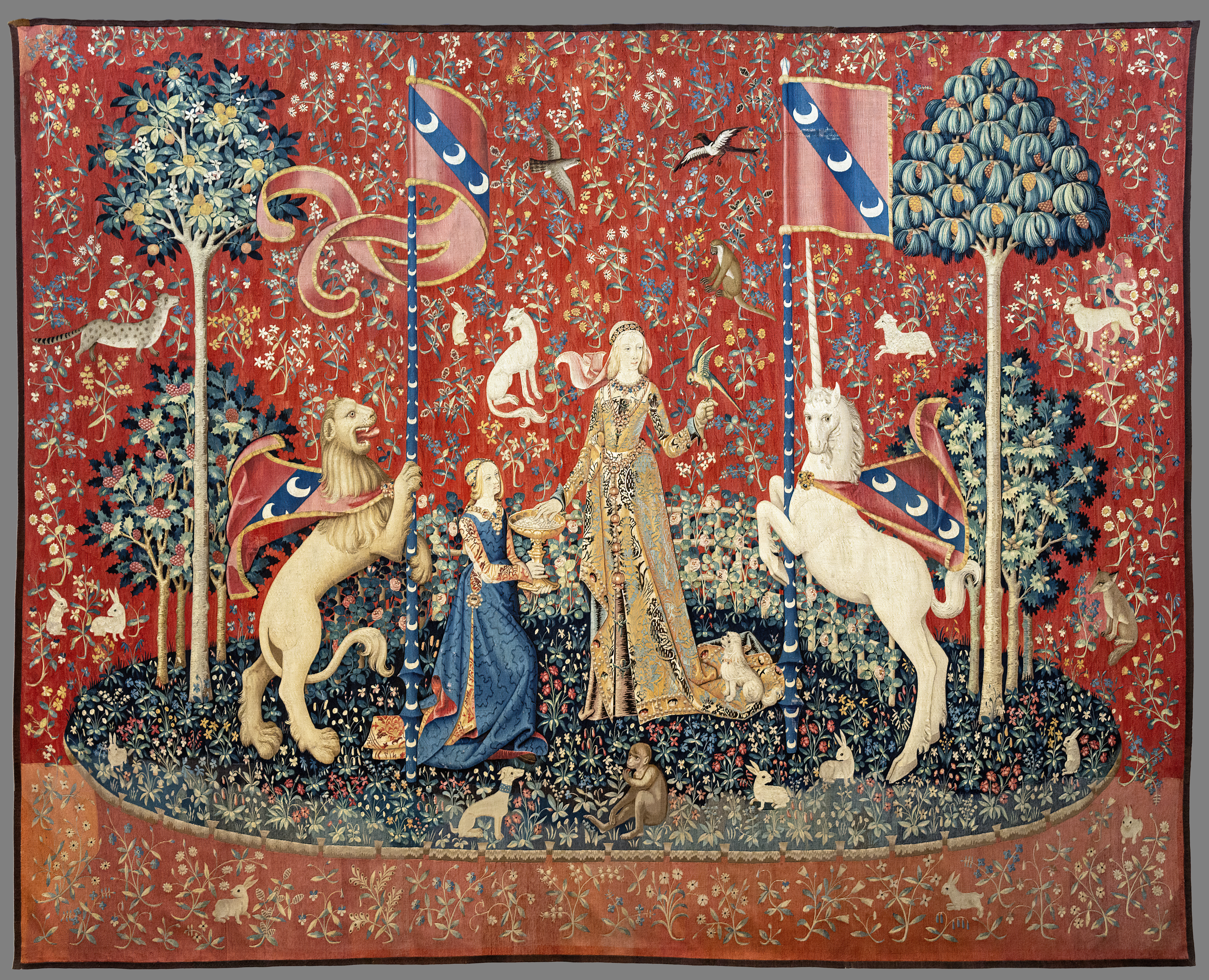
味覚
嗅覚
聴覚
視覚

日本では2013年4月24日から7月15日まで国立新美術館（東京）で、次いで2013年7月27日から10月20日まで国立国際美術館（大阪）でこの作品を展示する「フランス国立クリュニー中世美術館所蔵《貴婦人と一角獣》」展が行われた。

## 主な所蔵作品
- カール大帝の経帷子（8世紀; エクス・ラ・シャペルの墓で発見）[75]
- 6枚の連作タペストリー『貴婦人と一角獣』（15世紀末から16世紀初頭）
- 『船乗りの柱』（西暦14-37年）

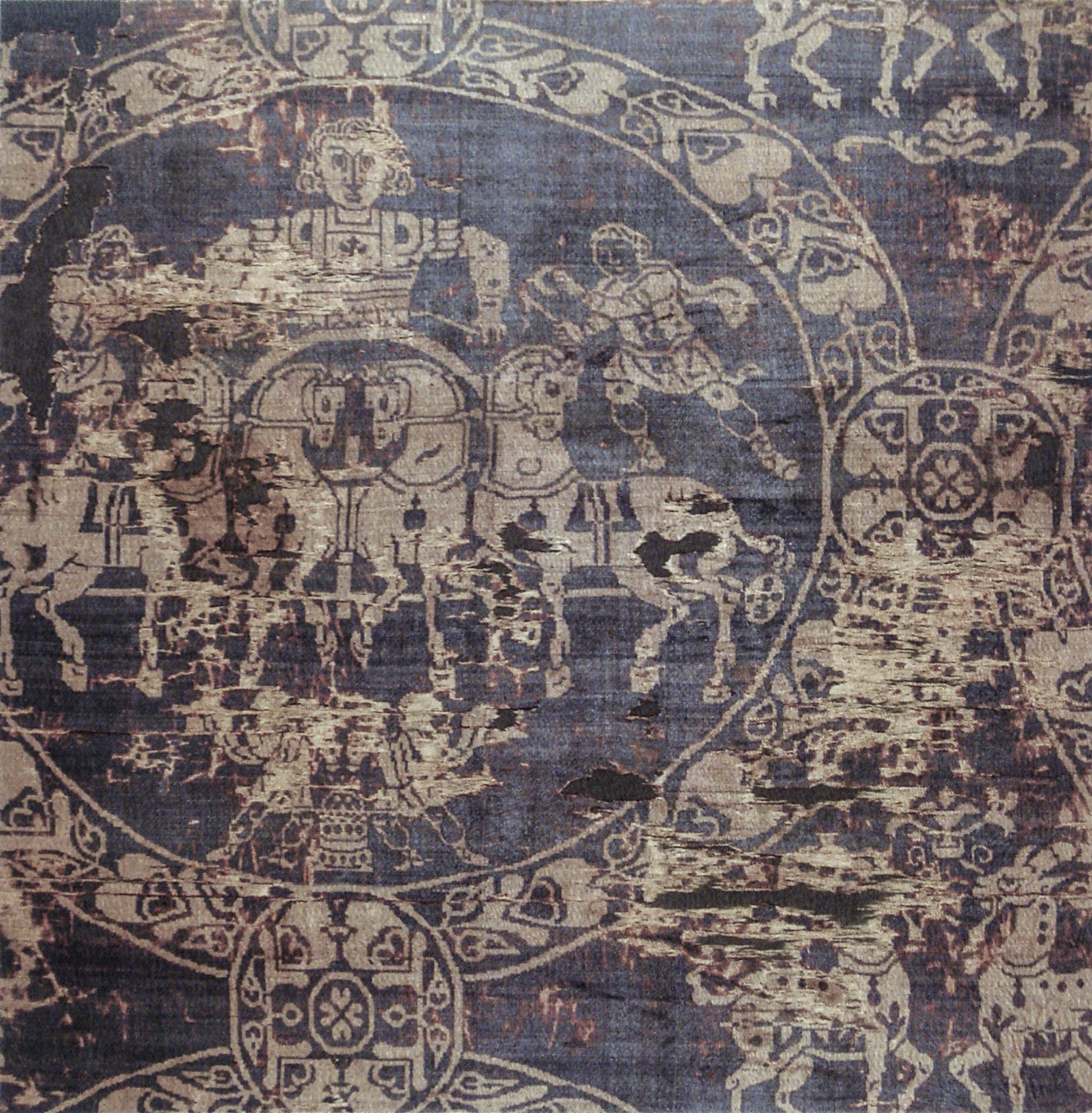
カール大帝の経帷子 (8世紀)

- カール大帝の経帷子 (8世紀)象牙細工・彫刻としてニコマコス家のディプティカ（二連祭壇画）とアリアドネ像（ビザンティン美術; 5世紀から6世紀）
- グアラザールの冠（7世紀）
- バーゼル大聖堂の『アンテペンディウム』（11世紀前半）
- 教皇ヨハネス22世がヌーシャテル伯に授けた『黄金のバラ』（1330年）
- シャロン＝アン＝シャンパーニュのノートルダム・アン・ヴォーの宝物のうち、キリストの聖遺物箱（聖母子像）（15世紀初頭）[76]
- 聖母の被昇天のトリプティカ（三連祭壇画）（16世紀初頭）[77]
- サント・シャペルのステンドグラスと使徒像
- サン＝ドニ大聖堂のステンドグラスと人像柱（1137-1140年頃）
- ノートルダム大聖堂のアダム像と王の頭像
- タペストリー『聖ステファノ伝』（15世紀末期から16世紀初頭）
- 数十点の装飾写本[78]
- フランス、イギリス、ドイツ、スペイン、フランドルの14世紀から16世紀の絵画中世の庭

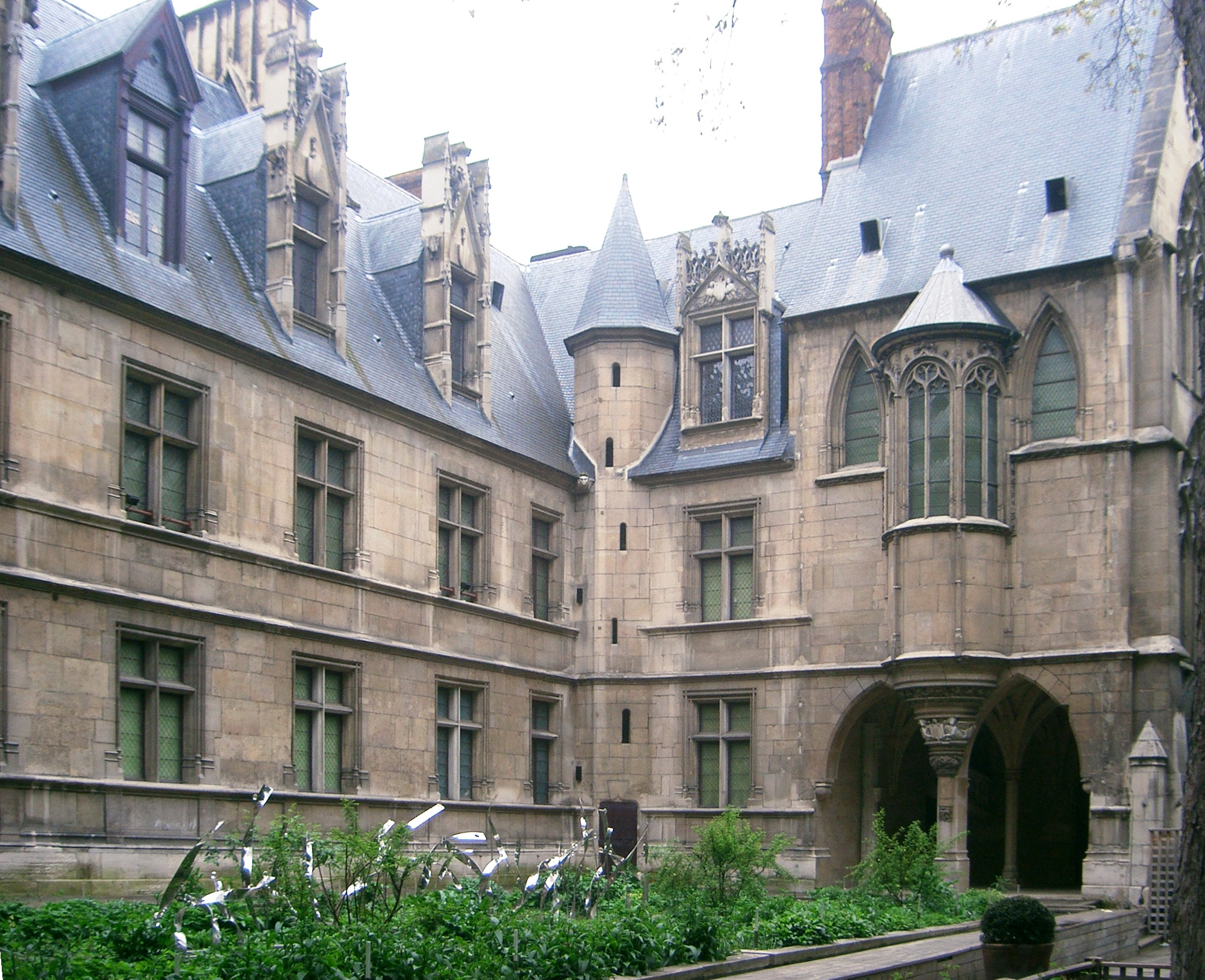
中世の庭

- 鎧、剣などの武具
- 中世の日用品や家具

## 中世の庭
国立中世美術館の裏手には「中世の庭」があり、野菜、薬草、花などを育てている。

## 関連事項
- 貴婦人と一角獣
- 中世
- ロマネスク
- ゴシック